# Kostuchna
Kostuchna – część oraz dzielnica Katowic, położona w południowej części miasta, na Płaskowyżu Murcek, granicząca z Podlesiem, Zarzeczem, Piotrowicami-Ochojcem, Murckami i miastem Tychy, w latach 1967–1975 samodzielne miasto.
Początki Kostuchny sięgają XVII wieku. Osadnictwu na tym obszarze sprzyjało występowanie w tym rejonie rud żelaza. W późniejszym czasie osiedlali się tu się chałupnicy i robotnicy leśni, zaś przełomem w rozwoju terenów dzielnicy był początek XX wieku i założenie kopalni „Böer” („Boże Dary”; później połączona z zakładem „Murcki”), która była największym zakładem należącym do książąt pszczyńskich. Przy niej powstała osada robotnicza – późniejsza kolonia Boże Dary. Liczba ludności systematycznie rosła. W latach 1951–1954 północna część Kostuchny była dzielnicą Katowic, zaś w 1954 roku Kostuchna została siedzibą gromady Kostuchna, którą zanim zaczęła działać, przekształcono na osiedle, które w 1967 roku uzyskało prawa miejskie. Kostuchnę ponownie, tym razem w całości, włączono do Katowic 27 maja 1975 roku, a od 1 stycznia 1992 roku stała się ona jedną z jej administracyjnych dzielnic.
W Kostuchnie dominuje funkcja mieszkaniowa, obok której rozwinęła się działalność usługowo-handlowa, zaś funkcja przemysłowa powiązana jest z terenami wokół dawnej kopalni „Murcki”, w której działają przedsiębiorstwa z różnych gałęzi gospodarki. Sama zaś kopalnia została zamknięta w 2005 roku. Rozwinięta jest tutaj działalność kulturalna i oświatowa – Kostuchna jest m.in. siedzibą Miejskiego Domu Kultury „Południe” w Katowicach.
Głównymi drogami są ulice Szarych Szeregów i Tadeusza Boya-Żeleńskiego, które łączą Kostuchnę z innymi częściami Katowic, a także prowadzą do głównych dróg, w tym także i krajowych. Przez Kostuchnę biegnie też linia kolejowa nr 142, na której znajduje się stacja techniczna Katowice Kostuchna.
Kostuchna jest jedną z większych powierzchniowo dzielnic Katowic – jej poierzchnia wynosi 8,59 km² (co stanowi 5,21% powierzchni miasta), a pod koniec 2020 roku zamieszkiwało ją łącznie 11 518 mieszkańców (4,23% ludności Katowic).

## Geografia

### Położenie
Dzielnica nr 21 Kostuchna jest jedną z 22 administracyjnych dzielnic Katowic. Stanowi jednostkę pomocniczą gminy i znajduje się w grupie dzielnic południowych. Powierzchnia dzielnicy wynosi 8,59 km², co stanowi 5,21% powierzchni całego miasta. Kostuchna od północy graniczy z Piotrowicami-Ochojcem, od wschodu z Murckami, od południa z miastem Tychy, zaś od zachodu z katowickimi dzielnicami Podlesie i Zarzecze.
Granica dzielnicy przebiega następująco:
- Od północy – od przecięcia wiaduktu kolejowego i ulicy Tunelowej w kierunku wschodnim wzdłuż tejże ulicy, okalając od północy osiedla przy ulicy Tunelowej 20-30; dalej granica od ronda gen. S. Rostworowskiego na przecięciu ulic Armii Krajowej i Bażantów biegnie wzdłuż tej drugiej ulicy dalej na wschód, a na wysokości kościoła Najświętszego Ciała i Krwi Chrystusa na osiedlu Odrodzenia biegnie ona na północ do ulicy M. Radockiego; granica ta dalej biegnie południowym krańcem tej ulicy na południowy wschód do ulicy Bażantów i w dalszym przebiegu przedłużeniem tej ulicy, do przecięcia duktu leśnego i Ślepiotki,
- Od wschodu – biegnie od miejsca przecięcia duktu leśnego ze Ślepiotką w linii prostej na południe do granicy Katowic z Tychami,
- Od południa – stanowi jednocześnie granicę Katowic i Tychów; granica ta biegnie duktem leśnym równoleżnikowo,
- Od zachodu – granica biegnie od punktu załamania się granicy miasta do przepustu wodnego pod torami kolejowymi na styku z ulicą Sołtysią i dalej kieruje się w kierunku ulicy Warsztatowej; biegnie ona dalej drogą równoległą na południe od ulicy Warsztatowej do przecięcia z ulicą Armii Krajowej, następnie tą ulicą do budynku nr 356, okalając go od południa i zachodu do ulicy Zachodniej, okalając budynki przy niej położone od północy; na wysokości budynku nr 20 granica skręca na północ do ulicy K. Stabika na wysokości posesji nr 55; następnie przebiega ona północną stroną tej ulicy, obejmując wszystkie nieruchomości przy tej ulicy, kierując się dalej na zachód do linii kolejowej; dalej granica skręca na północ na odcinku linii kolejowej od Rowu Granicznego do ulicy Tunelowej.

Według podziału fizycznogeograficznego Jerzego Kondrackiego obszar Kostuchny położony jest w mezoregionie Wyżyna Katowicka (341.13), stanowiącym południową część makroregionu Wyżyna Śląska. Sama zaś Wyżyna Śląska jest fragmentem podprowincji Wyżyna Śląsko-Krakowska.
Kostuchna historycznie była zaś rozdzielona pomiędzy Piotrowice a Podlesie – część zwana Górką (obszar wzdłuż ulicy Szarych Szeregów) należała do gminy Piotrowice, zaś kolonia Boże Dary (południowa część dzielnicy) do gminy Podlesie. Podział ten utrwalała rozgraniczająca je linia kolejowa Katowice–Tychy. Pod względem krain historycznym dzielnica ta znajduje się we wschodniej części Górnego Śląska.

### Geologia
Kostuchna położona jest w niecce górnośląskiej mającej budowę zrębową. Na przełomie dewonu i karbonu zostało zaburzone paleozoiczne podłoże Wyżyny Śląskiej poprzez utworzenie zapadliska, które w okresie karbonu zostało wypełnione przez zlepieńce, piaskowce i łupki ilaste zawierające pokłady węgla kamiennego. Utwory z tego okresu pod osadami czwartorzędowymi występują na całym obszarze dzielnicy i są poprzecinane kilkoma uskokami. Powierzchniowo zaś występują w północnej części Kostuchny wzdłuż ulic Szarych Szeregów i Armii Krajowej, a także na południe od Rowu Malownik, w rejonie dawnej kopalni „Murcki” i na południowy zachód od niej. Są to wychodnie warstw orzeskich (westfal B). Jest to potężna seria zbudowana przeważnie łupków z wkładkami piaskowców, syderytów i przeszło 50 pokładami węgla kamiennego.
W okresie trzeciorzędu utworzyły się główne rysy rzeźby terenu Kostuchny. Wówczas to dochodziło intensywnych procesów wietrzenia chemicznego i denudacji.
W czwartorzędzie obszar dzielnicy został prawdopodobnie pokryty przez lądolód skandynawski dwukrotnie: podczas najstarszego zlodowacenia Sanu (krakowskiego) oraz w okresie zlodowacenia Odry (środkowopolskiego). Osady po pierwszym zlodowaceniu zostały w większości usunięte w okresie interglacjału, zaś lądolód zlodowacenia Odry, który wkroczył na tereny Katowic od zachodu wzdłuż obniżenia Kłodnicy, pozostawił po sobie gliny zwałowe występujące wzdłuż obniżeń dolinnych. Powierzchniowo tereny Kostuchny są pokryte utworami plejstoceńskimi w postaci piasków i żwirów glacjalnych i fluwioglacjalnych oraz glin zwałowych. Tereny zbudowane z tych osadów występują pomiędzy kolonią Boże Dary a piotrowicką częścią Kostuchny, tj. pomiędzy ulicami Migdałowców i J. Wantuły a ulicą K. Lepszego i placem J. Filaka. Utwory te występują też powyżej doliny Rowu Murckowskiego. Zachodnie rejony dzielnicy, położone na zachód od ulicy Dziewanny oraz obszar osiedla Bażantowo budują zaś plejstoceńskie piaski i żwiry glacjalne z głazami na glinie zwałowej.
W trwającym współcześnie holocenie następują zjawiska niszczenia i wyprzątania pokryw osadów plejstoceńskich. Osady rzeczne deponowane są w dolinach rzek, m.in. w dolinach Rowu Murckowskiego, Ślepiotki i Rowu Malownik, zaś większy obszar akumulacji piasków jeziornych powstał w rejonie osiedla Bażantowo.

### Gleby
Gleby na terenie Kostuchny na ogół wykształciły się na podłożu piasków słabogliniastych, na których powstały gleby bielicowe i rdzawe, zaś w północnych rejonach występują gleby płowe wytworzone z piaskowców karbońskich. Gleby pól ornych w rejonie dzielnicy należą do średnio urodzajnych, a uprawa tutejszych ziem wymaga ich nawożenia. W Kostuchnie występują przeważnie gleby niskich klas bonitacyjnych, głównie V.
Gleby w wielu przypadkach straciły swoją wartość użytkową w wyniku ich mechanicznego przekształcenia. Występują procesy niwelacji terenu, zwłaszcza w dolinach rzecznych pod przyszłe inwestycje, w wyniku których niszczone są profile glebowe oraz warstwa próchniczna gleby. Także działalność człowieka doprowadziła do zmian właściwości gleb, a długotrwały rozwój urbanistyczny spowodował wytworzenie w dzielnicy gleb antropogenicznych. Część gruntów podlega skutkom eksploatacji górniczej, a także jest skażona metalami ciężkimi.

### Rzeźba terenu

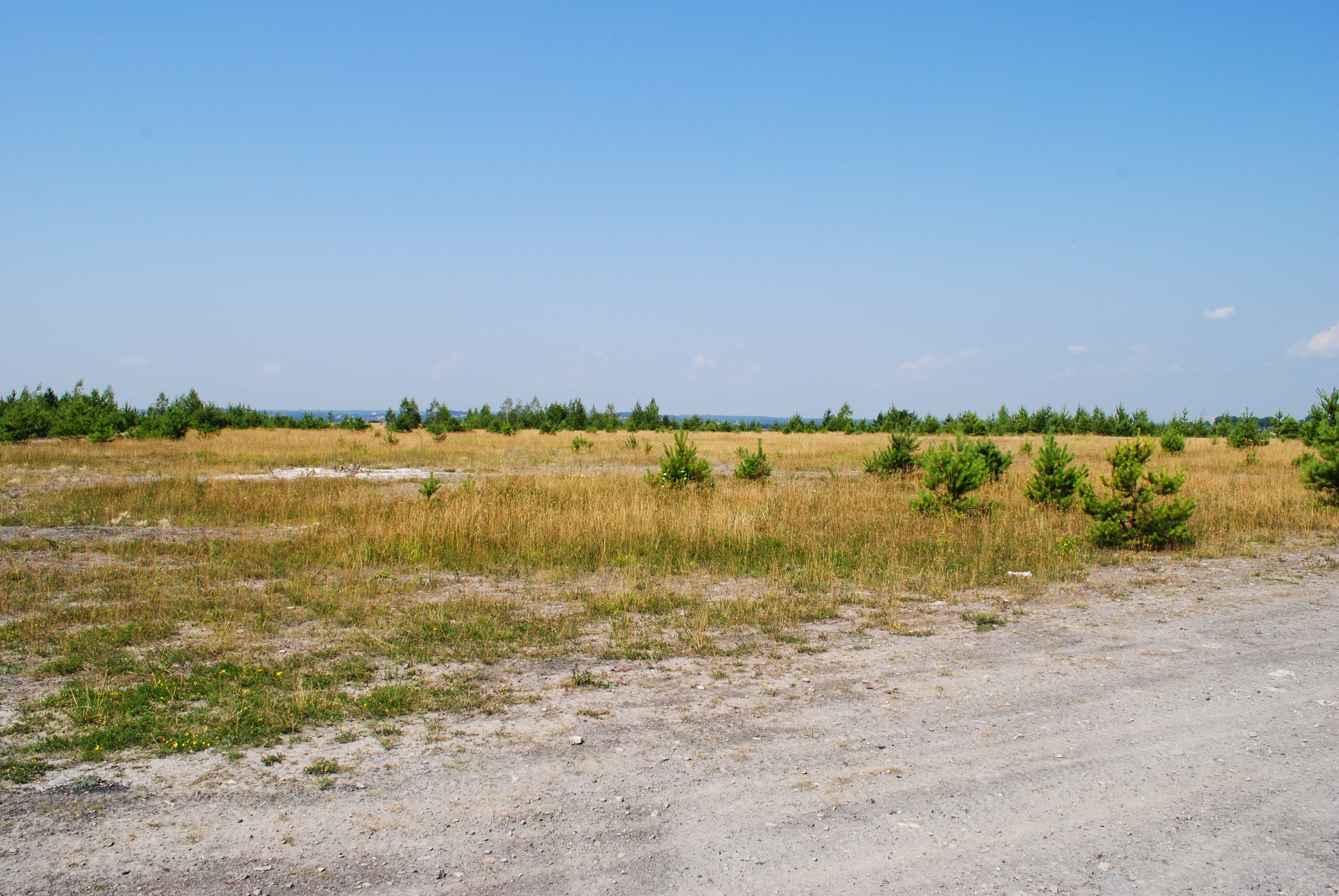
Szczytowa część hałdy w Kostuchnie przy d. kopalni „Murcki”

Kostuchna położona jest na Wyżynie Śląskiej, na Płaskowyżu Bytomsko-Katowickim, będącym częścią mezoregionu Wyżyna Katowicka (341.13).
Pod względem jednostek morfologicznych Kostuchna jest położona prawie w całości na Płaskowyżu Murcek, zaś fragmentarycznie wzdłuż granicy Kostuchny i Tychów w Kotlinie Mlecznej. Na Płaskowyżu Murcek znajdują się najwyżej położone obszary dzielnicy, sięgające powyżej 315 m n.p.m. Obszar ten ciągnie się na północ od ulicy Szarych Szeregów, równolegle do tej ulicy od skrzyżowania z ulicą B. Krupińskiego do ulicy Tymiankowej. Najwyższy naturalny punkt dzielnicy położony jest przy ulicy W. Jordan-Łowińskiej i sięga wysokości 311,97 m n.p.m. Wyżej zaś położona jest hałda w Kostuchnie – wysokość bezwzględna hałdy wg mapy topograficznej z 1992 roku wynosi 336,9 m n.p.m. Teren z piotrowickiej części Kostuchny (z Górki) obniża się do dolin rzek, zaś w rejonie kolonii Boże Dary jest on lekko podniesiony. Ulica T. Boya-Żeleńskiego na wysokości Technikum nr 4 w Katowicach położona jest na wysokości 296,3 m n.p.m.

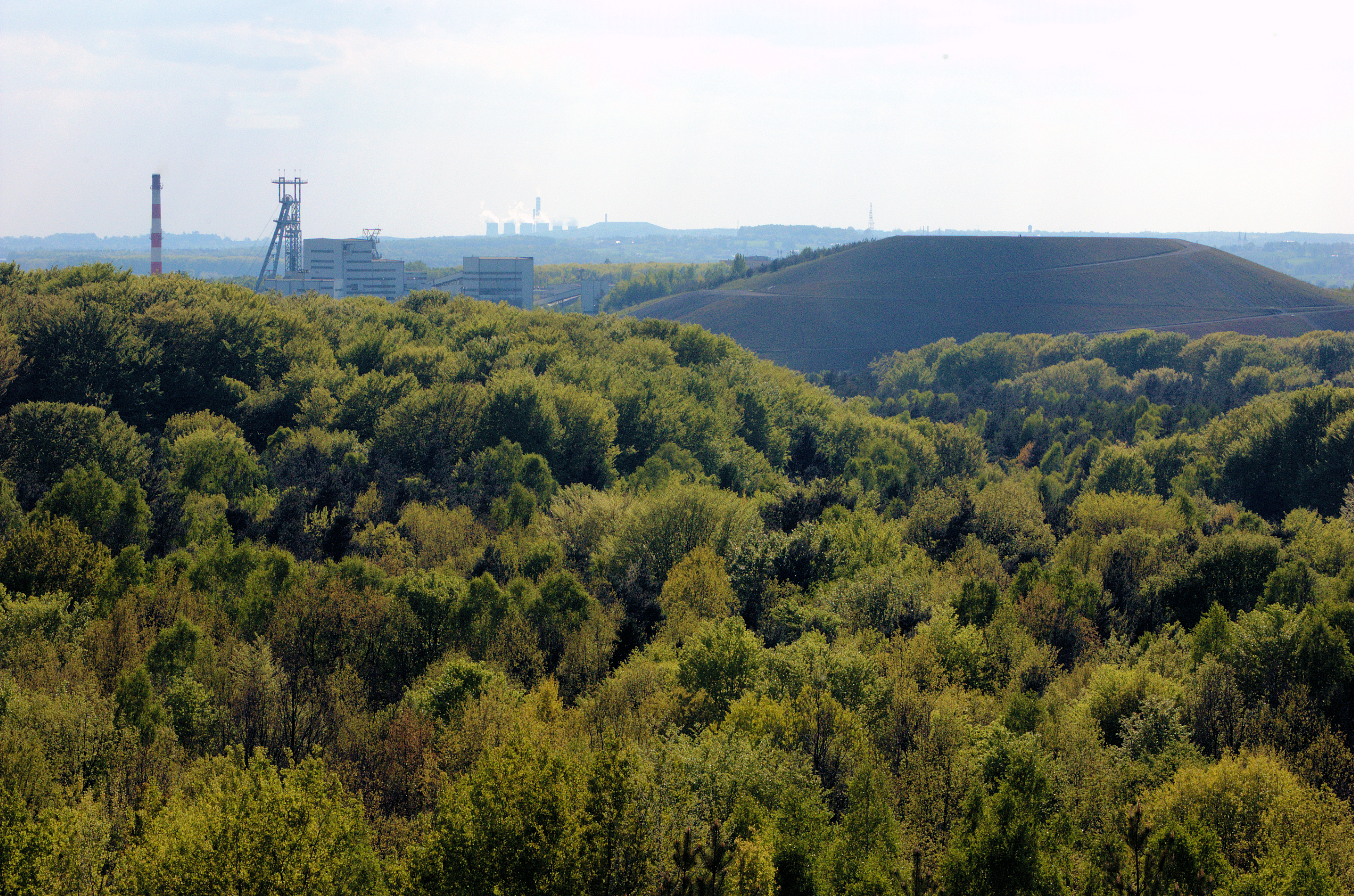
Hałda w Kostuchnie (po prawej) w 2011 roku; po lewej zabudowa dawnej Kopalni Węgla Kamiennego „Murcki”

Kotlina Mlecznej stanowi płaską, lekko nachyloną w kierunku południowym równinę akumulacyjną. Tam też, w rejonie trójstyków granic Kostuchny, Podlesia i Tychów oraz Kostuchny, Murcek i Tychów obniża się do poziomu poniżej 260 m n.p.m. Różnica wysokości pomiędzy skrajnymi punktami dzielnicy wynosi około 50 metrów.
Na współczesną rzeźbę terenu Kostuchny główny wpływ miało zlodowacenie południowopolskie (Sanu) oraz maksymalny stadiał zlodowacenia środkowopolskiego (Odry), zaś w ostatnim okresie zasadniczy wpływ wywarła także morfogenetyczna działalność człowieka związana z osadnictwem oraz górnictwem. Doprowadziło to do zniszczenia naturalnego podłoża oraz do tworzenia nowych form degradacji rzeźby. Część obszarów dzielnicy, zwłaszcza w rejonie dawnej kopalni „Murcki” stanowi także antropogeniczna powierzchnię zrównania.
Przy kopalni „Boże Dary” (później „Murcki”), po północnej jej stronie powstało zwałowisko o powierzchni około 25 ha, na które trafiały kamienie, popioły z kotłowni i inne odpady. Hałda w Kostuchnie ma prawie 32 ha powierzchni i przeszło 50 m wysokości względnej. Została ona zrekultywowana – powierzchnię obsiano trawą, a także posadzono na niej około 3 tys. krzewów. Jest ona jednym z miejsc w Katowicach, które ze względu na znaczne wysokości względne stanowi atrakcyjny punkt widokowy. Ze szczytu tej hałdy można obserwować odległe panoramy sięgające na południu po Beskidy.

### Wody

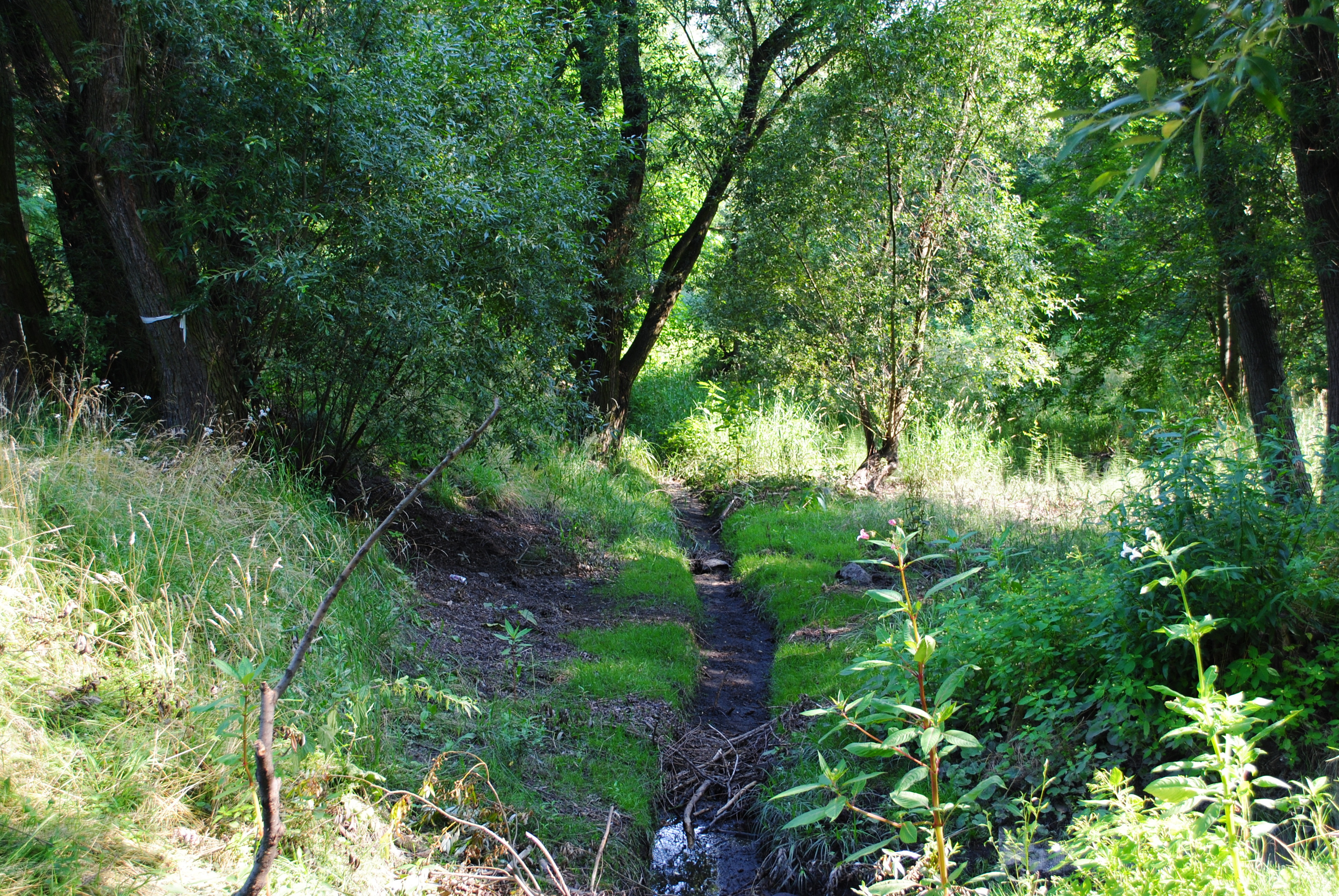
Rów Malownik widziany na wysokości ulicy J. Wantuły

Tereny Kostuchny położone są w dorzeczu Wisły (prawie cały obszar dzielnicy) i Odry (północno-wschodni fragment dzielnicy). Przez dzielnicę przebiega dział wodny I rzędu rozdzielające oba dorzecza, biegnący od Piotrowic-Ochojca do rejonu skrzyżowania ulic Wieżowej i Bażantów, skąd granica ta kieruje się na wschód do Murcek.
W dorzeczu Wisły tereny Kostuchny odwadnia Mleczna wraz z jej dopływami. Sama zaś Mleczna nie przepływa przez dzielnicę, tylko część jej lewych dopływów: Rów Graniczny (płynie na wysokości ulicy Dereni), Rów Podleski (płynie na zachód od rejonu ulicy Armii Krajowej na wysokości ulicy Szałwiowej), Rów Malownik wraz z prawym dopływem (źródło ma w pobliżu ulicy T. Boya-Żeleńskiego na wysokości ulicy Sezamkowej, skąd płynie na południe, a za przecięciem torów kolejowych w rejonie ulicy J.N. Jaronia płynie na zachód) oraz Rów Murckowski wraz z dopływem – Rowem Zofią (rów przecina Kostuchnę na wschód od terenów dawnej kopalni „Murcki”).
Przez tereny Kostuchny w dorzeczu Odry przepływa niewielkim fragmentem Ślepiotka, na którym znajduje się fragment Zalewiska Ślepiotka. Rzeka ta położona jest w zlewni Kłodnicy.

### Klimat i topoklimat
Warunki klimatyczne Kostuchny są zbliżone do klimatu dla całych Katowic. Jest on modyfikowany zarówno przez czynniki klimatotwórcze, jak i lokalne. Na klimat dzielnicy w większym znaczeniu mają wpływy oceaniczne aniżeli wpływy kontynentalne, zaś sporadycznie klimat modyfikowany jest przez docierające tu od południowego zachodu przez Bramę Morawską masy powietrza zwrotnikowego.
Średnia roczna temperatura w wieloleciu 1961–2005 dla stacji w nieodległym Muchowcu wynosiła 8,1 °C. Najcieplejszym miesiącem w badanym okresie był lipiec (17,8 °C), a najchłodniejszym styczeń (–2,2 °C). Średnie roczne usłonecznienie w latach 1966–2005 wynosiło 1474 godziny, zaś średnie zachmurzenie w tym samym okresie wynosiło 5,3. Średnia roczna suma opadów w skali roku w okresie lat 1951–2005 wynosiła 713,8 mm. Średni czas zalegania pokrywy śnieżnej wynosi 60–70 dni, a okres wegetacyjny trwa średnio 200–220 dni. W ciągu roku przeważają wiatry zachodnie i południowo-zachodnie (odpowiednio 20,7% i 20,4% wszystkich wiatrów), a najrzadziej wieje z północy (5,7%). Średnia prędkość wiatru wynosił 2,4 m/s.
Klimat Kostuchny jest modyfikowany przez czynniki lokalne (topoklimat), zależny od pokrycia terenu, a także od położenia względem dolin rzecznych. W dnach doliny Rowu Malownik i jej dopływów panuje niekorzystny topoklimat zabudowanych den dolinnych. W czasie pogodnych nocy tworzą się zastoiska zimnego powietrza. Możliwe są także lokalne przymrozki typu radiacyjno-adwekcyjnego. Na wyżej położonych terenach dzielnicy panują warunki średnio korzystne, zaś na terenach płaskich poza dnami dolin, bez zwartej szaty roślinnej tereny Kostuchny mają korzystne warunki topoklimatyczne. Tam dopływ ciepła z warstw głębszych przeciwdziała dużym spadkom temperatury w przyziemnej warstwie powietrza w czasie pogodnych nocy. Warunki takie panują głównie w rejonie ulic Sezamkowej i Bażantów. W obszarach zabudowy zwartej na lokalny klimat wpływ ma czynnik podgrzewania atmosfery na skutek działalności człowieka. Zwarte powierzchnie zabudowy, dróg i placów powodują podniesienie temperatury powietrza w przyziemnej warstwie atmosfery. Obszary te szybciej też tracą ciepło na skutek wypromieniowania w nocy, a brak wilgoci w powietrzu nie sprzyja dłuższemu zatrzymaniu ciepła.

### Przyroda i ochrona środowiska

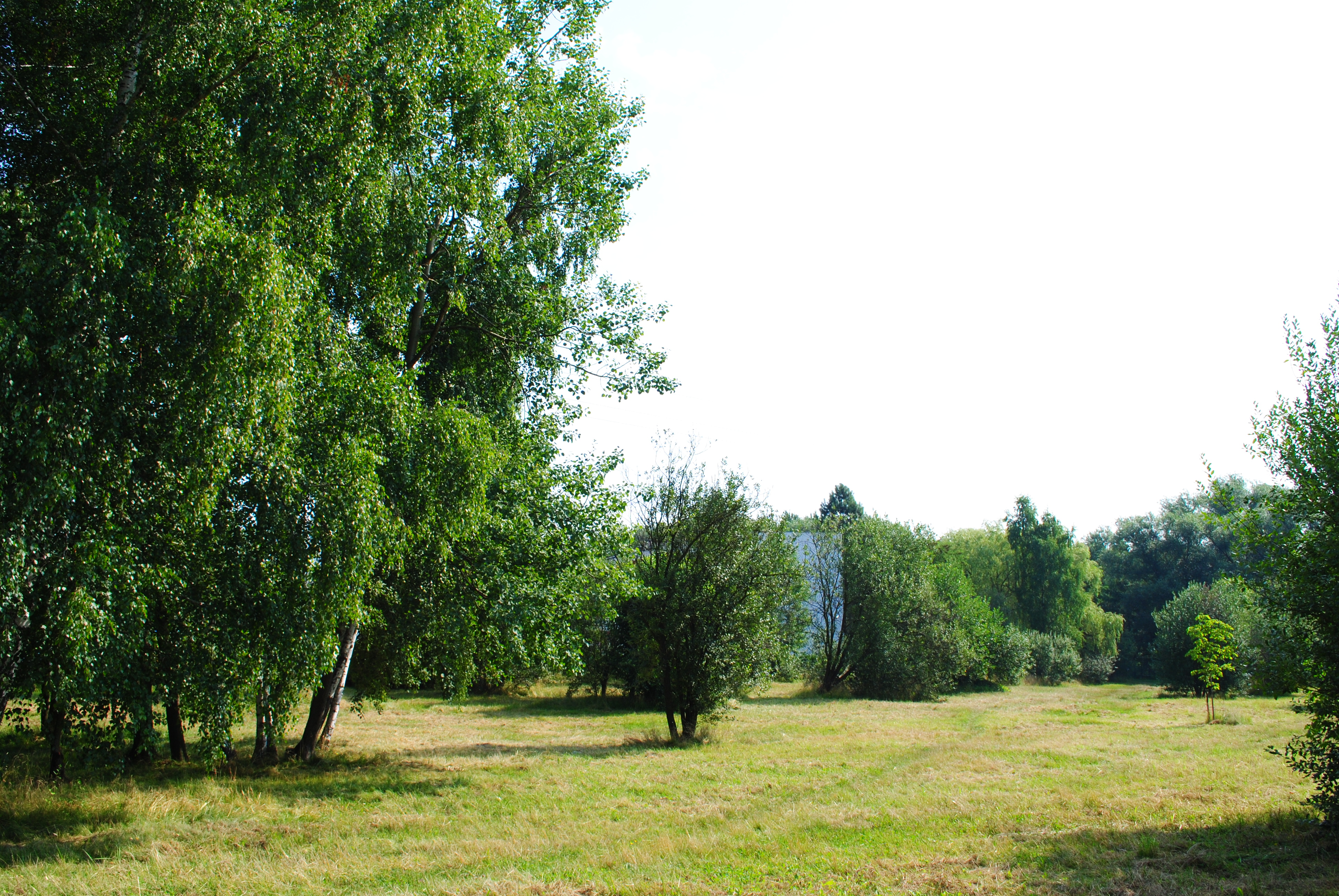
Polana w rejonie ulicy J. Wantuły

Naturalna szata roślinna na terenie Kostuchny kształtowana była od czasu ostatnich zlodowaceń 12–16 tys. lat temu, a w przeciągu 200 ostatnich lat została poddana silnej antropopresji. Pierwotnie tereny dzielnicy porastały na wyżej położonych obszarach buczyny, poniżej zaś grądy i bory. Rozwój zwartej zabudowy doprowadził do prawie całkowitego zaniku elementów przyrody naturalnej, zaś w południowo-zachodniej części miasta ma ona nadal charakter otwarty. Występują tutaj obszar miejsko-przemysłowe umiejscowione w krajobrazie rolniczo-leśnym, a z biegiem czasu widoczna jest coraz silniejsza presja w kierunku zabudowy wolnych terenów. Na siedliskach zurbanizowanych rozwinęły się m.in. zbiorowiska ruderalne, rozwijające się w dzielnicy przede wszystkim w siedliskach antropogenicznych terenów zabudowanych i nieużytków miejskich. Tereny te występują zwłaszcza w rejonie kolonii Boże Dary.

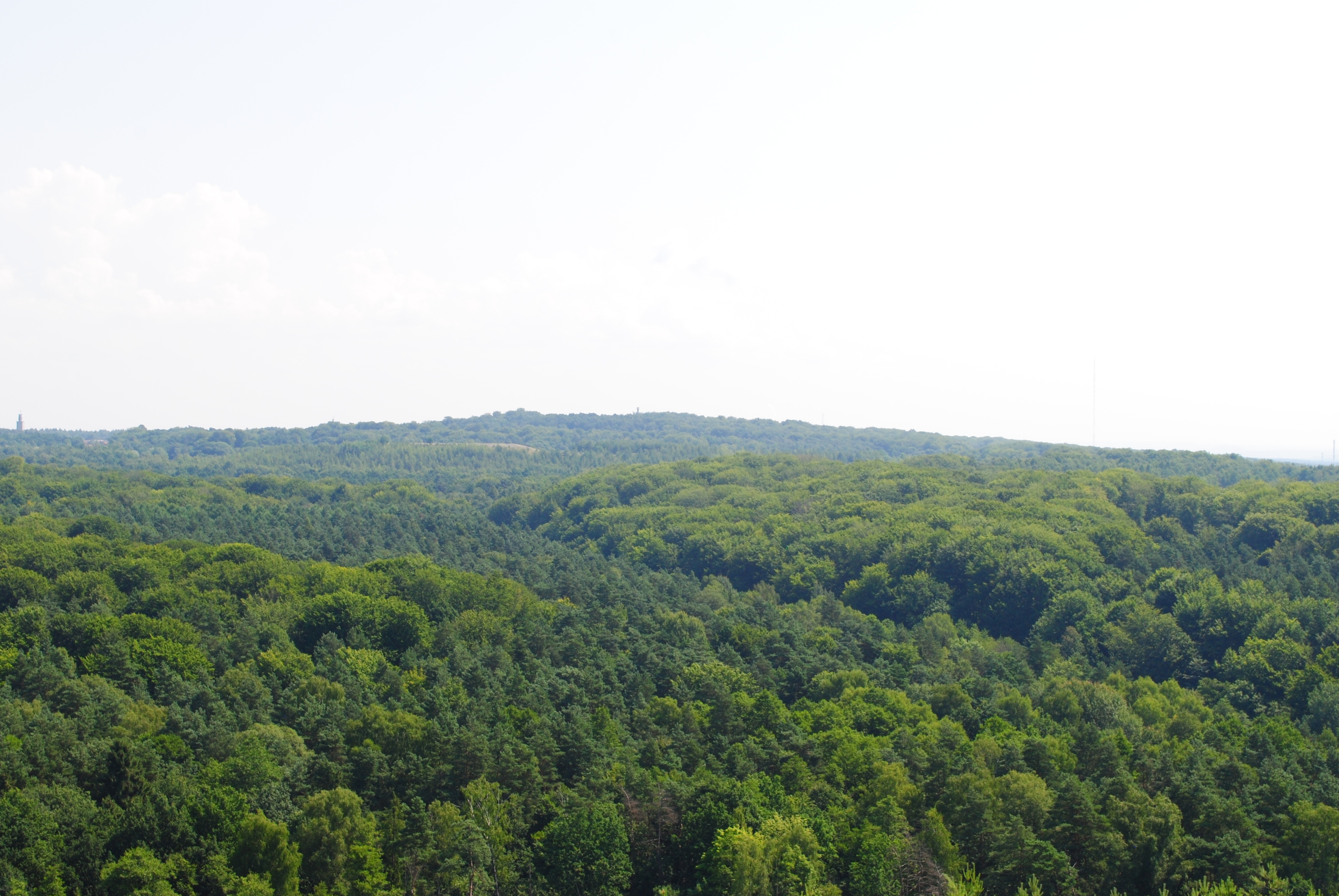
Fragment kompleksu leśnego na pograniczu Kostuchny i Murcek

W południowych dzielnicach Katowic (Piotrowice-Ochojec, Kostuchna, Podlesie i Zarzecze) dominują przekształcone lasy mieszane, w których według danych z 2005 roku 41% składu gatunkowego drzew stanowią sosny. Kolejne dominujące drzewa to dęby (27%) i brzozy (22%). W obniżeniach terenu leśnego, w siedliskach wilgotnych dominuje olsza czarna, tworzące płaty lasu łęgowego. W runie charakterystyczną rośliną w tutejszych lasach jest czosnek niedźwiedzi, a ponadto występują tutaj stanowiska ciemiężycy zielonej, wawrzynka wilczełyka, kruszczyka szerokolistnego, kopytnika pospolitego, kruszyny pospolitej i kaliny koralowej. Licznei rosną tu także skrzyp leśny i paprocie oraz krzewy trzmieliny zwyczajnej. Występują tutaj także dwa gatunki grzybów (chronionych odpowiednio przed 2014 i 2004 rokiem): wachlarzowiec olbrzymi i sromotnik bezwstydny.
Spośród fauny, w siedliskach wilgotnych występuje kilka gatunków płazów bezogonowych, mające w tej części Katowic dobrze warunki do życia i rozwoju. Miejsca te są siedliskami życia żab jeziorkowych, żab wodnych, żab trawnych czy ropuch szarych. W lasach gniazdują ptaki śpiewające, w tym m.in.: modliszki zwyczajne, bogatki, piecuszki i łozówki. Żyją tutaj także inne ptaki, jak: kowaliki, strzyżyki, rudziki, drozdy śpiewaki czy kosy. Tę część Katowic zamieszkują także ssaki – przede wszystkim gryzonie, ale też i gatunki większych ssaków (w tym jelenie czy dziki). Występują tutaj m.in.: jeże wschodnie, ryjówki aksamitne, zające szaraki, wiewiórki i łasice.
Do obszarów o podwyższonych wartościach przyrodniczych w dzielnicy należy buczyna rozciągająca się pomiędzy Murckami a Kostuchną. Są to zbiorowiska leśne z wartościowym starodrzewem bukowym o powierzchni 54,1 ha. W Kostuchnie przy ulicy Sołtysiej 129 znajdują się dwa drzewa chronione jako pomniki przyrody – klon zwyczajny i jesion wyniosły. Obydwa drzewa ustanowiono pomnikami przyrody 6 grudnia 1973 roku.

## Nazwa
Nazwa Kostuchna pochodzi od nazwy rejonu leśnego, przez który przebiegała droga z Mikołowa przez Podlesie do Krasów, Dziećkowic i dalej do Krakowa. Co do samej zaś nazwy Kostuchna, to w literaturze pojawiają się dwie etymologie tej nazwy. Jedna z nich wskazuje na pochodzenie nazwy od słowa kostucha określającego śmierć – w tym rejonie leśnym według ludowych przekazów odnaleziono wiele ludzkich szkieletów, a tereny te dziesiątkowały epidemie i choroby. Inna wersja znaczenia nazwy Kostuchna wskazuje na jej pochodzenie od imienia leśniczego zamieszkującego leśną polanę – był nim Kostuch.
W formie pisanej nazwa Kostuchna pojawia się w rachunkach z dóbr pszczyńskich z lat 1740–1741, gdzie jest mowa o dostawie węgla z Kotliska w pobliżu Tych w rewirze leśnym Kostuchna.

## Historia

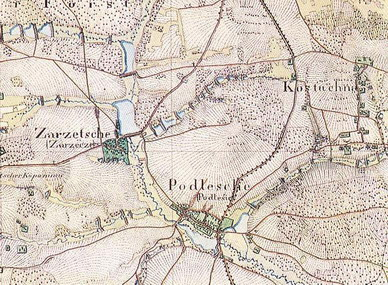
Mapa z 1825 roku przedstawiająca rejony południowych katowickich dzielnic: Zarzecza, Podlesia i części Kostuchny

Kostuchna powstała w XVII wieku (bądź na przełomie XVII i XVIII wieku) na południowych terenach Piotrowic, wzdłuż północno-wschodnich granic Podlesia, a jej powstaniu sprzyjało występowanie w jej rejonie znacznych złóż rud żelaza, którą wydobywano na potrzeby kuźnic i hut książąt pszczyńskich. Z tego też powodu osadę tę zamieszkiwali robotnicy zajmujący się jej wydobywaniem, zaś w XVIII wieku zaczęli się tutaj osiedlać robotnicy leśni i chałupnicy. Pierwsza zabudowa Kostuchny koncentrowała się w rejonie ulic K. Stabika, Szarych Szeregów i T. Boya-Żeleńskiego.
W 1657 roku wzmiankowano o wydobywaniu węgla kamiennego z małych odkrywek na terenie Kostuchny i Murcek na potrzeby kuźni w Jaroszowicach. Na węgiel natrafiono wydobywając rudę darniową.
Sama zaś nazwa Kostuchna w dokumentach pisanych pojawiła się w 1712 roku. Wzmianka ta pojawia się w urbarzu pszczyńskim z lat 1702–1730, a w tym czasie w Kostuchnie znajdowały się 4 domy i leśniczówka. Cztery lata później nazwa Kostuchna jako de Villa Kostuchna pojawiła się w księgach metrykalnych mikołowskiej parafii. Sama zaś osada była wówczas leśnym przysiółkiem Piotrowic.

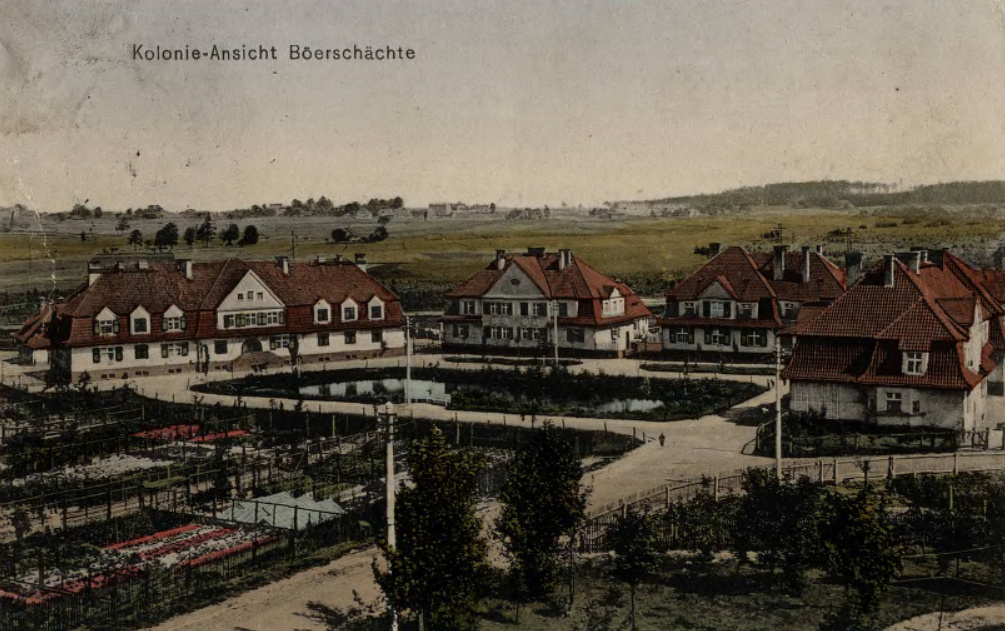
Widokówka z około 1915 roku przedstawiająca fragment wybudowanej na początku XX wieku kolonii Boże Dary w rejonie dzisiejszego placu J. Filaka; zabudowa przedstawiona na widokówce została zastąpiona przez nową w latach 70. XX wieku

W XIX wieku Kostuchna była osadą typowo wiejską, a część jej mieszkańców znalazła jednak zatrudnienie w pobliskich kopalniach węgla kamiennego, w tym „Emanuelssegen” (późniejszej „Murcki”). Przez cały XIX wiek osada ta rozwija się bardzo powoli, nie zmieniając swojego wybitnie rolniczego charakteru. Prawdziwy przełom w rozwoju terenów dzisiejszej Kostuchny stanowiła decyzja księcia pszczyńskiego o wybudowaniu kopalni „Böer” (późniejsze „Boże Dary”). Została ona założona w 1901 roku i był to największy tego typu zakład należący do książąt pszczyńskich.
Rozwój zakładów przemysłowych na terenie współczesnej Kostuchny przyczynił się do rozbudowy wsi, a także zwiększenia znaczenia głównej drogi – obecnej ulicy T. Boya-Żeleńskiego. Szybki rozwój kopalni „Böer” spowodował znaczny wzrost zatrudnienia (w 1913 roku pracowało w niej 1 100 robotników) i dalszy napływ ludności do Kostuchny, także pochodzenia niemieckiego. W południowej części dzielnicy, przy tejże kopalni na początku XX wieku została założona kolonia robotnicza i urzędnicza. Podlegała ona bezpośredniej administracji księcia pszczyńskiego do 1923 roku, kiedy to obszar kolonii włączono do gminy Podlesie.
W Kostuchnie i Bożych Darach działało szereg polskich organizacji społeczno-kulturalnych m.in. od 1919 roku 172 osobowe gniazdo śląskiej dzielnicy Polskiego Towarzystwa Gimnastycznego „Sokół” kierowanego przez Jana Olesia, Jana Gałuszkę i Stefana Marczoka oraz 120-osobowe regionalne koło Związku Towarzystw Polek.

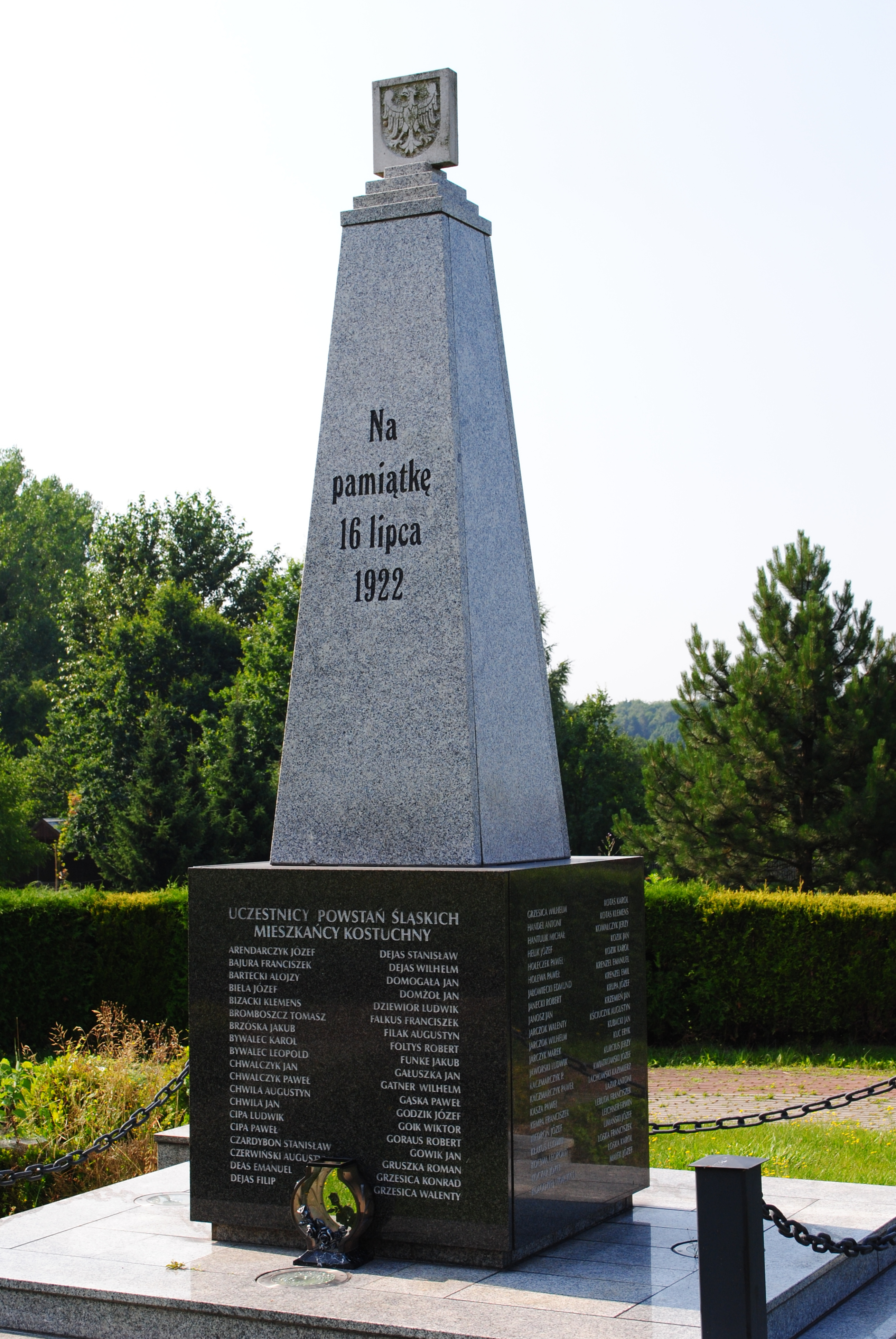
Pomnik Powstańców Śląskich z 2002 roku, nawiązujący do pierwszego pomnika powstańczego istniejącego w Kostuchnie w latach 1922–1939; znajduje się on na skw. bł. S. Kubisty

Mieszkańcy Kostuchny aktywnie działali w czasie powstań śląskich, zwłaszcza podczas II i III powstania. W dniu 19 lutego 1919 roku z inicjatywy Piotra Gierlotki oraz Karola Stabika powołano w Piotrowicach i Kostuchnie oddział Polskiej Organizacji Wojskowej Górnego Śląska. W dniu wybuchu I powstania śląskiego, 17 sierpnia 1919 roku powstańcy z Piotrowic zebrali się u miejscowego komendanta Piotra Gierlotki. Dołączyli do nich powstańcy z Kostuchny pod dowództwem Karola Stabika. Zadaniem grupy było rozbrojenie w Kostuchnie znajdującej się tam kompanii ciężkich karabinów maszynowych i baterii Grentschutzu. Oddział ten zaś wycofał się do lasów w Czułowie, gdzie doszło do wymiany ognia.
W okresie plebiscytu mieszkańcy położonej wówczas w gminie Piotrowice Kostuchny w 83% opowiedzieli się za włączeniem Górnego Śląska do Polski, zaś sami mieszkańcy kolonii Boże Dary w 93%. Po ogłoszeniu wyników plebiscytów na kominie kopalni „Böer” pojawił się polski sztandar. W czasie III powstania śląskiego, w dniu 2 maja 1921 roku mieszkańcy Kostuchny wyruszyli do akcji z miejsca upamiętnionego tablicą przy skwerze bł. St. Kubisty (oryginalny pomnik został zburzony w 1939 roku po wybuchu II wojny światowej). Podczas tego powstania Kostuchna została opanowana przez powstańców. Grupa powstańców z Kostuchny walczyła później w okolicy Sławęcic, Gogolina i Góry św. Anny. W powstaniu tym zginęło dwóch powstańców w Kostuchny: Ignacy Żogała (pod Gogolinem) i Alojzy Sikora (pod Górą św. Anny)
W okresie międzywojennym powstały w Kostuchnie nowe zakłady przemysłowe (m.in. Fabryka Miazgi Drzewnej i Tektury, fabryka drzewek szczotkowych i wiele innych mniejszych).

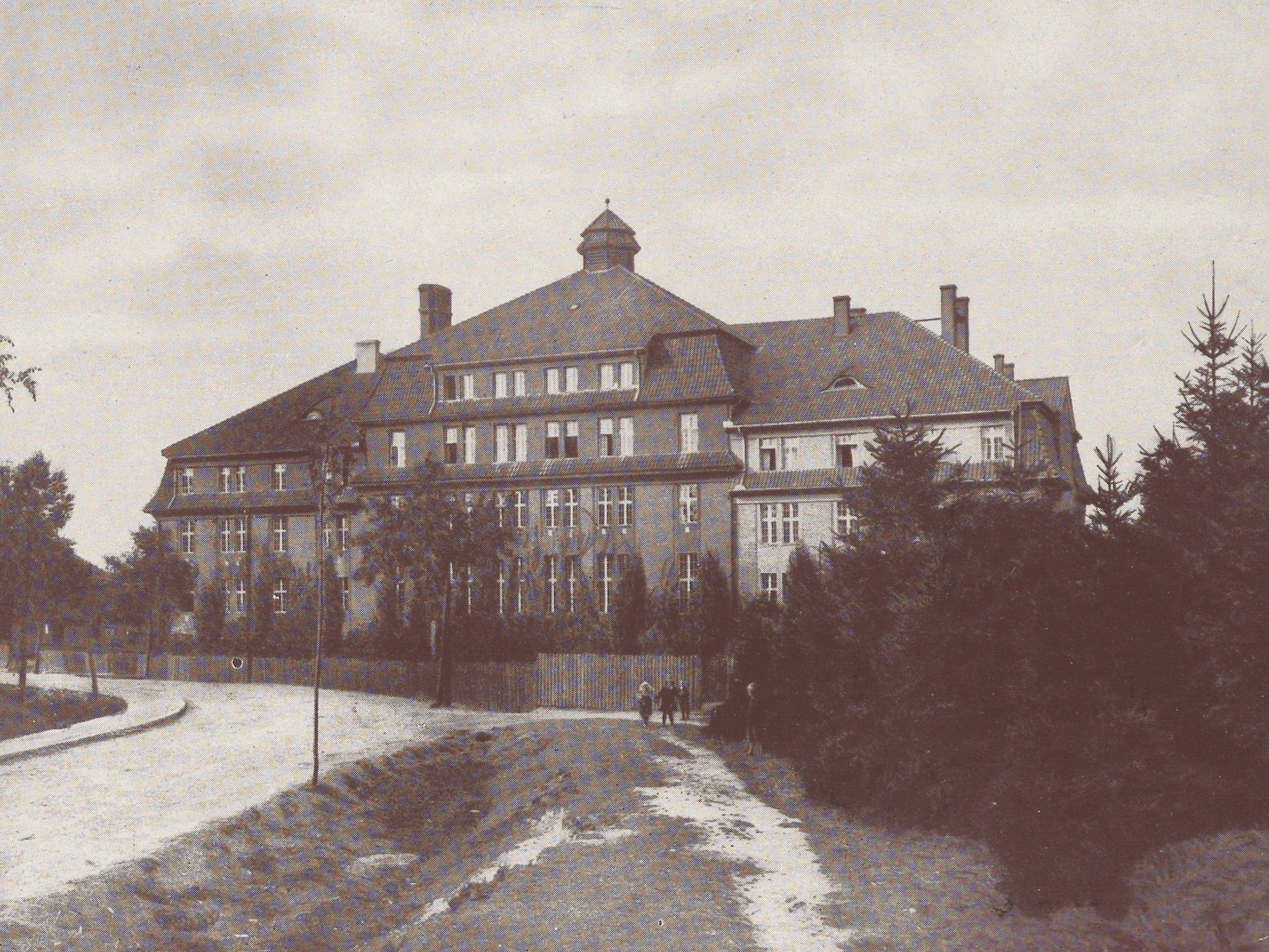
Dom noclegowy przy dzisiejszej ulicy T. Boya-Żeleńskiego 83 na zdjęciu z 1929 roku

Na początku II wojny światowej z nocy z 2 na 3 września 1939 roku przez Podlesie i Kostuchnę do Murcek i Brzezinki wycofywała się 23 Dywizja Piechoty. Pierwsze zaś niemieckie oddziały Wehrmachtu wjechały na czołgach do Podlesia po południu 3 września, kierując się w stronę Kostuchny. W czasie niemieckiej okupacji Polski w Kostuchnie zlokalizowano podobozy jenieckie przy kopalni „Böer”, gdzie pracowali jeńcy sowieccy z obozu w Łambinowicach i przy Fabrykach Celulozy, Tektury i Kartonu, gdzie pracowali jeńcy jugosłowiańscy z obozu w Czeskim Cieszynie.
W dniu 26 kwietnia 1940 roku w obozie koncentracyjnym w Sachsenhausen zginął urodzony w Kostuchnie o. Stanisław Kubista. Papież Jan Paweł II podczas pielgrzymki do Polski 13 czerwca 1999 roku zaliczył go w poczet błogosławionych. W 1943 roku w Kostuchnie nasiliły się akcje sabotażowe. Uszkodzono kolej linową wożącą węgiel z kopalni „Böer” od elektrowni w Łaziskach Górnych. Do zwalczania ruchu oporu Niemcy skierowali Sicherhetspolizei, Gestapo, oraz aparat partyjny NSDAP.
W styczniu 1945 roku rozpoczyna się ofensywa wojsk sowieckich. Wstrzymano wówczas prace elektrowni i zakładów przemysłowych. Pierwsze oddziały Armii Czerwonej w Kostuchnie pojawiły się po południu 27 stycznia 1945 roku. Istniał tutaj silny punkt oporu, gdzie Niemcy ostrzeliwali armię sowiecką z przykopalnianej hałdy. Jeszcze tego samego dnia opór został złamany przez jednostki 115 Korpusu Piechoty. Po zajęciu Kostuchny Sowieci zorganizowali sądy polowe dla schwytanych Niemców i osób im sprzyjających.
Po wyzwoleniu z niemieckiej okupacji, już w lutym 1945 roku wznowiła pracę kopalnia „Boże Dary”, zaś w 1949 roku zbudowano także górnicze osiedle domków fińskich. Do 1970 roku liczba budynków w Kostuchnie wzrosła dwukrotnie. W okresie Polski Ludowej powstawały także nowe zakłady przemysłowe. W latach 1951–1954 północna, piotrowicka część Kostuchny wraz z samymi Piotrowicami została przyłączona do Katowic, zaś w 1967 roku Kostuchna uzyskała prawa miejskie.

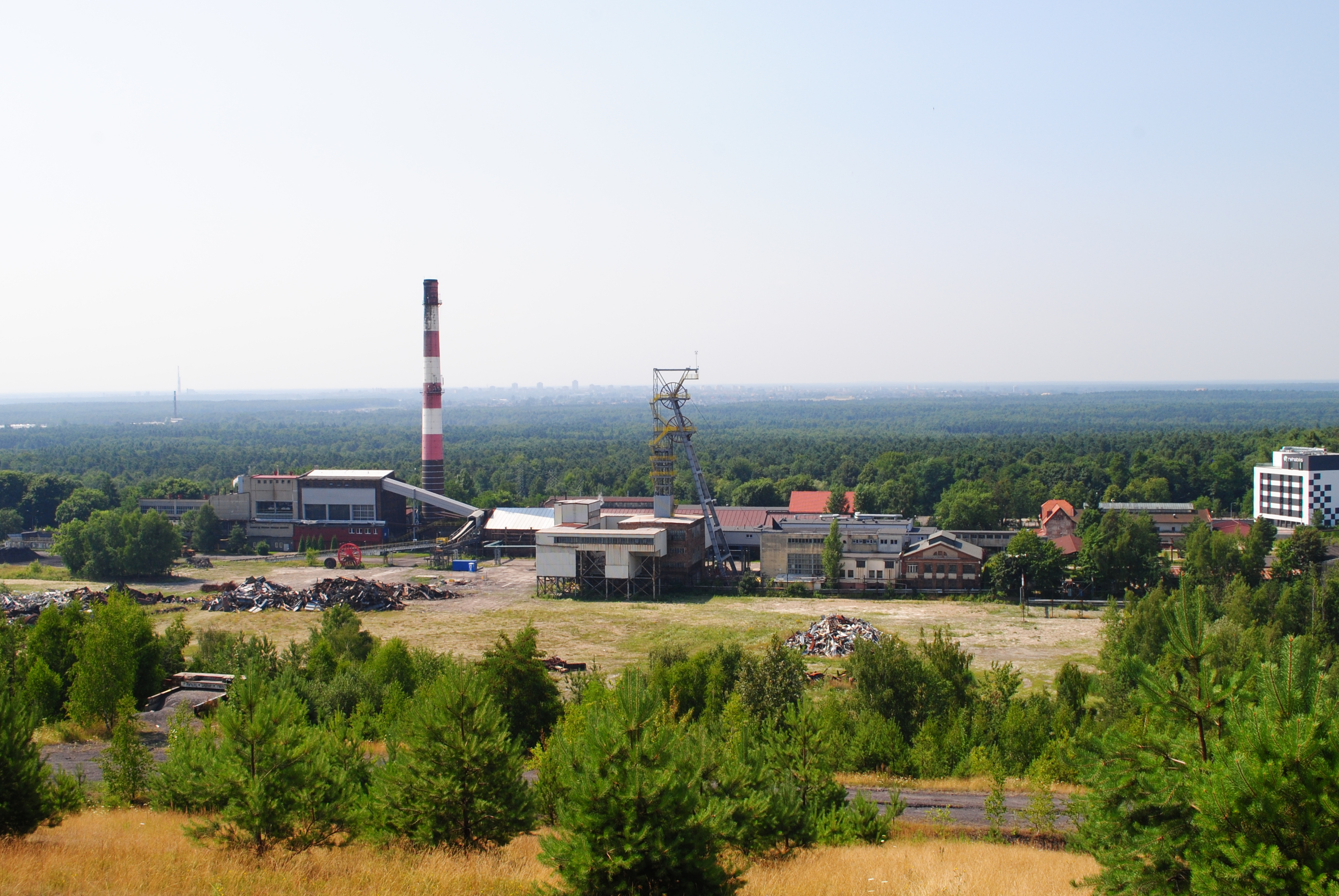
Dawna kopalnia „Murcki” w lipcu 2021 roku w trakcie likwidacji

W dniu 18 czerwca 1956 roku w kopalni „Boże Dary” doszło do tragicznego wypadku, w wyniku którego zmarło 23 górników, a rannych zostało ponad 100. W dniu 8 czerwca wybuchł pożar wyrobiska, a podczas budowy tamy celem zamknięcia pola pożarowego 18 czerwca o godzinie 10:30 doszło do wybuchu gazów pożarowych. W 1970 roku kopalnię „Boże Dary” włączono do kopalni „Murcki”, przejmując dla całego kompleksu nazwę tego drugiego zakładu.
W latach 1973–1975 miasto było siedzibą gminy Kostuchna, włączając do niej w 1973 roku Podlesie i Zarzecze. Kostuchna 27 maja 1975 roku została ponownie włączona do Katowic.
Po okresie transformacji ustrojowej w Polsce, w dniu 16 września 1991 roku katowicka Rada Miejska przyjęła uchwałę, na mocy której 1 stycznia 1992 roku podzielono Katowice na 22 pomocnicze jednostki samorządowe i 22 obszary ich działania. Jedną z jednostek, oznaczoną nr 21, stały się „Kostuchna”.

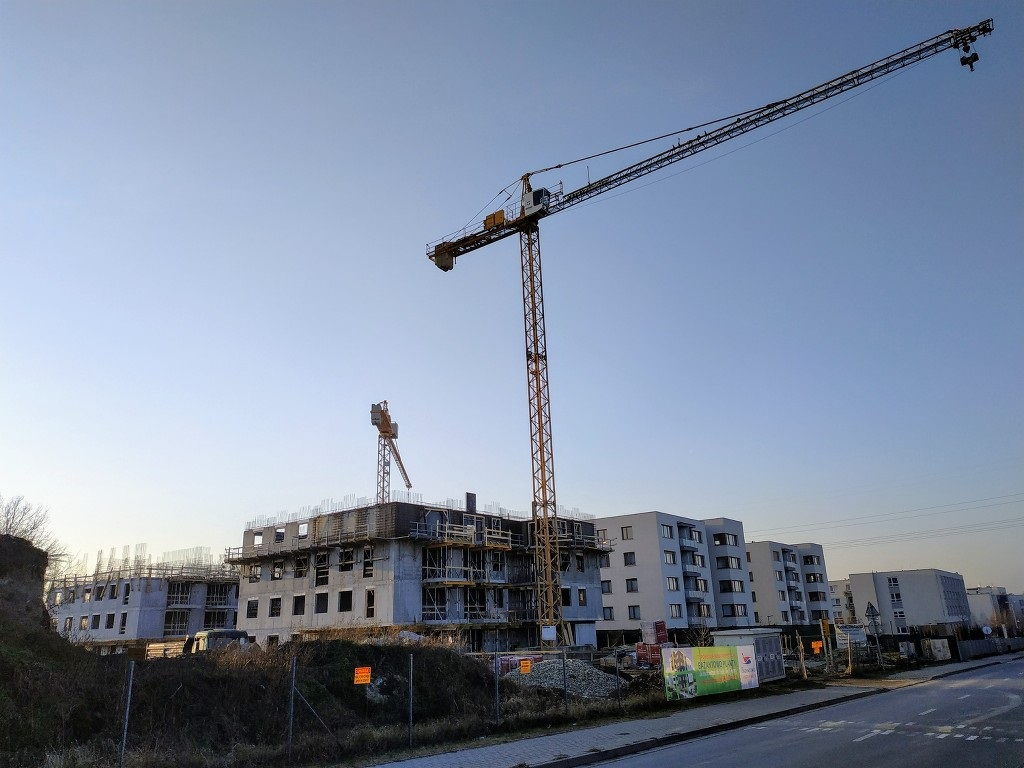
Budowa kompleksu budynków Bażantowo Planty w lutym 2020 roku

Po 1989 roku w południowych dzielnicach Katowic (w tym w Kostuchnie) zaznaczył się trend rozbudowy tych obszarów o nową zabudowę mieszkaniową. W Kostuchnie przy granicy z Piotrowicami-Ochojcem w 1999 roku ruszyła budowa osiedla Bażantowo z własnym centrum handlowo-usługowym, zaś przy ulicy Armii Krajowej 214 powstało osiedle Mała Skandynawia według projektu Lecha Wojtasa i Marka Wenklara.
W 1998 roku pochodzący z Kostuchny katowicki radny Piotr Uszok został wybrany prezydentem Katowic i pełnił to stanowisko do 2014 roku. Z jego też inicjatywy 2 września 2001 roku w Kostuchnie odbyły się uroczyste katowickie dożynki. W uroczystości tej uczestniczyli m.in. premier Polski Jerzy Buzek, arcybiskup katowicki Damian Zimoń oraz wojewoda śląski Wilibald Winkler. Dnia 17 listopada 2002 roku w dniu 80. rocznicy przyłączenia Śląska do Polski przy kościele parafialnym w Kostuchnie odsłonięto odbudowany Pomnik Powstańców Śląskich. Kształt pomnika i napis: „Na pamiątkę 16 lipca 1922 roku” są zgodne z pierwowzorem. Dodatkowo na pomniku umieszczono imiona i nazwiska 85 powstańców śląskich – mieszkańców Kostuchny.
W dniu 1 stycznia 2010 roku kopalnię „Murcki” połączono z kopalnią „Staszic” w Giszowcu, tworząc zakład pn. Kopalnia Węgla Kamiennego „Murcki-Staszic”. Wydobycie w ruchu „Murcki” prowadzono do 2015 roku, po czym przystąpiono do likwidacji zabudowy kopalni.

## Demografia
| Okres/ l. osób       | przedprodukcyjny (0–18 lat) | produkcyjny (18–60/65 lat) | poprodukcyjny (pow. 60/65 lat) | Razem |
| -------------------- | --------------------------- | -------------------------- | ------------------------------ | ----- |
| Ogółem               | 2 092                       | 6 462                      | 1 419                          | 9 973 |
| kobiety              | 1 033                       | 3 107                      | 979                            | 5 119 |
| mężczyźni            | 1 059                       | 3 355                      | 440                            | 4 854 |
| Wskaźnik feminizacji | 98                          | 93                         | 223                            | 105   |

Jedne z najwcześniejszych danych demograficznych dotyczących mieszkańców Kostuchny pochodzą z połowy XVIII wieku. Wówczas to w 1746 roku w Kostuchnie mieszkało 30 osób, w tym 8 chałupników, z czego 2 było leśnych. W tym czasie osada ta składała się z 8 domów. W 1780 roku w osadzie mieszkało 45 osób, zaś w 1840 roku było ich łącznie 60. W 1871 roku Kostuchnę zamieszkiwało 445 osób, a osada ta liczyła wówczas 48 domów.
Wraz z powstaniem kopalni „Böer” („Boże Dary”) i przyległej do niej kolonii robotniczej zmieniała się od początku XX wieku struktura demograficzna terenów Kostuchny. Obok przeważającej wówczas ludności polskiej do lat 20. XX wieku zaczęli się w niej osiedlać także ludzie zatrudnieni wyłącznie w kopalni „Böer” i zakładach towarzyszących, a wśród nich byli to niemieckojęzyczni pracownicy średniego i wyższego dozoru. W okresie przedwojennym Kostuchnę zamieszkiwała w większości ludność polska. W 1931 roku osada ta liczyła 1 838 osób.
W 1973 roku miasto Kostuchna po włączeniu gminy Podlesie wraz z Zarzeczem liczyło łącznie 6 934 mieszkańców. W 1980 roku w samej zaś Kostuchnie i Bożych Darach mieszkało łącznie 6 730 osób, w tym w Bożych Darach 2 610 osób.
Tereny dzielnicy Kostuchna w 1988 roku zamieszkiwało 6 590 osób. W tym czasie najwięcej żyło osób w przedziale lat 15-29 i 0-14, zaś najmniej przedziale 60 lat i więcej. Po tym czasie do 2007 roku zanotowano ciągły wzrost liczby mieszkańców, a poza nią wzrost liczby ludności nastąpił wyłącznie w dwóch innych dzielnicach Katowic, tj. w Podlesiu i Zarzeczu. W 2005 roku Kostuchna liczyła 8 182 mieszkańców, zaś pod koniec 2013 roku liczba ta wynosiła 9 291 osób, w tym 1 561 osób w wieku do 14 lat i 475 osób w wieku powyżej 75 lat.
Kostuchna na koniec 2007 roku liczyła 8 233 osób, co stanowiło wówczas 2,6% ludności miasta. Było wówczas drugą najludniejszą dzielnicą w zespole dzielnic południowych. Gęstość zaludnienia dzielnicy w tym czasie wynosiła 959 osób/km² i była niższa od średniej dla całego miasta wynoszącej wówczas 1 916 osób/km². W tym czasie dominowały grupy osób w wieku 30-44 i 15-29 lat, zaś najmniej było w grupie powyżej 60 lat życia.
Według badań sondażowych przeprowadzonych w 2011 roku na grupie 44 mieszkańców dzielnicy, 72,7% ankietowych zadeklarowało narodowość polską (największy odsetek po Brynowie części wschodniej-Osiedlu Zgrzebnioka), 9,1% narodowość śląską a 6,4% zarówno polską, jak i śląską.
Na poniższym wykresie przedstawiono rozwój demograficzny terenów Kostuchny.
Źródła danych:
1746;
1780;
1840;
1861;
1871;
1885;
1905;
1931;
1980 (w tym w kolonii Boże Dary 2610 osób);
1988;
1997;
2005 (31 grudnia);
2010 (31 grudnia);
2015 (31 grudnia);
2020 (31 grudnia).

## Polityka i administracja

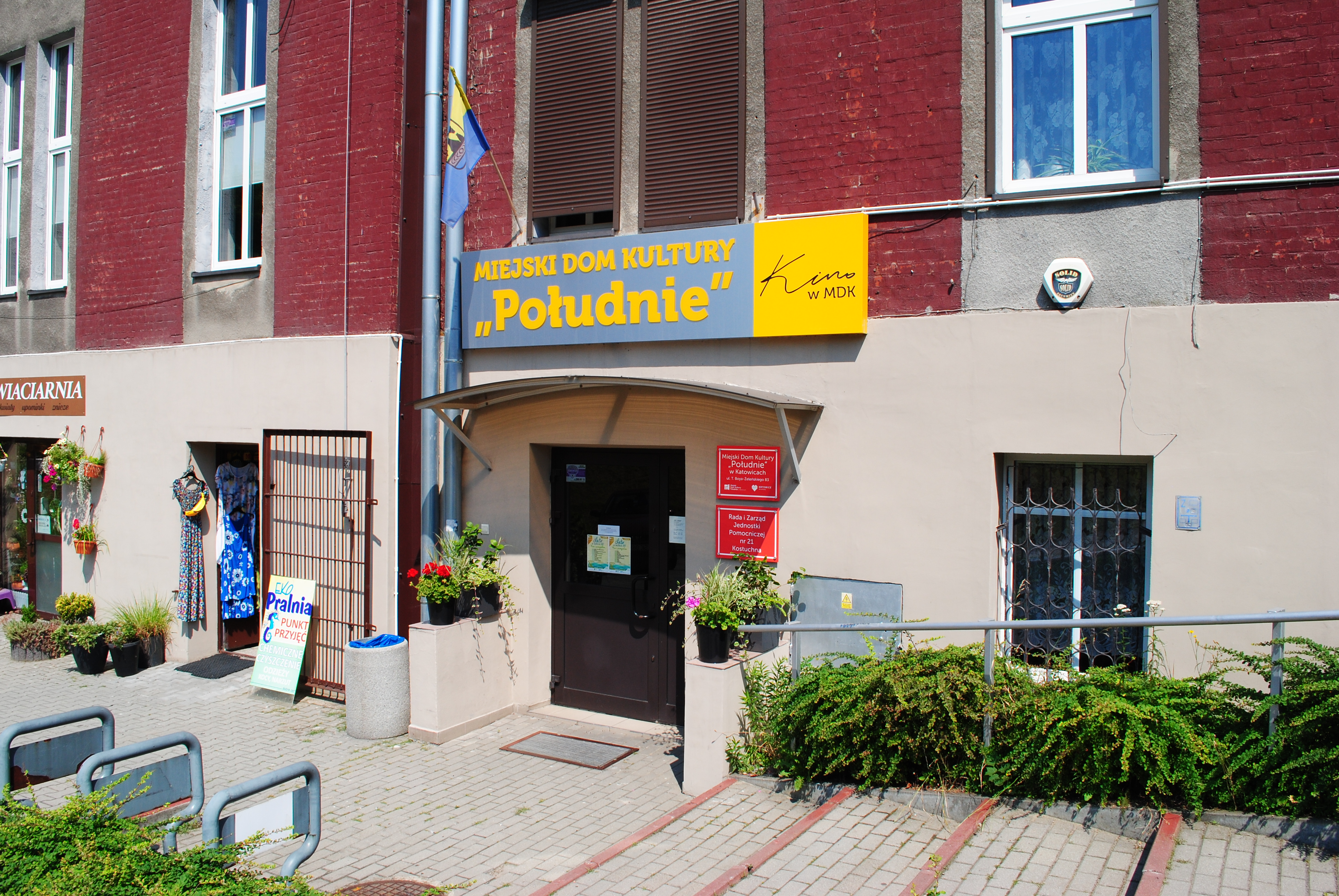
Wejście do siedziby Rady i Zarządu Dzielnicy nr 21 Kostuchna w lipcu 2021 roku (wówczas Jednostki Pomocniczej nr 21 Kostuchna) przy ulicy T. Boya-Żeleńskiego 83

Kostuchna jest jedną z 22 dzielnic Katowic, stanowiących jednostki pomocnicze gminy. Została powołana na mocy uchwały Rady Miejskiej w Katowicach jako jednostka samorządowa nr 21 „Kostuchna” w dniu 1 stycznia 1992 roku. Według Uchwały nr XLVI/449/97 Rady Miejskiej Katowic z dnia 29 września 1997 roku. Kostuchna jest statutową dzielnicą w zespole dzielnic południowych.
Obowiązujący statut dzielnicy został ustanowiony na mocy Uchwały Nr XLI/911/21 Rady Miasta Katowice z 25 listopada 2021 roku. Zgodnie z jego przepisami, organami dzielnicy jest Rada Dzielnicy oraz Zarząd Dzielnicy. Rada Dzielnicy składa się z 15 radnych wybieranych na pięcioletnią kadencję. Jest ona organem stanowiącym dzielnicy, a do zadań Rady Dzielnicy należy m.in. występowanie do organów miasta Katowice w sprawie wniosków mieszkańców dzielnicy w zakresie jej działania, inicjowanie i organizowanie obchodów okolicznościowych, imprez kulturalnych, sportowych czy rekreacyjnych, opiniowanie inicjatyw lokalnych czy też wnioskowanie w sprawach miasta dotyczących obszaru Kostuchny. Zarząd Dzielnicy zaś jest organem wykonawczym dzielnicy. Przewodniczący Zarządu reprezentuje dzielnicę na zewnątrz, a do zadań Zarządu należy m.in. przyjmowanie wniosków mieszkańców dzielnicy, organizowanie i koordynowanie inicjatyw społecznych, informowanie mieszkańców o sprawach dzielnicy bądź też przygotowywanie projektów uchwał Rady Dzielnicy.
W Kostuchnie funkcjonuje Rada oraz Zarząd Dzielnicy nr 21 Kostuchna. Swoją siedzibę ma w Filii „Kostuchna” Miejskiego Dom Kultury „Południe” w Katowicach przy ulicy T. Boya-Żeleńskiego 83. Przewodniczącym Rady Dzielnicy pod koniec 2022 roku był Sławomir Jarzyna, zaś Przewodniczącą Zarządu Dzielnicy była wówczas Barbara Chudy. W trakcie kadencji 2014–2018 przedstawiciele Rady i Zarządu brali udział w szeregu spotkań roboczych w władzami miasta Katowice, edukacyjnych w wydarzeniach kulturalnych odbywających się na terenie dzielnicy. Reprezentowali oni dzielnicę podczas uroczystości miejskich i lokalnych, szkoleniach czy na sesjach Rady Miasta Katowice. Radni w tym czasie aktywni uczestniczyli w kolejnych edycjach katowickiego Budżetu Obywatelskiego i inicjatywach lokalnych.
Historycznie tereny dzielnicy w granicach politycznych Śląska znalazły się pod koniec XII lub na początku XIII wieku i początkowo chodziły prawdopodobnie w skład kasztelanii mikołowskiej, lecz jeszcze w XIII wieku na czoło zaczęła wysuwać się Pszczyna. W 1337 roku tereny dzielnicy wraz z księstwem raciborskim przeszły pod panowanie Mikołaja II z dynastii Przemyślidów opawskich. W 1375 roku Jan – syn Mikołaja II przekazał zwierzchnictwo nad okręgami pszczyńskimi i mikołowskimi księciu opolskiemu Władysławowi II, który przez 1386 rokiem oddał Przemyślidom opawskim. W późniejszych latach ziemia ta przechodziła na różne osoby.
Na początku XVI wieku ziemiami pszczyńskimi zainteresowani byli przedstawiciele dwóch rodów mieszczańskich z Krakowa: Turzonowie i Salomonowie w związku z korzystnymi uwarunkowaniami tych terenów, tj. obecnością rud żelaza, kuźnic i łatwych do eksploatacji terenów leśnych. W 1517 roku Aleksy Thurzon nabył obszar pszczyński od Wacława II, który potem odstąpił teren bratu Janowi w 1525 roku. W 1527 roku tereny te uzyskały status państwa stanowego. W 1548 Jan Turzon sprzedał państwo pszczyńskie biskupowi wrocławskiemu Baltazarowi Promnitzowi i od tego czasu aż do 1763 roku ziemia pszczyńska była pod panowaniem Promnitzów, a potem rodu Anhalt-Cöthen. Spadkobiercami po rodzie Anhaltów był ród Hochbergów. W 1847 roku po śmierci księcia Henryka von Anhalt-Cöthen majątek pszczyński przejął Jan Henryk X Hochberg.
Po 1742 roku, kiedy to tereny dzielnicy Kostuchna weszły w skład państwa pruskiego, na Górnym Śląsku utworzono powiaty. Obszary dzielnicy znalazły się zaś w powiecie pszczyńskim. W dniu 1 stycznia 1874 roku na Śląsku ustanowiono nowe jednostki administracyjne, zwane okręgami urzędowymi (niem. Amtsbezirk), obejmujących kilka gmin i obszarów dworskich. W powiecie pszczyńskim utworzono m.in. okręg urzędowy Piotrowice (niem. Amtsbezirk Petrowitz) obejmujący gminy wiejskie Ligota i Piotrowice oraz obszar dworski Piotrowice. Pierwszy naczelnik okręgu urzędował w Mikołowie. Do gminy Piotrowice przynależała m.in. północna część Kostuchny zwana Górką lub Kostuchną Piotrowską, położona w rejonie obecnej ulicy Szarych Szeregów.
W 1922 roku przyłączono do Polski m.in. obszar dzisiejszych Katowic wraz z dawnymi gminami Piotrowice i Podlesie, a niedługo po powstaniu autonomicznego województwa śląskiego przystąpiono do likwidacji obszarów dworskich na jej terenie. W powiecie pszczyńskim nastąpiło to 30 września 1924 roku, a w dniu następnym zlikwidowane obszary dworskie włączono do sąsiednich gmin. Z obszaru dworskiego Murcki zaś utworzono nową gminę Murcki z wyjątkiem m.in. parcel z kopalnią węgla kamiennego „Böer” („Boże Dary”) o powierzchni 215,81 ha, którą włączono do gminy Podlesie. Wraz z nimi włączono także obszar powstałej na początku XX wieku kolonii „Böer” („Boże Dary”), która do tego czasu podlegała bezpośredniej administracji księcia pszczyńskiego.
W 1936 roku książę pszczyński Jan Henryk XV Hochberg spotkał się z wojewodą Michałem Grażyńskim celem uregulowania stosunków w państwem polskim, zaś rok później oddał on część swoich terenów, a także zniesiono fideikomis pszczyński.
Podczas niemieckiej okupacji Polski w czasie II wojny światowej władze okupacyjne przywróciły nazewnictwo miejscowości według stanu z 1922 roku pozostawiając niezmienione do tego czasu zmiany administracyjne. Rozporządzeniem nadprezydenta prowincji śląskiej w dniu 23 kwietnia 1940 roku gminę Zarzecze włączono do gminy Podlesie, zaś samą gminę Podlesie podzielono na trzy części: Podlesie I, Podlesie II (Boże Dary) i Podlesie III (Zarzecze).
Po objęciu przez polskie władze terenów Górnego Śląska w 1945 roku przywrócono na terenie współczesnych Katowic stan prawny z 1 września 1939 roku, nie uznając przekształceń dokonanych przez niemieckie władze okupacyjne. Podjęto zaś przygotowania do przekształcenia dotychczasowych wiejskich gmin jednostkowych w gminy zbiorowe dzielące się na gromady. Gmina Piotrowice znajdująca się wówczas w powiecie katowickim była dosyć silna i samowystarczalna finansowo, dlatego jej nie przekształcono.

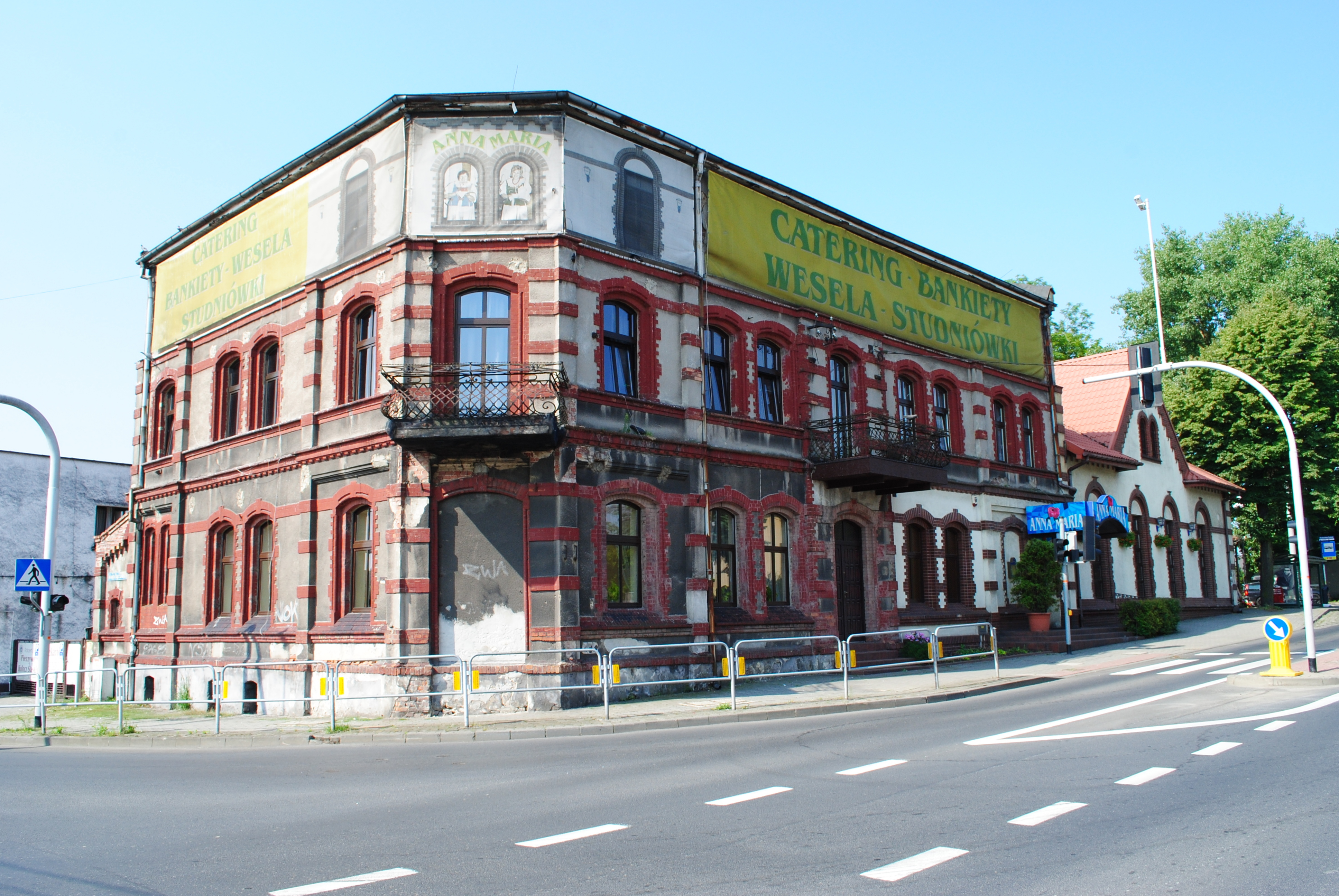
Budynek przy ulicy Szarych Szeregów 42 – w latach 1967–1975 siedziba Urzędu Miasta w Kostuchnie

W dniu 1 kwietnia 1951 roku został zniesiony powiat katowicki, a wraz z tym gminę Piotrowice wraz z północną częścią obecnej Kostuchny włączono w granice miasta Katowice. W 1954 roku przeprowadzono w Polsce reformę administracyjną znoszącą gminy wiejskie, wydzielając gromady wchodzące w skład powiatów. Do powstałego 1 października 1954 roku powiatu tyskiego włączono gromadę Kostuchna, która powstała na mocy uchwały z 5 października 1954 roku. Została ona utworzona z części terenów byłej gminy Piotrowice włączonej do miasta Katowice trzy lata wcześnie (północna część Kostuchny – tzw. Górka lub Kostuchna Piotrowska) oraz z części terenów byłej gminy Podlesie – kolonia Boże Dary. Niedługo później, 13 listopada 1954 roku gromadę Kostuchna wraz z gromadą Murcki podniesiono do rangi osiedli. W dniu 29 lutego 1956 roku dokonano wymianę terenów pomiędzy Kostuchną a Podlesiem. W tym czasie włączono do Kostuchny 81 hektarów terenów w rejonie ulic K. Stabika, Armii Krajowej, Sasanek i Cyprysów.
W dniu 1 stycznia 1967 roku osiedle Kostuchna uzyskało prawa miejskie. Urząd Miasta w Kostuchnie miał swoją siedzibę w budynku na rogu ulic Szarych Szeregów i T. Boya-Żeleńskiego, przy ulicy Szarych Szeregów 42. Z dniem 1 stycznia 1973 roku przywrócono w Polsce zlikwidowane w 1954 roku gminy. W ramach tej reformy powołano gminę Kostuchna, w której skład weszły wsie Podlesie i Zarzecze, tworzące całość z miastem Kostuchna (miasto i gmina Kostuchna). Gmina ta przynależała wówczas do powiatu tyskiego. Gmina i miasto Kostuchna zostały włączone do Katowic 27 maja 1975 roku.

## Gospodarka
Kostuchna jest dzielnicą o dominacji funkcji mieszkaniowej, pośród której rozwinęła się działalność usługowo-handlowa. Niewielki jest udział gruntów faktycznie użytkowanych rolniczo, zaś funkcja przemysłowa dzielnicy jest związana z dawną Kopalnią Węgla Kamiennego „Murcki” (poprzednio kopalnia „Boże Dary”).
Obszary w rejonie dawnej kopalni mają charakter wielofunkcyjny, a swoją działalność prowadzi tutaj szereg różnego rodzaju przedsiębiorstw, spośród których według stanu z końca 2022 roku były to następujące z nich: SBB (ul. T. Boya Żeleńskiego 104; laboratorium badawcze), REMAG (ul. T. Boya-Żeleńskiego 107; spółka z grupy FAMUR; producent kombajnów chodnikowych), RONDO 2 (ul. T. Boya Żeleńskiego 110; producent i dystrybutor węży oraz przewodów dla przemysłu), Trans-Service (ul. T. Boya-Żeleńskiego 110a; przewoźnik oferujący międzynarodowe przewozy pasażerskie) i TKS (ul. T. Boya Żeleńskiego 111; przedsiębiorstwo budowlane). Na terenie zaś samej dawnej kopalni „Murcki”, przy ulicy T. Boya-Żeleńskiego 95 w tym czasie siedzibę miała, przynależna do Spółki Restrukturyzacji Kopalń w Bytomiu Kopalnia Węgla Kamiennego „Mysłowice-Wesoła I”, która była wówczas kopalnią w likwidacji.

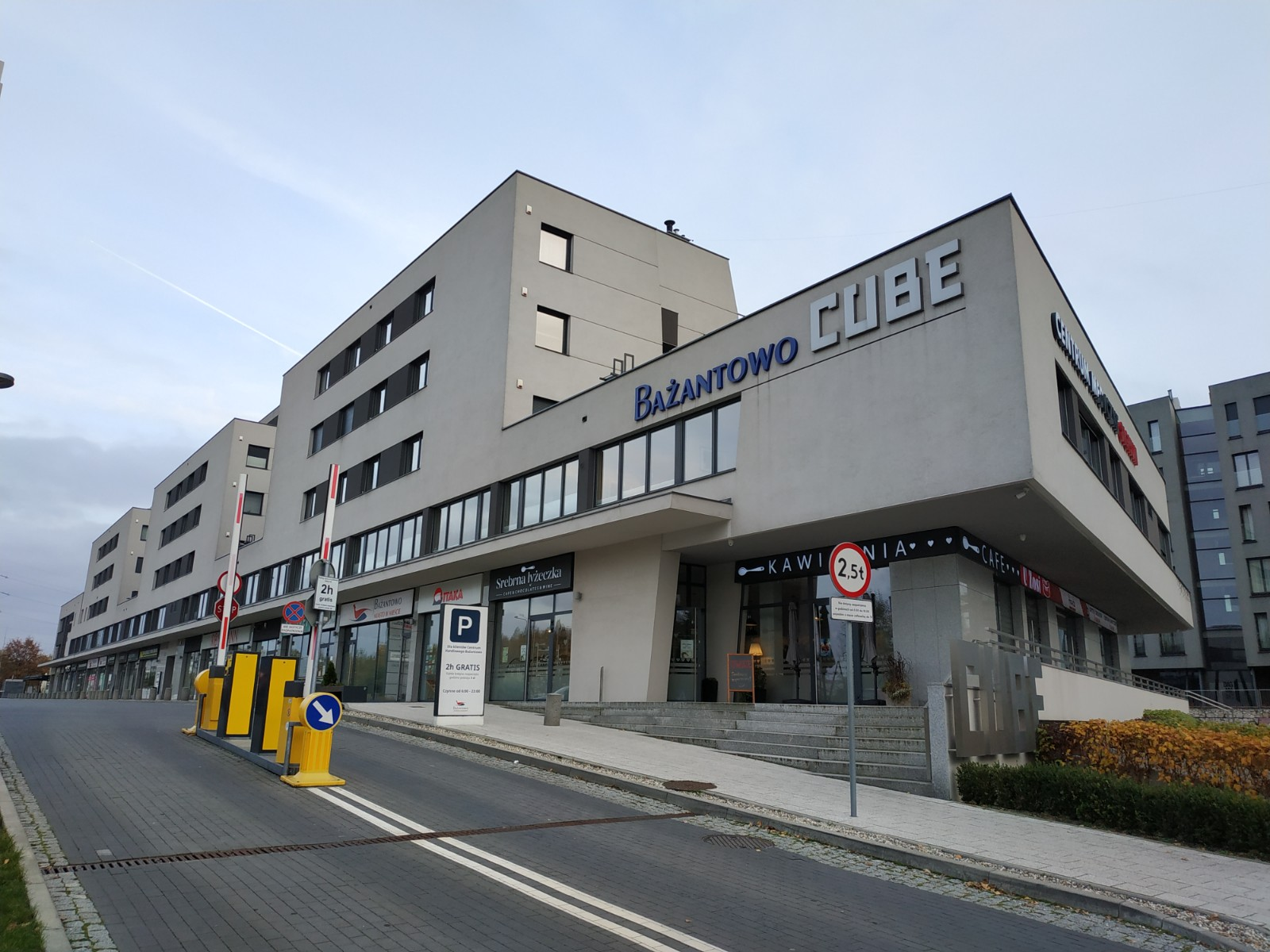
Centrum handlowe na terenie osiedla Bażantowo

W Kostuchnie wykształciły się lokalne ośrodki usługowo-handlowe o znaczeniu podstawowym z dominacją handlu (w tym sklepów spożywczych) i usług podstawowych. Łącznie znajdują się tutaj trzy takie ośrodki: Boże Dary (ulice: T. Boya-Żeleńskiego, J. Koraszewskiego i J. Kściuczyka) i Kostuchna (dwa ośrodki: rejon ulic Migdałowców i J. Wantuły oraz ulicy Szarych Szeregów od ulicy Smugowej od ulicy B. Kurpińskiego). Nowe centrum o charakterze usługowo-handlowym wykształciło się w rejonie ulic: Armii Krajowej – Szarych Szeregów – Z. Hierowskiego – Bażantów. Zlokalizowane są tutaj m.in. obiekty kompleksu usługowo-handlowo-rekreacyjnego osiedla Bażantowo, dyskonty spożywcze, placówki opieki zdrowotnej, przedszkole i szkoła. W Kostuchnie nie ma żadnego większego centrum handlowego, zaś znajdują się tu inne mniejsze placówki handlowo-usługowe, jak m.in.: Carrefour Market (ul. Bażantów 4), Intermarché (ul. Armii Krajowej 188), Netto (ul. Armii Krajowej 208) czy Lidl (ul. Szarych Szeregów 3a). Bieżąca oferta usługowo-handlowa zaspokaja podstawowe potrzeby mieszkańców dzielnicy. 
Pod koniec 2013 roku w systemie REGON zarejestrowanych było 1 181 podmiotów gospodarczych z siedzibą na obszarze Kostuchny, co stanowiło 2,6% wszystkich podmiotów na terenie Katowic. Spośród wszystkich podmiotów 1 126 z nich stanowiły mikrofirmy. W dniu 31 grudnia 2013 roku liczba bezrobotnych wynosiła 181 osób, co stanowiło wówczas 2,0% wszystkich mieszkańców miasta.
Historycznie zaś pierwsze informacje o działalności gospodarczej na terenie współczesnej Kostuchny sięgają połowy XVII wieku. Wówczas to w 1657 roku wzmiankowano o wydobywaniu węgla kamiennego z małych odkrywek na terenie Kostuchny i Murcek na potrzeby kuźni w Jaroszowicach. Na węgiel kamienny natrafiono tutaj wydobywając rudę darniową.
Na obszarze całych Katowic do końca XVIII wieku głównym źródłem utrzymania tutejszej ludności była gospodarka rolna oraz leśnictwo. Tutejsze gleby były niskiej wydajności, dlatego uprawiano głównie zboża nie wymagające dobrej gleby, jak żyto, owies czy jęczmień. Wsie w południowej części Katowic, w tym na terenie dzielnicy Piotrowice-Ochojec, utrzymywały się znacznym stopniu z gospodarki leśnej, gdzie znajdowały się rozległe lasy, które umożliwiały produkcję węgla drzewnego. Po tym okresie na terenie współczesnych Katowic nastąpiła w coraz silniejszym stopniu industrializacja związana z powstawianiem kopalń węgla kamiennego, zaś prawdziwy rozwój przemysłu trwał od lat 30. XIX wieku, kiedy to dokonano uwłaszczenia chłopów, dzięki czemu mogli się oni swobodnie przemieszczać i zasilić szeregi robotników przemysłowych.
Kostuchna do końca XIX wieku miała zaś charakter osady rolniczej – 1840 roku w południowych dzielnicach Katowic odsetek rolników wynosił około 85%, a z tej grupy większość osób miała niewielkie gospodarstwa, dlatego też była zmuszona szukać dodatkowych zajęć. Zwiększona liczba ludności na początku XX wieku spowodowała, że otwarto tutaj dwie rzeźnie i piekarnię, a także uruchomiono wytwórnię wody mineralnej.

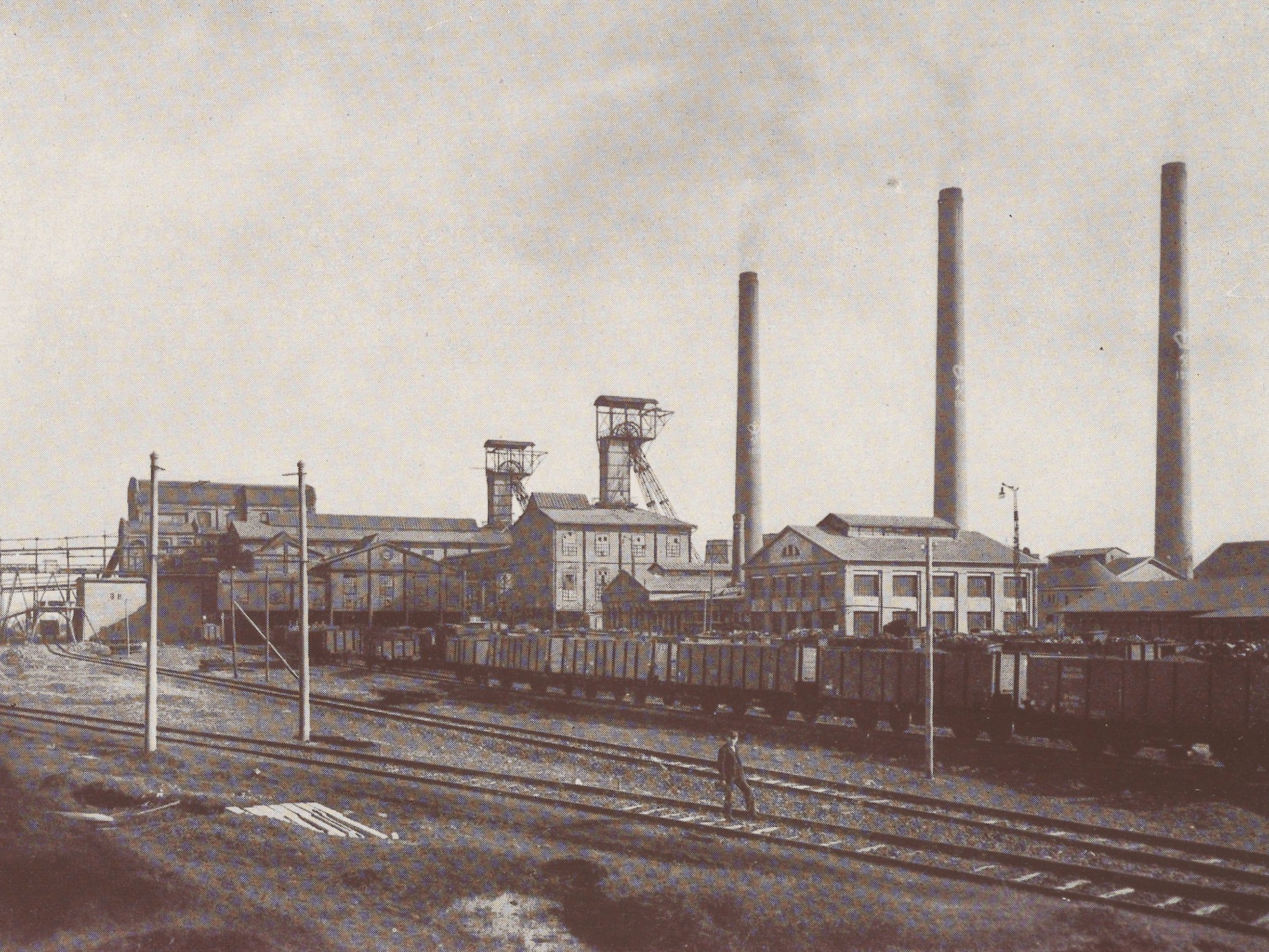
Dawna kopalnia „Boże Dary” na zdjęciu wydanym z 1929 roku

W 1901 roku w Kostuchnie została założona kopalnia węgla kamiennego „Böer” (od 1 stycznia 1937 roku pod nazwą „Boże Dary”). Była ona budowana w latach 1901–1903 na terenach książęcych zwanych Dudowym Gajem. Kopalnia ta była największym zakładem przemysłowym należący do książąt pszczyńskich – w 1918 roku wydobycie sięgała poziomu 688 tys. ton węgla kamiennego przy zatrudnieniu wynoszącym 1 444 osoby. Kopalnia „Böer” w 1934 roku została objęta zarządem przymusowym przez władze państwowe, a 1938 roku wydobycie w niej sięgnęło poziomu 419,5 tys. ton. W dniu 1 stycznia 1976 roku połączono kopalnie „Murcki” i „Boże Dary” w jeden zakład, przyjmując wspólną nazwę – „Murcki”. W 1977 roku z kopalni wydobyto ponad 2,5 mln węgla kamiennego. W dniu 1 stycznia 2010 roku kopalnię „Murcki” połączono z kopalnią „Staszic” w Giszowcu, tworząc zakład pn. Kopalnia Węgla Kamiennego „Murcki-Staszic”. Wydobycie w ruchu „Murcki” prowadzono do 2015 roku, po czym przystąpiono do likwidacji zabudowy kopalni. Zakład ten został przekazany Spółce Restrukturyzacji Kopalń celem jej likwidacji ze względu na brak opłacalności ekonomicznej prowadzenia wydobycia z niego węgla kamiennego.
W okresie międzywojennym w Kostuchnie rozwijała się także pozostała działalność przemysłowa, a wraz z tym stawiano nowe zakłady przemysłowe. Od 1920 roku działała tutaj fabryka chlory „Chlorofabrik”, powiązana technologicznie z fabryką chemiczną „Von Heyden Radabeul” z Drezna i „Kartonage Fabrik”. W 1931 roku fabrykę Heydena, która znajdowała się przy kopalni „Böera” została przejęta przez spółkę Śląski Przemysł Cynkowy. W niej też pracował słynny polski inżynier Tadeusz Sędzimir, który w 1934 roku opracował nową metodę ciągłego walcowania blach cienkich z ich równoczesnym ocynkowaniem (tzw. proces Sendzimira). W 1934 roku przedsiębiorstwo to wizytował prezydent Polski Ignacy Mościcki. Po 1948 roku zabudowania fabryki przejęły Zakłady Materiałów Instalacyjnych, a w latach 50. XX wieku Zakłady Osprzętu Sieciowego. W latach 80. XX wieku przekształcono je w Zakłady Wytwórcze Osprzętu Sieciowego Polam, które były czynne do 2003 roku.
W 1937 roku powstała spółka z ograniczoną odpowiedzialnością Fabryka Miazgi Drzewnej i Tektury „Kostuchna”. Została ona założona w 1928 roku jako spółka filialna Księgarni św. Wojciecha w Poznaniu, a w 1934 roku zatrudniała ona 93 osoby. W okresie międzywojennym w Kostuchnie założono też Fabrykę wszelakich drzewek szczotkowych Jana Skrzydły.
Po II wojnie światowej powstało kilka nowych zakładów przemysłowych, w tym: Jaworznicko-Mikołowskie Zakłady Naprawcze Przemysłu Węglowego, Zakłady Wytwórcze Osprzętu Sieciowego i Przetwórnia Owocowo-Warzywna. W pomieszczeniach magazynów dawnej Dyrekcji Kopalń Księcia Pszczyńskiego przy obecnej ulicy T. Boya-Żeleńskiego w styczniu 1946 roku powstały Centralne Warsztaty dla potrzeb ówczesnego Mikołowskiego Zjednoczenia Przemysłu Węglowego. W jego skład weszła również wytwórnia smoły i benzolu, a także powstał zakład impregnacji drewna. Po reorganizacji 1 stycznia 1947 roku zakład przemianowano na Główne Warsztaty Zjednoczenia, a następnie na Jaworznicko-Mikołowskie Warsztaty Naprawcze Przemysłu Węglowego. Od 1958 roku warsztaty przemianowano na Jaworznicko-Mikołowskie Zakłady Naprawcze Przemysłu Węglowego. W 1986 roku w zakładach tych odnotowano największe zatrudnienie wynoszące 1 830 osób. Zakład ten później zaczął funkcjonować jako REMAG.

## Infrastruktura techniczna
Zaopatrzenie terenów Kostuchny w bieżącą wodę odbywa się przez zbiorniki sieciowe Mikołów i Murcki. Są one zasilane ze stacji uzdatniania wody w Dziećkowicach, Goczałkowicach-Zdroju i Kobiernicach. Wody te są tłoczone do wspólnego systemu rozrządu Górnośląskiego Przedsiębiorstwa Wodociągowego, skąd za pomocą systemu magistral wodociągowych i przyporządkowanej do nich sieci rozdzielczej Katowickich Wodociągów zaopatrywane są m.in. Kostuchnę w wodę. Wodociągi magistralne ciągną się wzdłuż głównych ulic dzielnicy.
W 1908 roku na Górce w Kostuchnie, w rejonie dzisiejszej ulicy Wieżowej powstała wodna wieża ciśnień, a także zainstalowano sieć wodociągową. Wodociąg ten wykonała kopalnia kopalnia węgla kamiennego „Böer” („Boże Dary”) przy wsparciu finansowym księcia pszczyńskiego.
Eksploatacją sieci kanalizacji sanitarnej i ogólnospławnej w dzielnicy zajmuje się należący do Katowickich Wodociągów Oddział Eksploatacji Sieci Kanalizacyjnej – Południe, zaś kanalizacją deszczową zarządza Miejski Zarząd Ulic i Mostów w Katowicach. Południowe dzielnice Katowic, w tym Kostuchna, są podłączone do Oczyszczalni Ścieków Podlesie, z której oczyszczone ścieki wpływają do Mlecznej.
Kanalizacja w Bożych Darach jest wybudowana pawie wyłącznie w systemie kanalizacji ogólnospławnej i pochodzi z lat 50.-70. XX wieku. W 1986 roku w Podlesiu ukończono budowę kolektora 1400 mm, a w latach 1989–1992 oddano do użytku oczyszczalnię ścieków obsługującą zlewnię Mlecznej oraz tereny kolonii Boże Dary. Zintensyfikowanie prac przy budowie kanalizacji i sieci gazociągowej nastąpiło w latach 90. XX wieku jako odpowiedź na wieloletnie zaniedbania w tej dziedzinie. W latach 2004–2012 nastąpiło skanalizowanie znacznej części niskiej zabudowy Kostuchny, a obszar dzielnicy poza Bożymi Darami w okolicach 2012 roku była skanalizowana za pomocą kanalizacji sanitarnej w 80%, zaś kanalizację deszczową objętych było 70% powierzchni dzielnicy.
Jeszcze w 2007 roku działała oczyszczalnia ścieków mechaniczno-biologiczna „Kostuchna” o przepustowości 1100 m³/d, lecz była ona wówczas przeznaczona do likwidacji. Oczyszczalnia ta zlokalizowana była przy granicy z Katowicami, już na terenie Tychów. Ostatecznie oczyszczalnia ta została zlikwidowana.
Zaopatrzenie dzielnicy w energię elektryczną odbywa się poprzez sieć wysokich napięć 110 kV, powiązaną z pobliskimi elektrowniami. Na terenie Kostuchny przy ulicy Bażantów położona jest stacja elektroenergetyczna „Piotrowice” o napięciu 110/20 kV., a do niej dochodzi sieć 110 kV z kierunku Piotrowic-Ochojca. Przez Kostuchnę biegnie też równoleżnikowo sieć 220kV Łagisza – Byczyna / Halemba; Kopanina – Katowice, ciągnąca się wzdłuż ulicy Pijarskiej. Druga w Kostuchnie stacja elektroenergetyczna 110 kV „Murcki” położona jest przy dawnej kopalni „Murcki”, a z niej dwie nitki sieci kierują się w stronę Tychów. Napowietrzna sieć elektroenergetyczna biegnąca przez dzielnicę zarządzana jest przez spółkę Polskie Sieci Elektroenergetyczne.
Część Kostuchny jest poza zasięgiem działania systemów ciepłowniczych miasta Katowice. Pozostałą część obsługuje Wydział nr 4 „Kostuchna-Murcki” spółki Dalkia Polska Energia. We wrześniu 2009 roku elektrociepłownia tak jako Wydział IV „Murcki” Zakładu Energetyki Cieplnej Katowice przy ulicy T. Boya-Żeleńskiego 95 posiadała moc cieplną na poziomie 46,6 MW i moc elektryczną na poziomie 1,5 MW.
Przy kopalni „Böer” („Boże Dary”) w latach 1902–1968 funkcjonowała przyzakładowa elektrownia o mocy 7,24 MW. Średnia produkcja energii elektrycznej wynosiła wówczas 19,9 mln kWh.
Dzielnica Kostuchna zaopatrywana jest w gaz ziemny wysokometanowy GZ-50, zaś system zaopatrzenia Katowic w gaz nie posiada własnych źródeł zasilania i jest dostarczany układów o charakterze ogólnopolskim. Źródłem gazu jest m.in. gazociąg Szopienice–Przegędza o średnicy wewnętrznej 350 mm. Zasila ona m.in. stacje redukcyjno-pomiarowe w dzielnicy. Pierwsza z nich znajduje się przy ulicy T. Boya-Żeleńskiego – jest to stacja redukcyjno-pomiarowa I stopnia o przepustowości w grudniu 2004 roku sięgającej 1500 m³ gazu/h. Druga stacja położona jest przy ulicy Tymiankowej i jej przepustowość w 2004 roku wynosiła 3000 m³/h.

## Transport

### Transport drogowy

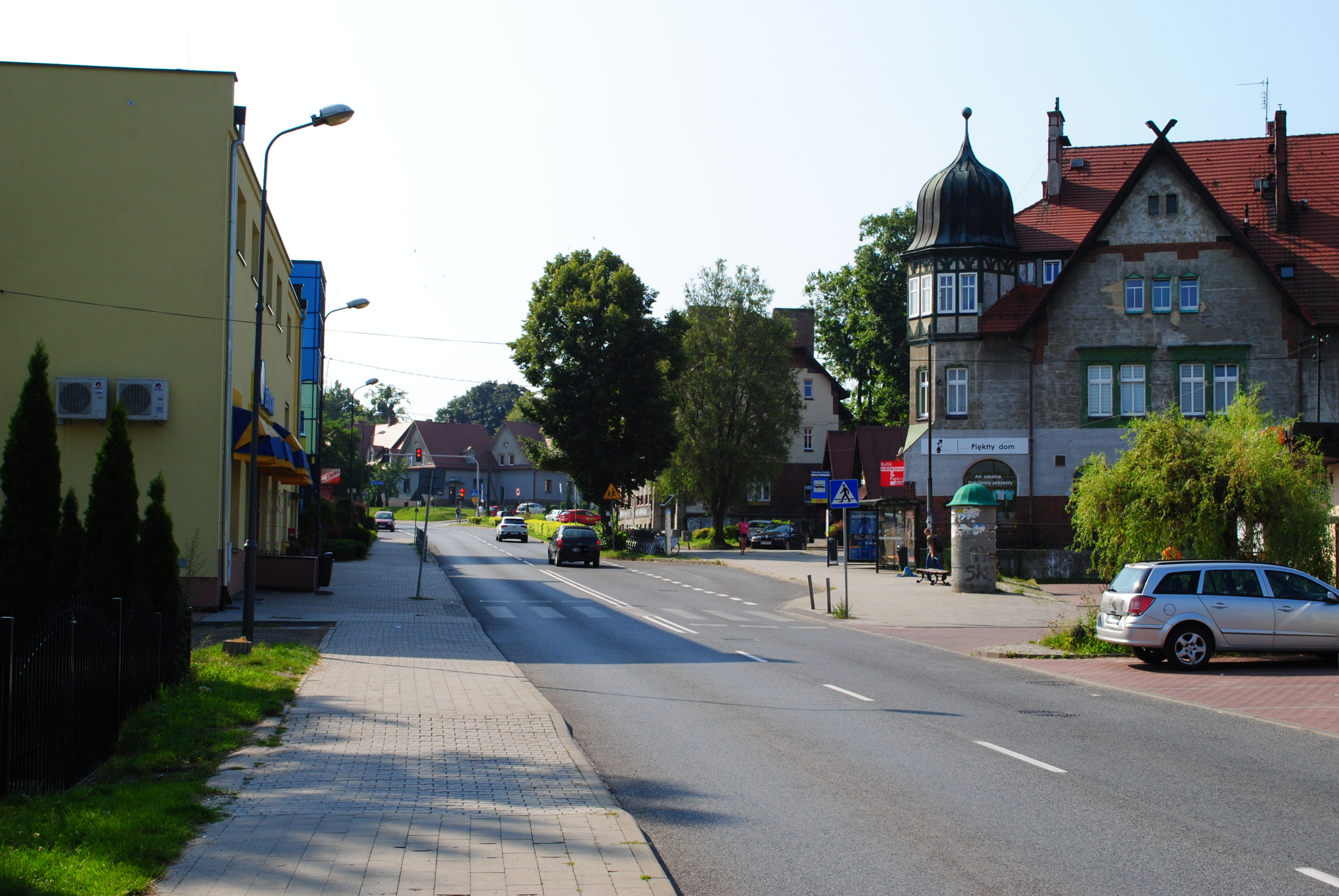
Fragment ulicy T. Boya-Żeleńskiego w rejonie kolonii Boże Dary

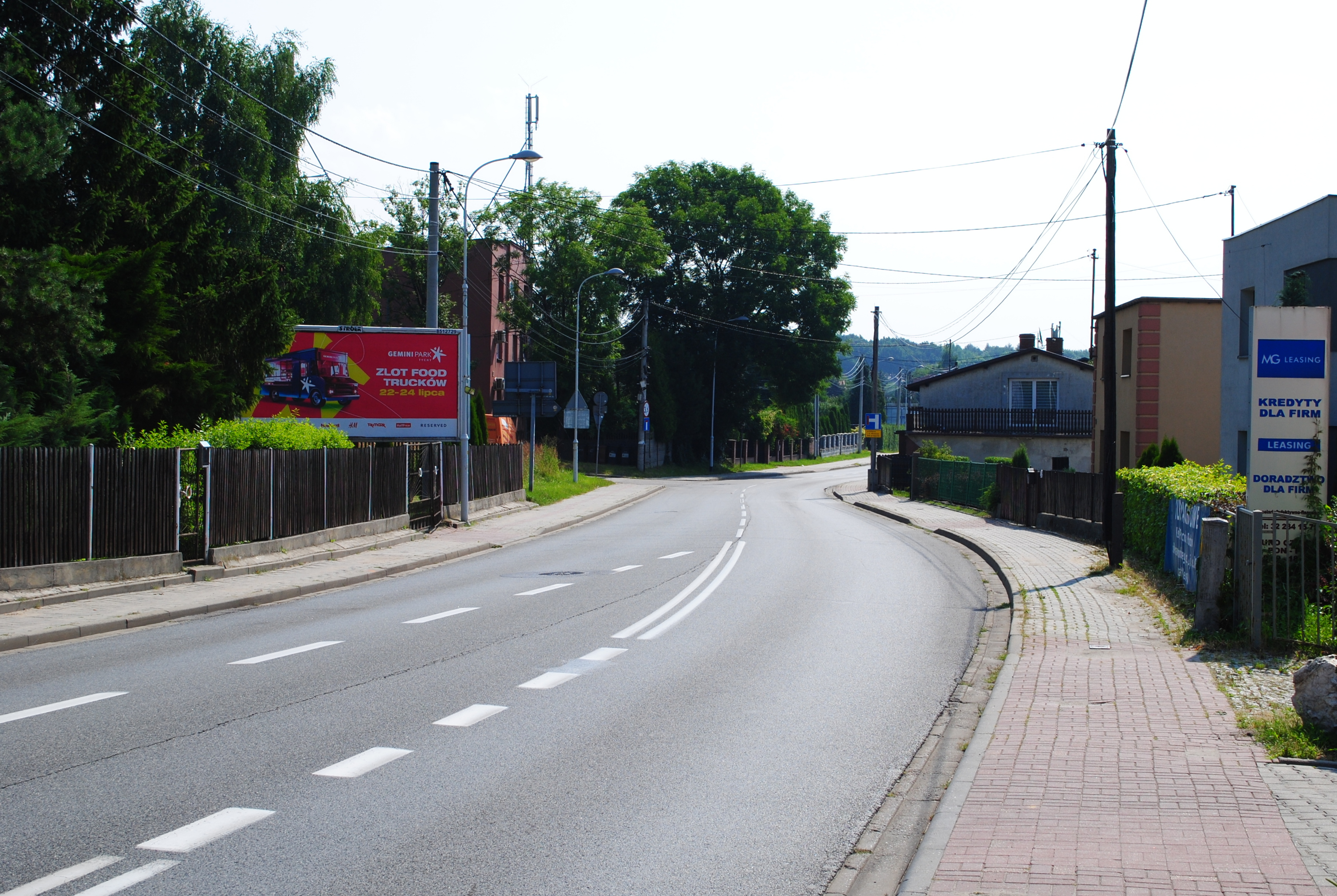
Fragment ulicy Szarych Szeregów (widok w kierunku Murcek)

Przez Kostuchnę nie przebiega żadna droga klasy drogi krajowej ani wojewódzkiej. Do ważniejszych zaś ulic w dzielnicy należą następujące drogi:
- Ulica Armii Krajowej – jedna z najdłuższych ulic w południowej części Katowic, łącząca ze sobą dzielnice: Ligota-Panewniki, Piotrowice-Ochojec, Kostuchna i Podlesie; ulica o łącznej długości ok. 5,3 km[46]; droga ta biegnie południkowo i w Kostuchnie ciągnie się ona w zachodniej części dzielnicy, krzyżując się m.in. z ulicą Szarych Szeregów; jest to droga powiatowa klasy drogi zbiorczej (Z)[153],
- Ulica Tadeusza Boya-Żeleńskiego – jest to główna droga w dzielnicy Kostuchna, o długości około 3 km; łączy ona ulicę Szarych Szeregów z węzłem drogowym na granicy Katowic i Tychów[128]; jest to droga powiatowa klasy drogi zbiorczej (Z)[153],
- Ulica Sołtysia – lokalna ulica w południowej części Kostuchny, biegnąca równolegle do Rowu Malownik; od wschodu krzyżuje się z ulicą T. Boya-Żeleńskiego w rejonie kolonii Boże Dary i biegnie do Podlesia; jest to droga powiatowa klasy drogi lokalnej (L)[153],
- Ulica Szarych Szeregów – ulica w północnej, piotrowickiej części Kostuchny, biegnąca równoleżnikowo; na zachodzie krzyżuje się z ulicą Armii Krajowej, zaś w kierunku wschodnim kieruje się do Murcek; jest to droga powiatowa klasy drogi zbiorczej (Z)[153].

Kostuchna nie posiada bezpośredniego połączenia z ścisłym centrum Katowic, a dojazd tam odbywa się ciągami ulic: Szarych Szeregów – P. Kołodzieja – DK86, T. Boya-Żeleńskiego – DK86 lub Armii Krajowej – DK81. W powiązaniach wewnętrznych pomiędzy poszczególnymi makrorejonami Katowic, Piotrowice i Kostuchna mają dobre powiązania ze Śródmieściem poprzez ulicę T. Kościuszki, która zapewnia duża bezpośredniość, lecz brak jest alternatywnej do niej drogi. Z innymi zaś rejonami Katowic Piotrowice i Kostuchna najlepsze powiązania ma z Ligotą i Brynowem oraz Murckami i Giszowcem, zaś najsłabsze z Bogucicami i Pniakami oraz Józefowcem i Koszutką.
W transporcie indywidualnym w 2008 roku do najbardziej obciążonych ruchem dróg Kostuchny należały ulice: Armii Krajowej, Szarych Szeregów i T. Boya-Żeleńskiego. W sieci miejskiego transportu zbiorowego najbardziej obciążone był w tym czasie ciąg tych samych ulic, tj.: Armii Krajowej – Szarych Szeregów – T. Boya-Żeleńskiego.

### Transport kolejowy

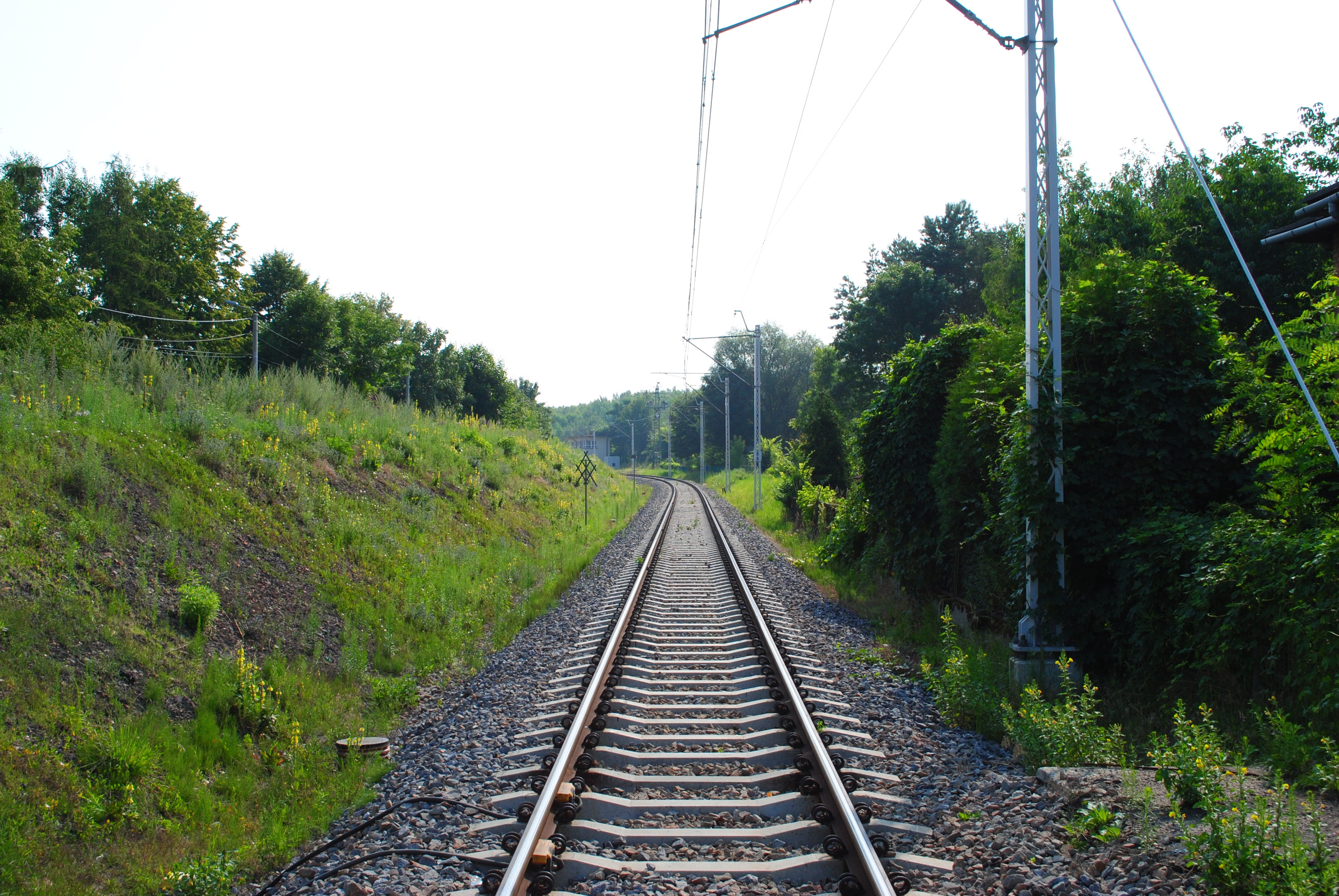
Fragment linii kolejowej nr 142 na wysokości Kostuchny

Przez Kostuchnę przechodzą następujące linie kolejowe:
- Linia kolejowa nr 139 Katowice – Zwardoń; linia magistralna znaczenia państwowego; zelektryfikowana i dwutorowa, na której prowadzony jest ruch pasażerski i towarowy[158]; przez teren dzielnicy biegnie ona krótkim odcinkiem wzdłuż zachodniej granicy z Zarzeczem[159],

- Linia kolejowa nr 142 Katowice Ligota – Katowice Kostuchna – Tychy; linia pierwszorzędna znaczenia lokalnego[158]; jednotorowa i zelektryfikowana, na której pod koniec 2022 orku odbywał się wyłącznie ruch towarowy; w Kostuchnie linia ta biegnie w przybliżeniu równoleżnikowo; na teren dzielnicy wkracza ona od wschodu z dawnej stacji Katowice Murcki, zaś w Kostuchnie biegnie ona równolegle do ulicy J.N. Jaronia i Rowu Malownik, a także przecina na jednym poziomie ulicę T. Boya-Żeleńskiego; dalej linia ta wkracza do dzielnicy Podlesie w rejonie Dąbrowy[160],
- Linia kolejowa nr 697 KWK Murcki ruch Boże Dary – Katowice Kostuchna; jest to nieczynna od lipca 2017 roku linia kolejowa, łącząca dawną kopalnię „Murcki” ze stacją techniczną Katowice Kostuchna; linia ta w dzielnicy łączyła zakład od strony północno-zachodniej, okalając od zachodu hałdę w Kostuchnie; linia ta przecina jednopoziomowo ulicę J. Chęcińskiego[161].

W granicach dzielnicy znajduje się stacja techniczna Katowice Kostuchna, położona na 8,344 km osi linii kolejowej nr 142. Stacja ta wyposażona jest w dodatkowe tory i semafory świetlne, a dawniej także w jeden peron. Na stacji tej znajduje się także zamknięty i zdewastowany dworzec kolejowy. Dworzec ten położony jest przy wschodnim krańcu ulicy J.N. Jaronia.

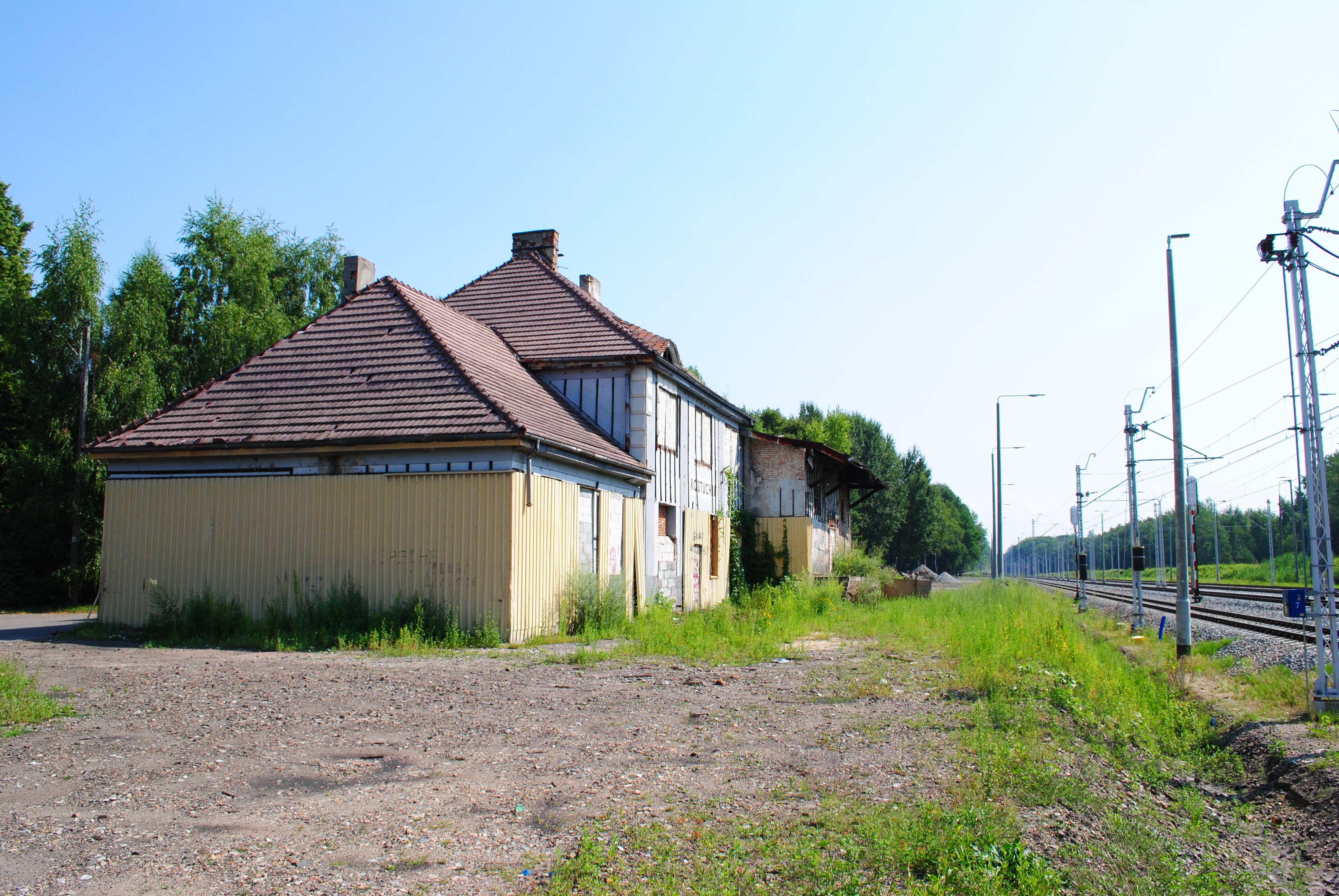
Dawny dworzec kolejowy na stacji technicznej Katowice Kostuchna

Historycznie zaś przez Kostuchnę została poprowadzona linia Kolei Prawego Brzegu Odry. Już w 1857 roku książę pszczyński zlecił wytyczenie linii kolejowej z Murcek przez Pszczynę do Dziedzic celem połączenia swych kopalń z siecią kolei austriackich. Całość robót budowlanych została poprowadzona przez inżynierów kolei opolsko-tarnogórskiej, którzy w nowej linii widzieli szanse na całkowitą niezależność prywatnego przedsięwzięcia od Kolei Górnośląskiej. W dniu 13 listopada 1865 roku otrzymano koncesję na budowę całej linii kolejowej z Wrocławia do Dziedzic. Rok później rozpoczęto prace budowlane od strony Wrocławia, a odcinek od Szopienic do Dziedzic został zainaugurowany 24 czerwca 1870 roku. Koleje na terenie całych Prus zostały w 1884 roku upaństwowione, w tym linia kolejowa przechodząc przez Kostuchnę. Przy kopalni „Böer” („Boże Dary”) w 1902 roku otwarto do użytku stację Kostuchna, zaś ruch pasażerski przez nią odbywał się od 1 czerwca 1905 roku.
W 1966 roku została zlikwidowana wybudowana w 1917 roku napowietrzna kolejka linowa, łącząca kopalnię „Böer” („Boże Dary”) z elektrownią w Łaziskach Górnych, a transportowano nią węgiel kamienny. Po 1989 roku zaznaczył się regres przewozów osobowych i towarowych na liniach przebiegających przez dzielnicę. Ruch pasażerski przez Katowice Kostuchnę został zawieszony 24 czerwca 1994 roku.
W latach 2018–2020 trwała przebudowa przebiegającej przez Kostuchnę linii kolejowej nr 142 na odcinku Katowice Ligota – Tychy. Umowę na modernizację w systemie zaprojektuj i zbuduj podpisano w lutym 2018 roku. W ramach tej inwestycji wymieniono szyny, przebudowano trakcję elektryczną, a także przejazdy kolejowe (w tym przez ulicę T. Boya-Żeleńskiego). Ponadto zwiększyła się maksymalna dopuszczalna prędkość pociągów z 40 do 80 km/h. Pociągi na linii wróciły w kwietniu 2020 roku, a w tym czasie linia ta była wykorzystywana rozkładowo wyłącznie w ruchu towarowym ze średnią częstotliwością dziesięciu składów dziennie.

### Transport rowerowy

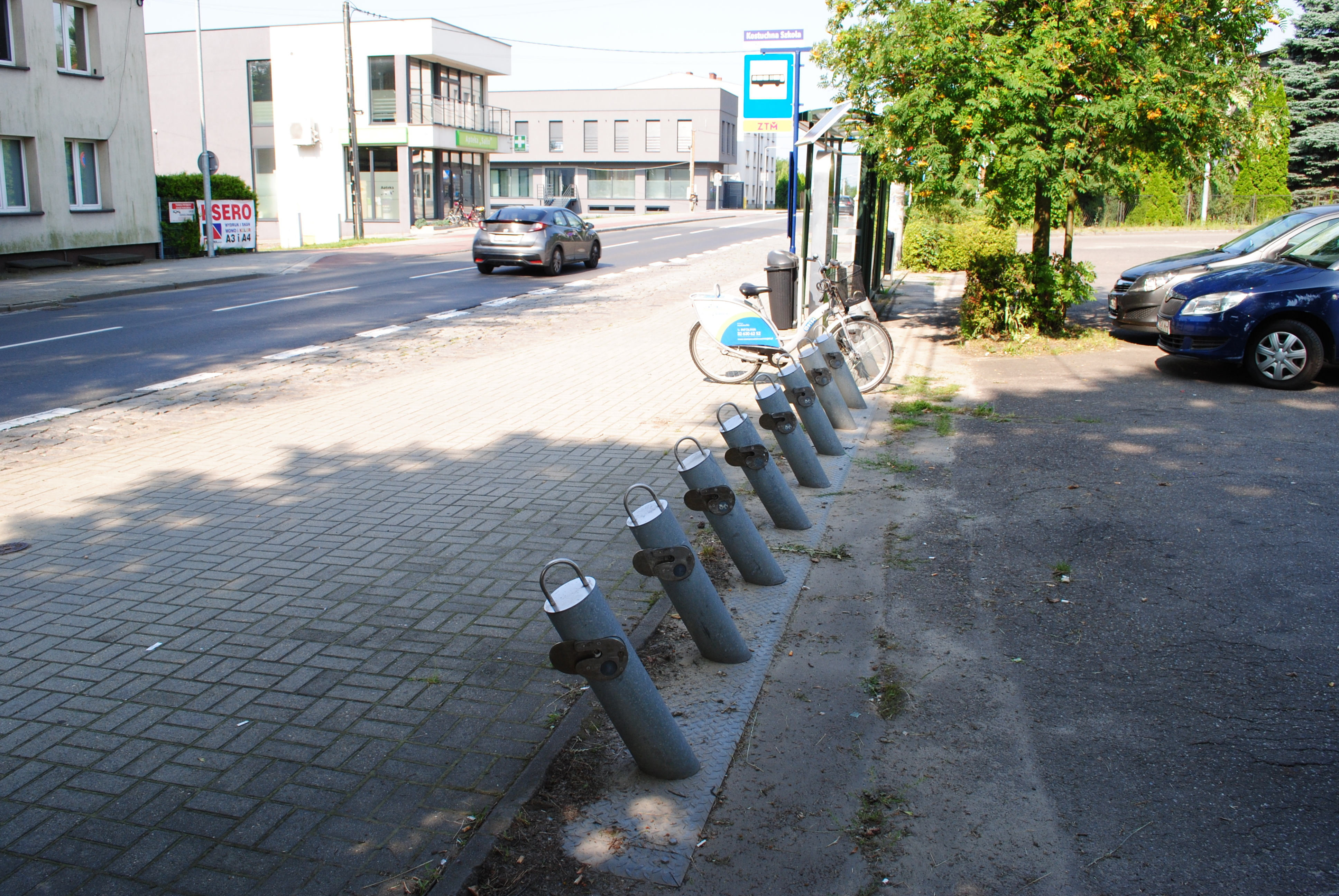
Stacja sieci wypożyczalni rowerów miejskich City by bike Kostuchna – Szarych Szeregów

Sieć infrastruktury rowerowej na terenie Kostuchny koncentruje się w ciągu części głównych ulic dzielnicy, a także w rejonie osiedla Bażantowo. Sieć ta według docelowej sieci ścieżek rowerowych opublikowanej przez Urząd Miasta Katowice jest w stanie z końca 2022 roku w większości rozwinięta – brakującymi fragmentami były wówczas m.in. część trasy wzdłuż ulicy Armii Krajowej. Drogi w zurbanizowanej części Kostuchny są przewidziane jako trasy o funkcji transportowej, zaś ścieżki w lasach o funkcji rekreacyjnej.
Pod koniec 2022 roku na terenie Kostuchny istniały następujące rodzaje dróg rowerowych:
- drogi dla rowerów – w ciągach ulic: Bażantów (odcinek pomiędzy ulicami Armii Krajowej a F. Zabłockiego), F. Zabłockiego i Pijarskiej,
- ciągi pieszo-rowerowe – ulica T. Boya-Żeleńskiego na odcinku od ulicy Migdałowców do ulicy J.N. Jaronia (trasa w asfalcie),
- ciągi z dopuszczalnym ruchem po chodniku – w ciągu ulic: Szarych Szeregów (odcinek od skrzyżowania z ulicą F. Zabłockiego do ulicy Tunelowej; trasa częściowo w asfalcie) i T. Boya-Żeleńskiego (odcinek od skrzyżowania z ulicą Szarych Szeregów do ulicy Migdałowców i od Rowu Malownik do ulicy J. Kściuczyka).

W ramach projektu „Rowerem po Śląsku” wydzielono na terenie miasta szlaki rowerowe, z czego na obszarze dzielnicy Kostuchna przecinają się następujące z nich:
- nr 1 Śródmieście (pomnik Powstańców Śląskich) – Osiedle Paderewskiego-Muchowiec – Piotrowice-Ochojec – Kostuchna (wzdłuż duktów leśnych po wschodniej stronie dzielnicy – ulice: J.N. Jaronia – J. Kściuczyka, lasy w południowej części dzielnicy) – Podlesie – granica z Tychami[174].

W Kostuchnie funkcjonuje również część miejskiej sieci wypożyczalni rowerów miejskich – Metrorower, który zastąpił system City by bike. Był to największy system tego typu w Górnośląsko-Zagłębiowskiej Metropolii, będący jednym z systemów firmy Nextbike. Według stanu z końca 2022 roku funkcjonowało tutaj łącznie 5 stacji City by bike: Bukszpanowa – Tunelowa, Kostuchna – Rondo Rostworowskiego, Kostuchna – Bażantów, Kostuchna – Boże Dary i Kostuchna – Szarych Szeregów.

### Miejski transport zbiorowy
Organizatorem miejskiego transportu zbiorowego na terenie Kostuchny jest Zarząd Transportu Metropolitalnego (ZTM), który przejął obowiązki od poprzednich organizatorów 1 stycznia 2019 roku. Transport zbiorowy w granicach dzielnicy realizowany wyłącznie formie połączeń autobusowych, którego głównym operatorem połączeń w dzielnicy jest PKM Katowice. Dojazd do centrum Katowic za pomocną autobusu zajmuje średnio około 50 minut.
W Kostuchnie, według stanu z końca 2022 roku, znajduje się 9 przystanków: Kostuchna Fińskie Domki, Kostuchna Granica [nż], Kostuchna Kopalnia Murcki, Kostuchna Kościół, Kostuchna Migdałowców, Kostuchna Osiedle, Kostuchna Skrzyżowanie, Kostuchna Szkoła i Kostuchna Zakłady. Dodatkowo w granicach dzielnicy funkcjonują jeszcze przystanki: Piotrowice Bukszpanowa Kaplica, Piotrowice Miłe Zacisze i Osiedle Odrodzenia Bażantów. Do głównych przystanków w Kostuchnie należą: Kostuchna Skrzyżowanie i Kostuchna Kościół. Z tego ostatniego według stanu z końca 2022 roku odjeżdżało łącznie 5 linii autobusowych, w tym jedna nocna. Łączyły one wówczas tę część dzielnicy z sąsiednimi dzielnicami, a także ze Śródmieściem Katowic, Ligotą-Panewnikami, Brynowem, Giszowcem, Janowem-Nikiszowcem, Szopienicami-Burowcem oraz z sąsiednimi miastami – z Tychami i Mikołowem.
Połączenia autobusowe kursujące przez Kostuchnę pojawiły się w latach międzywojennych. W dniu 16 grudnia 1938 roku Śląskie Linie Autobusowe zainaugurowały regularne połączenie autobusowe na trasie Katowice – Ochojec – Piotrowice – Kostuchna. Początkowo kursowały trzy autobusy na dobę w dni powszechne i pięć w niedziele.

## Architektura i urbanistyka

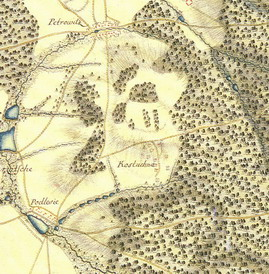
Fragment mapy autorstwa Christiana Friedricha von Wrede z 1749 roku przedstawiająca Kostuchnę i jej najbliższe okolice

Kostuchna zaczęła się rozwijać od XVII wieku. Jak wskazuje Bernard Uszok, pierwsze cztery zabudowania w tym rejonie pojawiły się w 1712 roku na polanie leśnej. W kolejnych latach pierwotna zabudowa Kostuchny koncentrowała się w rejonie ulic K. Stabika i Szarych Szeregów na odcinku od skrzyżowania z ulicą Fr. Zabłockiego do ulicy Tymiankowej oraz wzdłuż ulic T. Boya-Żeleńskiego i Sołtysiej.
Z XVIII wieku pochodzą pierwsze obrazy drogi w ciągu obecnej ulicy Armii Krajowej, lecz niewykluczone też jest to, że szlak w tym miejscu łączący Piotrowice z Podlesiem przez Kostuchnę istniał już kilka wieków wcześniej. W tym okresie na mapach pojawiła się też droga biegnąca w śladzie obecnej ulicy T. Boya-Żeleńskiego. Mapa z 1749 roku autorstwa Christiana Friedricha von Wrede wskazuje to, że istniał wówczas odcinek drogi pomiędzy skrzyżowaniem z ulicą Szarych Szeregów a ulicą Migdałowców, a przy niej znajdowało się kilka zabudowań chłopskich. Układ morfologiczny Kostuchny w tym czasie charakteryzował się obecnością rozproszonej zabudowy wiejskiej wzdłuż powyższej ulicy. Wokół wsi rozciągały się pola uprawne, zaś pozostała część osady była zalesiona. Na rzekach znajdowały się liczne stawy („rybniki”). Okres ten na terenach współczesnych Katowic charakteryzował się dominacją zabudowy drewnianej w formie zrębowych chat i budynków gospodarczych.
W XIX wieku nowa zabudowa Kostuchny zaczęła powstawać na południe, w kierunku linii kolejowej łączącej Ligotę z Tychami przez Murcki. Od drugiej połowy XIX wieku nowa zabudowa zaczęła powstawać także wzdłuż obecnej ulicy Armii Krajowej pomiędzy Piotrowicami, Kostuchną i Podlesiem. Powstawały wówczas niewielkie domy mieszkalne dla robotników kopalń i hut oraz nowe murowane domy chłopskie. Mapa generalna Księstwa Pszczyńskiego z lat 1863–1867 wskazuje na to, że istniały już powstałe w połowie XIX wieku zabudowania wzdłuż współczesnej ulicy Armii Krajowej w rejonie pomiędzy ulicą Szarych Szeregów a ulicą Migdałowców, zaś istniejąca wówczas zabudowa wzdłuż obecnej ulicy T. Boya-Żeleńskiego na odcinku od ulicy Szarych Szeregów do ulicy J.N. Jaronia była dosyć zwarta i tworzyły ją zagrody chłopskie. W dalszym przebiegu tej obecnej ulicy zabudowy w tym czasie nie było.
Drewniana zabudowa zaczęła ustępować murowanej przede wszystkim od połowy XIX wieku, po wprowadzeniu w życie administracyjnych zakazu budowy z drewna celem lepszej ochrony przeciwpożarowej. Murowano tutaj przede wszystkim z cegły. Domy na wiejskich terenach Ochojca, Piotrowic, Podlesia, Kostuchny i Zarzecza na początku XX wieku i w latach międzywojennych dysponowały skromną liczbą pomieszczeń – najczęściej posiadały sień, kuchnię i izbę (czasem dwie).
Do najstarszych budynków w Kostuchnie, powstałych przed XX wiekiem i istniejących pod koniec 2022 roku, należą pojedyncze obiekty w różnych częściach dzielnicy, m.in. położonych przy ulicy: Berberysów 16, K. Stabika 89, Szarych Szeregów 13, 31, 40, 82, 90 i 93b, R. Urbana 6, Czarnuszki 9, Maków 6, T. Boya-Żeleńskiego 2, J. Wantuły 6, Sołtysiej 134, Pierwiosnków 35 i J. Koraszewskiego 24b. Zabudowa z lat 1900-1922 koncentruje się głównie wzdłuż głównych ulic Kostuchny, tj. wzdłuż ulic Szarych Szeregów, T. Boya-Żeleńskiego i Sołtysiej.

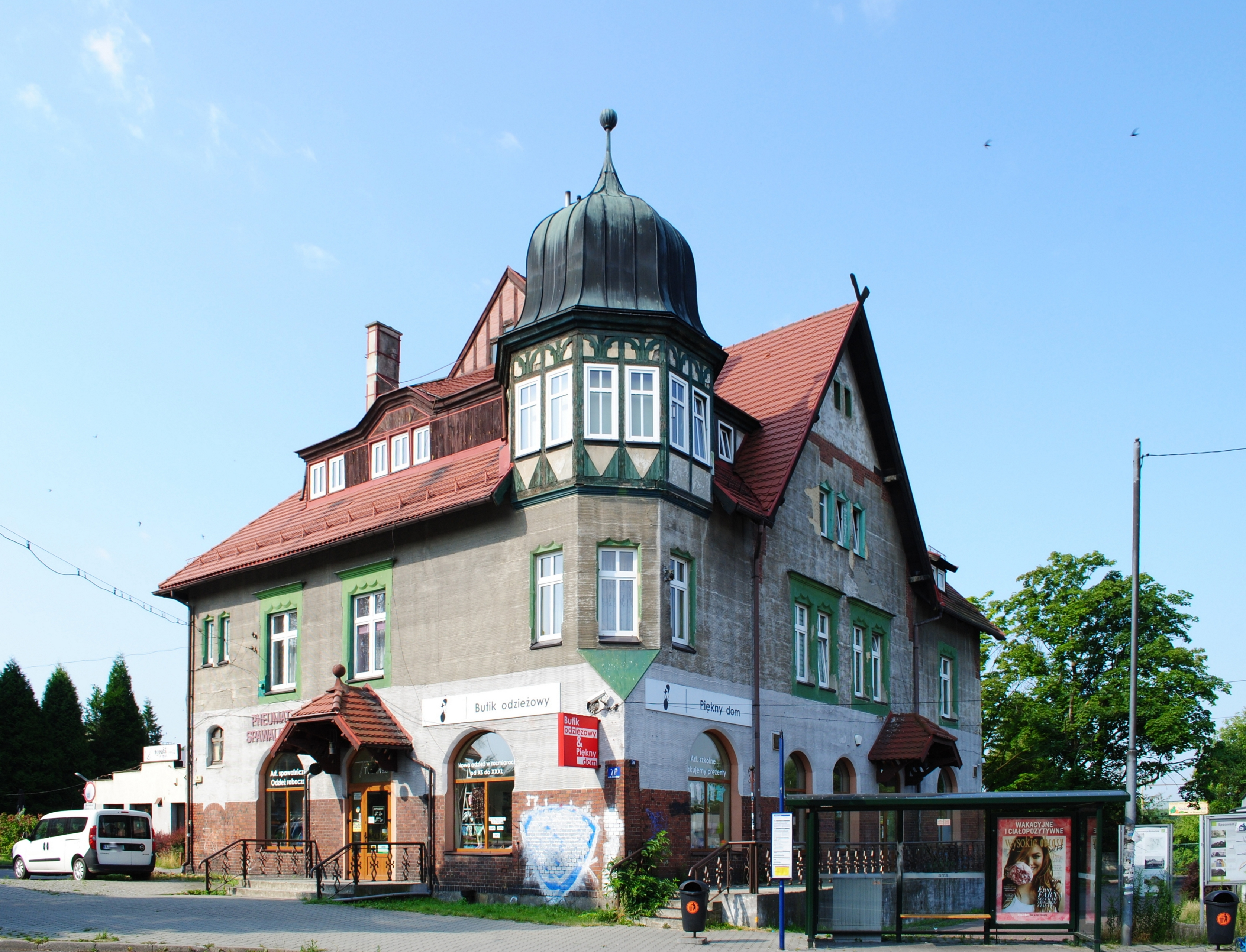
Willa z 1904 roku przy ulicy T. Boya-Żeleńskiego 76, z narożną wieżyczką; w nim też przed I wojną światową działał Gościniec Księcia Pszczyńskiego

Na początku XX wieku, pomiędzy 1904 a 1914 rokiem, przy kopalni węgla kamiennego „Böer” (późniejsza kopalnia „Boże Dary”) działającej od 1901 roku, powstało osiedle patronackie, zwane później kolonią Boże Dary. Kolonię wzniesiono w stylu historyzującym, a koncepcję kolonii dla górników kopalni „Böer” opracował główny inspektor budowlany księcia pszczyńskiego Alfred Malpricht. Forma, kształt, wielkość i użyte materiały wykorzystane do budowy kolonii były bardzo podobne do tych, które zastosowano dla kolonii w Murckach
W 1904 roku oddano do użytku na terenie kolonii wille przy ulicy T. Boya-Żeleńskiego 76 (budynek z charakterystyczną narożną wieżyczką; w nim też przed I wojną światową działał Gościniec Księcia Pszczyńskiego) i 78, a w latach 1910–1914 budynki robotnicze z zabudowaniami gospodarczymi pod numerami 80, 82, 84, 86 i 88. W 1909 roku przy obecnej ulicy T. Boya-Żeleńskiego 83 oddano do użytku budynek domu noclegowego, wybudowanego w stylu historycznym na zlecenie kopalni „Böer”. Jest to budynek czterokondygnacyjny z poddaszem, który przebudowano kilkakrotnie w latach 1914–1921.

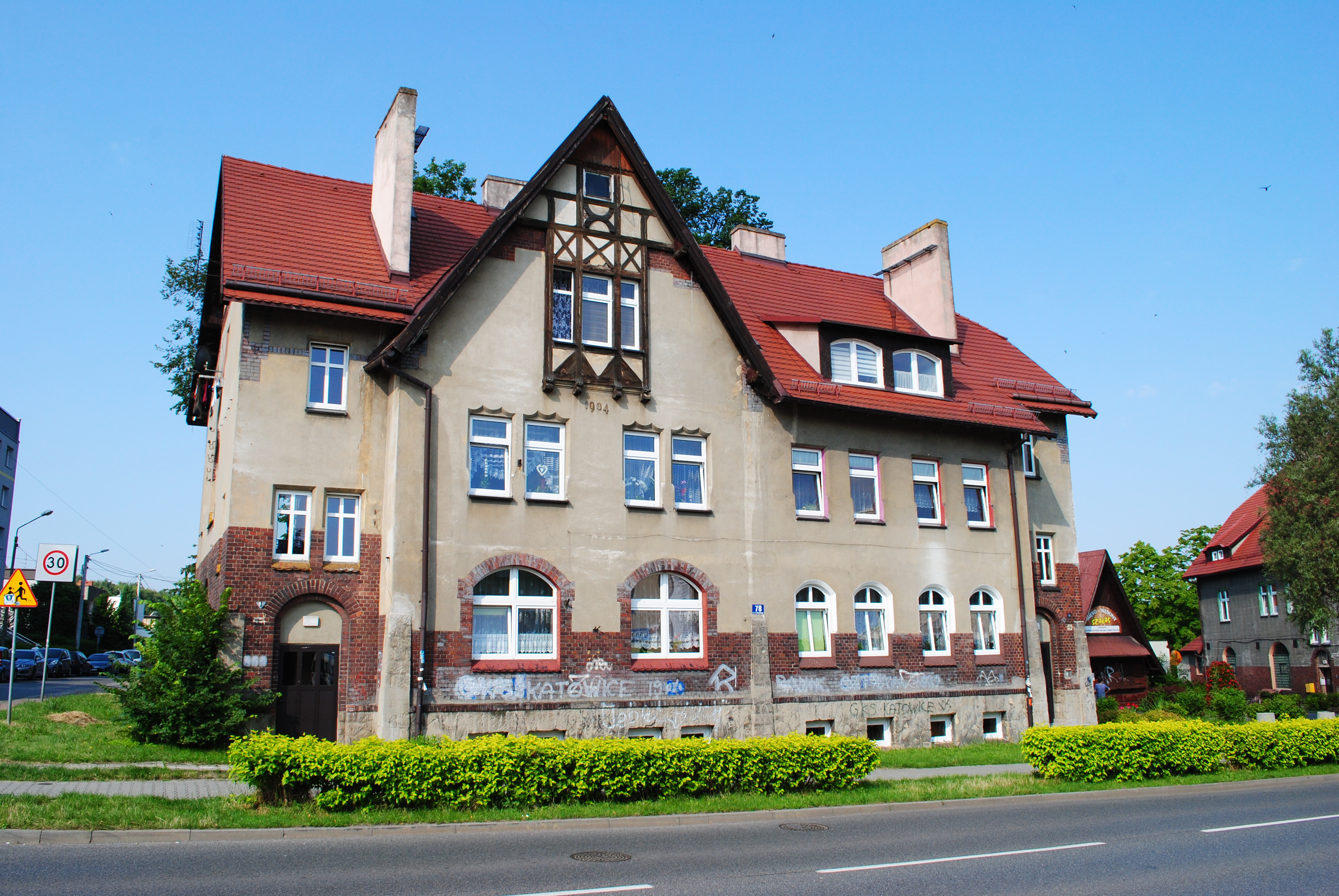
Willa z 1904 roku przy ulicy T. Boya-Żeleńskiego 78

Pomiędzy 1901 a 1905 rokiem powstał trójkondygnacyjny budynek przy ulicy Szarych Szeregów 42, w którym w latach 1967–1975 znajdował się Urząd Miasta w Kostuchnie. Gmach ten wzniesiono w stylu historyzującym. Obok zaś, w budynku pod numerem 42a zachowała się historyczna sala redutowa.
W latach 1922–1945 następowała ekspansja osadnictwa wiejskiego na zewnątrz istniejących wsi. Powstawała zwarta zabudowa pomiędzy Kostuchną a Podlesiem w rejonie ulic Armii Krajowej i Sołtysiej, a także stopniowo wkraczała także zabudowa rozproszona pomiędzy Piotrowicami, Zarzeczem, Podlesiem a Kostuchną.
W latach 1945–1989, a także w późniejszym okresie następowała dalsza ekspansja osadnictwa pomiędzy Kostuchną, Podlesiem a Zarzeczem. Trwały również procesy zagęszczenia zabudowy tych trzech dzielnic. W czasach polski Ludowej – dwukrotnie wzrosła liczba budynków mieszkalnych w Kostuchnie. W 1945 było ich 300, a w 1970 roku było ich 581, z czego. 509 było własnością prywatną. Rozwijało się ponadto budownictwo zakładowe.

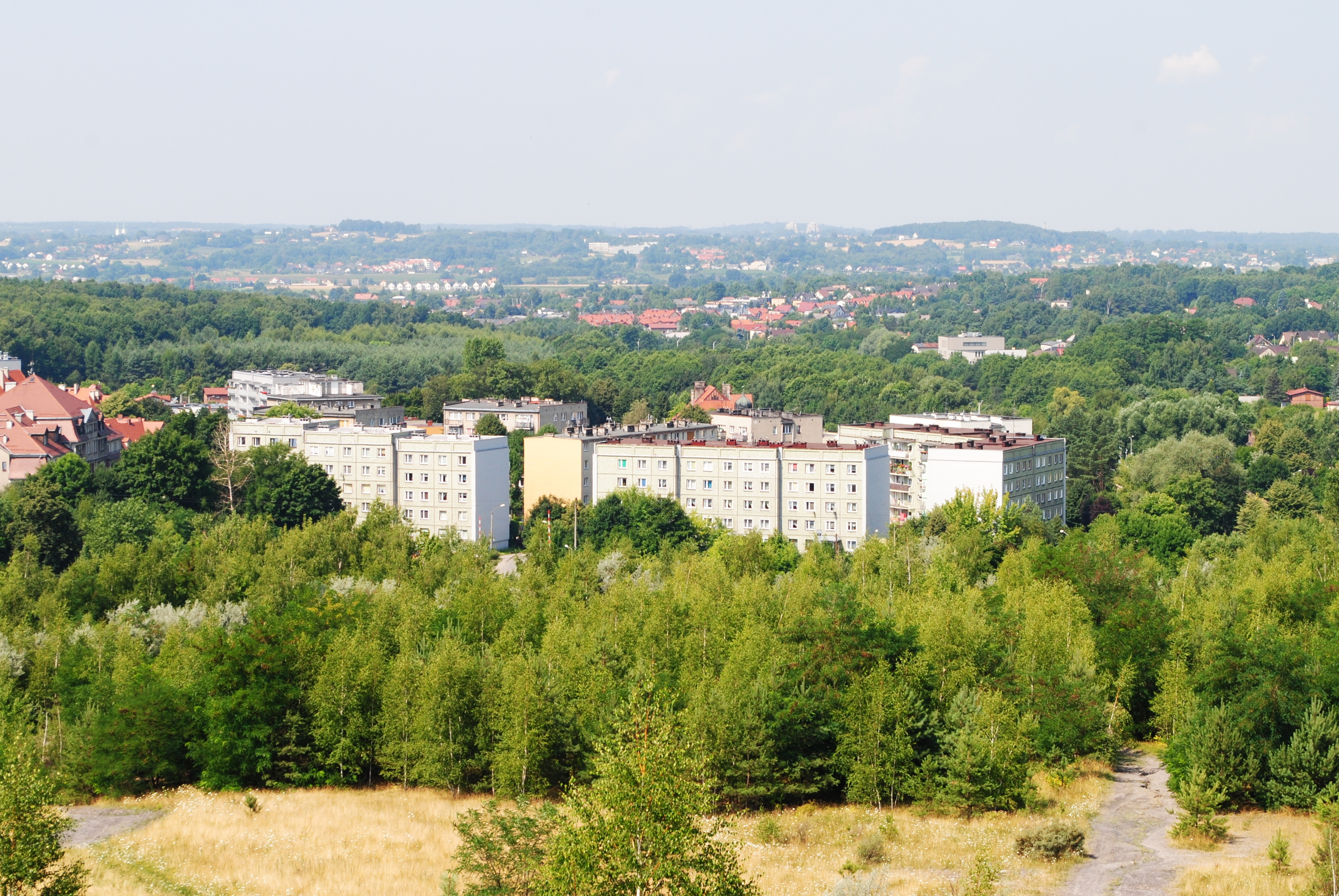
Bloki mieszkalne przy placu J. Filaka z lat 70. XX wieku

W latach 1945–1949 na terenie Kostuchny przy ulicy Armii Krajowej, pomiędzy piotrowickim cmentarzem a skrzyżowaniem z ulicą Szarych Szeregów zbudowano kolonię domów robotniczych – tzw. fińskich domków. Wybudowano łącznie 49 budynków, które w 1952 roku nazwano osiedlem „Kostuchna”. Osiedle fińskich domków w Kostuchnie jest jedynym, które się zachowało spośród osiedli wybudowanych na terenie współczesnych Katowic (tego typu osiedla powstały też w Bogucicach, Brynowie, Załęskiej Hałdzie, Klimzowcu i Dębie).
W latach 50. i 80. XX wieku tereny Bożych Darów zostały zabudowane nowymi kilkupiętrowymi blokami mieszkaniowymi, co zmniejszyło obszar terenów zielonych w kolonii. W latach 70. XX wieku zaś wyburzono znaczną część domów po północnej stronie dzisiejszej ulicy T. Boya-Żeleńskiego oraz w rejonie placu J. Filaka. Zasypano także miejsce po dawnym stawie na placu, a w miejsce wyburzonych budynków powstały nowe, pięciokondygnacyjne bloki mieszkalne, a także dogęszczono istniejącą zabudowę.
Pozwolenie na budowę kościoła Trójcy Przenajświętszej wydano w 1987 roku, a na budowę świątyni wyznaczono tereny przy ulicy Migdałowców, za budynkiem starego kościoła i parafii. Świątynię zaprojektował Marek Purszke, a wnętrza Zygmunt Brachmański i Michał Kuczmiński. Kościół w 1995 roku konsekrował abp Damian Zimoń. Obok kościoła w latach 1995–1999 wzniesiono budynek parafialny.
Po 1989 roku w architekturze i urbanistyce wszystkich południowych dzielnic Katowic zaznacza się trend budowy nowej zabudowy mieszkaniowej, głównie domów jednorodzinnych i szeregowych oraz osiedli mieszanych. Powstaje tutaj najwięcej deweloperskich osiedli mieszankowych w Katowicach. Nowa zabudowa harmonizuje z dotychczasową zabudową dzielnicy zwłaszcza pod względem wysokości zabudowy. Wraz z rozwojem osadnictwa w południowych dzielnicach Katowic widoczny jest także niedorozwój dróg w stosunku do rozwijającego się tutaj budownictwa mieszkaniowego. Dodatkowo lokalizacja wielu osiedli na południu, na niezagospodarowanych dotychczas terenach wymusza stawianie tutaj obiektów usługowo-handlowych, kulturalnych i rozrywkowych.

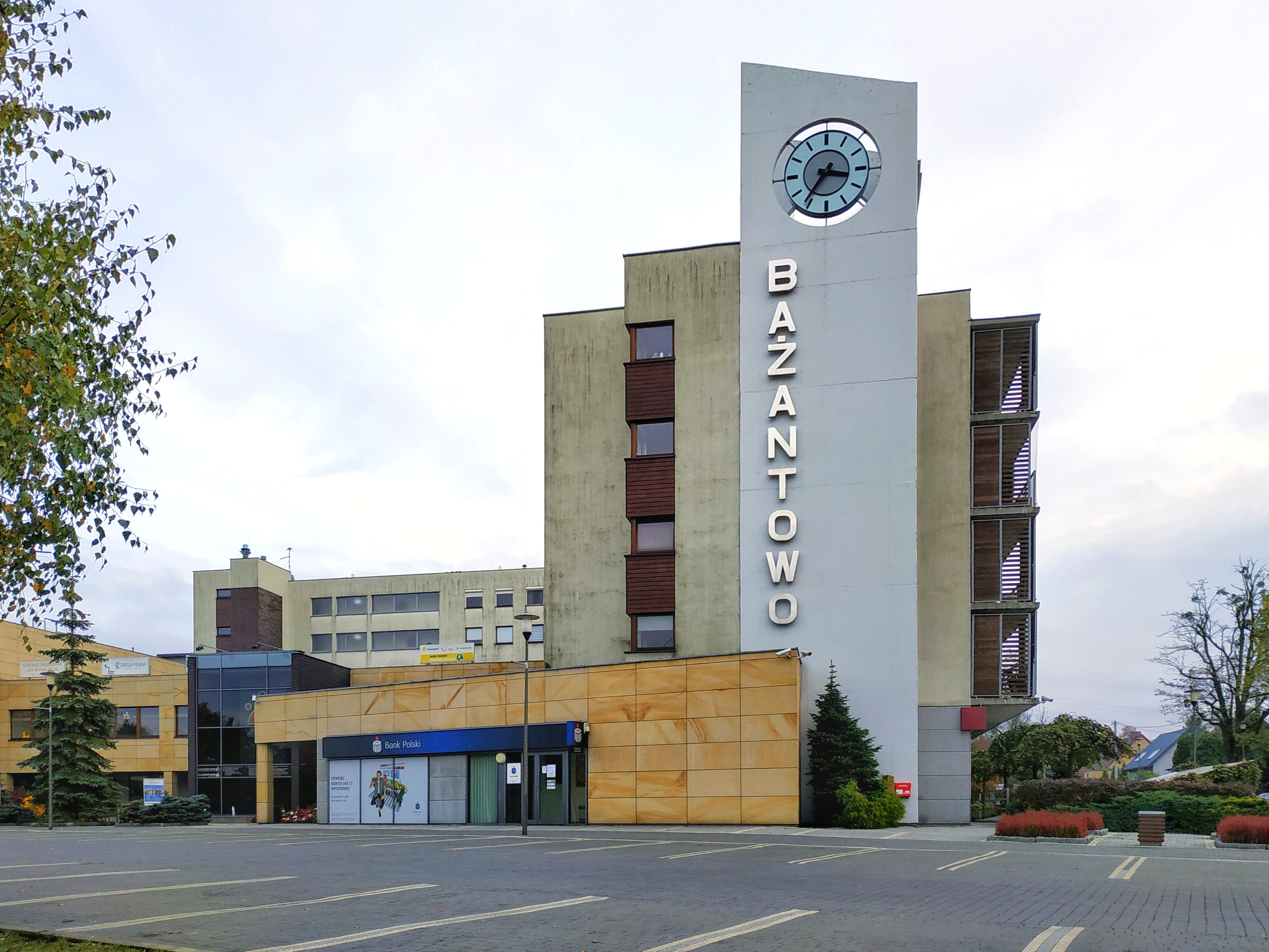
Fragment osiedla Bażantowo (ul. Bażantów)

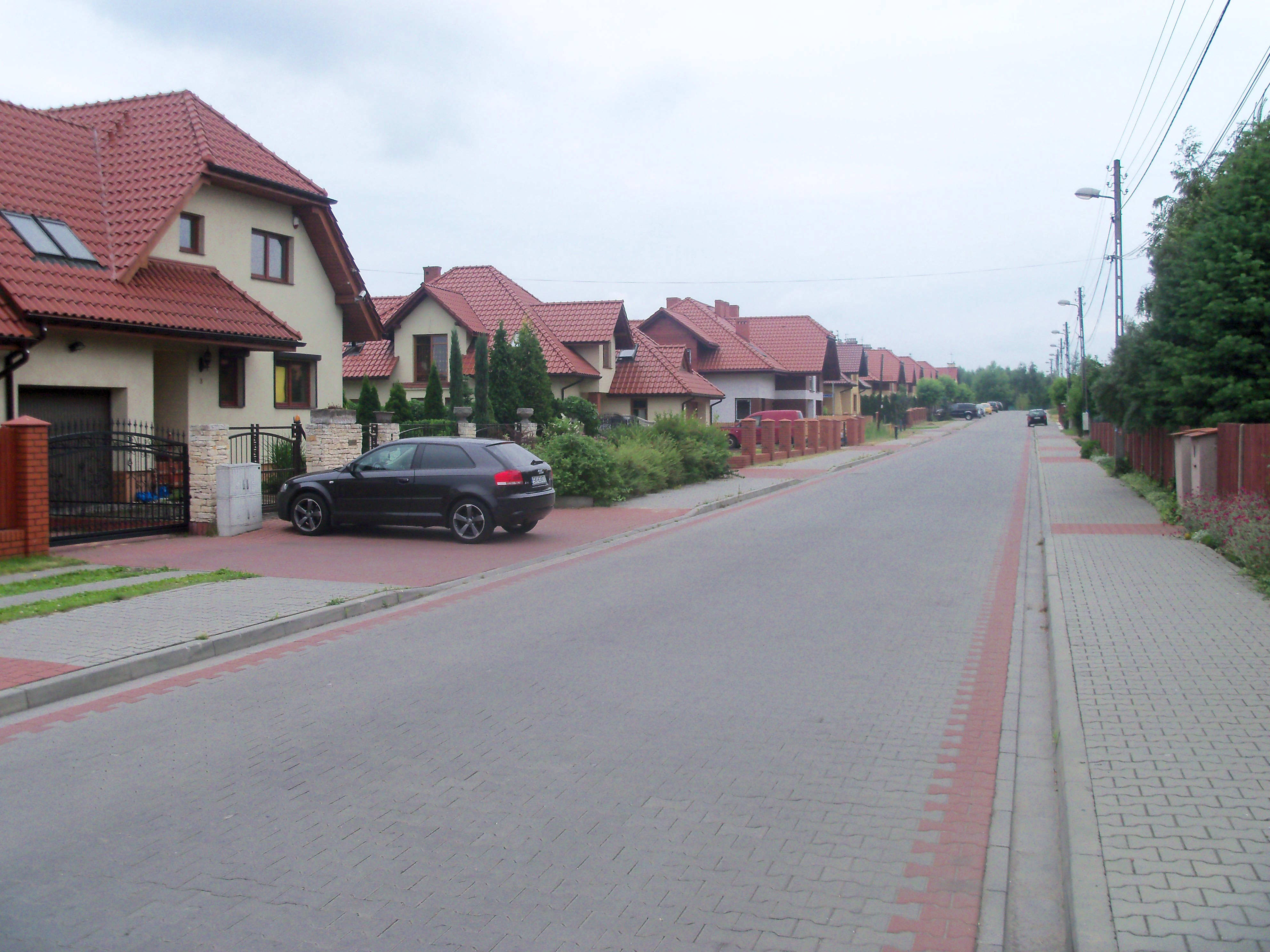
Osiedle domów jednorodzinnych przy ulicy Sezamkowej

W latach 1989–2011 w granicach dzielnicy Kostuchna powstały m.in. następujące inwestycje mieszkaniowe:
- Osiedle Bażantowo (ul. Hierowskiego i Bażantów) – rozległy kompleks mieszkalny typu „miasto w mieście”, składający się z różnorodnej zabudowy jedno- i wielorodzinnej; posiada szkołę, przedszkole, centrum handlowe i ośrodek sportowo-rekreacyjny; jest to osiedle zamknięte; inwestorem osiedla była firma Millenium Inwestycje[193]; budowę osiedla rozpoczęto w 1999 roku
- Mała Skandynawia (ul. Armii Krajowej i Czeremchowa) – kompleks 3 budynków wielorodzinnych o wysokim standardzie; inwestorem osiedla była spółka Murapol[193],
- Miłe Zacisze (ul. Tunelowa) – zespół 61 budynków mieszkalnych jednorodzinnych w zabudowie szeregowej i 38 segmentów mieszkalnych wielorodzinnych (łącznie 342 mieszkania); inwestor: Inwest PA[194],
- Ul. Głogowa – zespół 6 domów jednorodzinnych w zabudowie szeregowej; inwestor: Dombud[194],
- Ul. Leszczynowa – zespół 4 budynków ośmiorodzinnych 3-kondygnacyjnych i 24 jednorodzinnych w zabudowie bliźniaczej; inwestor: Dombud[194],
- Osiedle Bukszpanowe (ul. Bukszpanowa) – osiedle zamknięte, składające się z 19 domów jednorodzinnych; inwestor: Group_A Architects[194],
- Ul. Matki Teresy z Kalkuty – zespół 6 szeregowych domów jednorodzinnych; inwestor: Prym[195],
- Ul. Armii Krajowej i Szarych Szeregów – dwa zespoły zabudowy; 5 budynków wielorodzinnych (łącznie 100 mieszkań) i lokal usługowy oraz 7 budynków wielorodzinnych i 14 domów jednorodzinnych w zabudowie szeregowej; inwestor: Spółdzielnia Mieszkaniowa „Piast” w Katowicach[195],
- Ul. Szarych Szeregów i Bazyliowa – osiedle zamknięte, składające się z 60 domów jednorodzinnych w zabudowie szeregowej i bliźniaczej; inwestor: Dombud[195],
- Ul. Sezamkowa – zespół 8 domów jednorodzinnych w zabudowie bliźniaczej; inwestor: Dombud[195],
- Osiedle Sezamkowe (ul. Sezamkowa) – zespół 6 domów jednorodzinnych; inwestor: Olimp Developer[195],
- Osiedle przy Źródełku (ul. Smugowa) – zespół 20 domów jednorodzinnych szeregowych; inwestor: Hadex Development[195],
- Osiedle Kameralne (ul. Smugowa i J. Wantuły) – osiedle zamknięte, składające się z 7 domów jednorodzinnych szeregowych oraz 2 domów czterorodzinnych[195],
- Ul. Smugowa – osiedle zamknięte, składające się z 29 domów jednorodzinnych[196],
- Villa Park (ul. Tymiankowa) – osiedle zamknięte, składające się z 24 wolnostojących domów jednorodzinnych; inwestor: PB Feniks[196].

W 2008 roku rozpoczęła się budowa położonego przy ulicy Bukszpanowej kościoła Matki Bożej Fatimskiej, a jego projektantem był Dieter Paleta. Na cały kompleks sakralny składają się: kaplica, kościół, dzwonnica, parking i otaczający świątynię teren. Kościół zaprojektowano jaki wieloprzestrzenną nawę pod skośnym dachem.

### Zabytki i obiekty historyczne

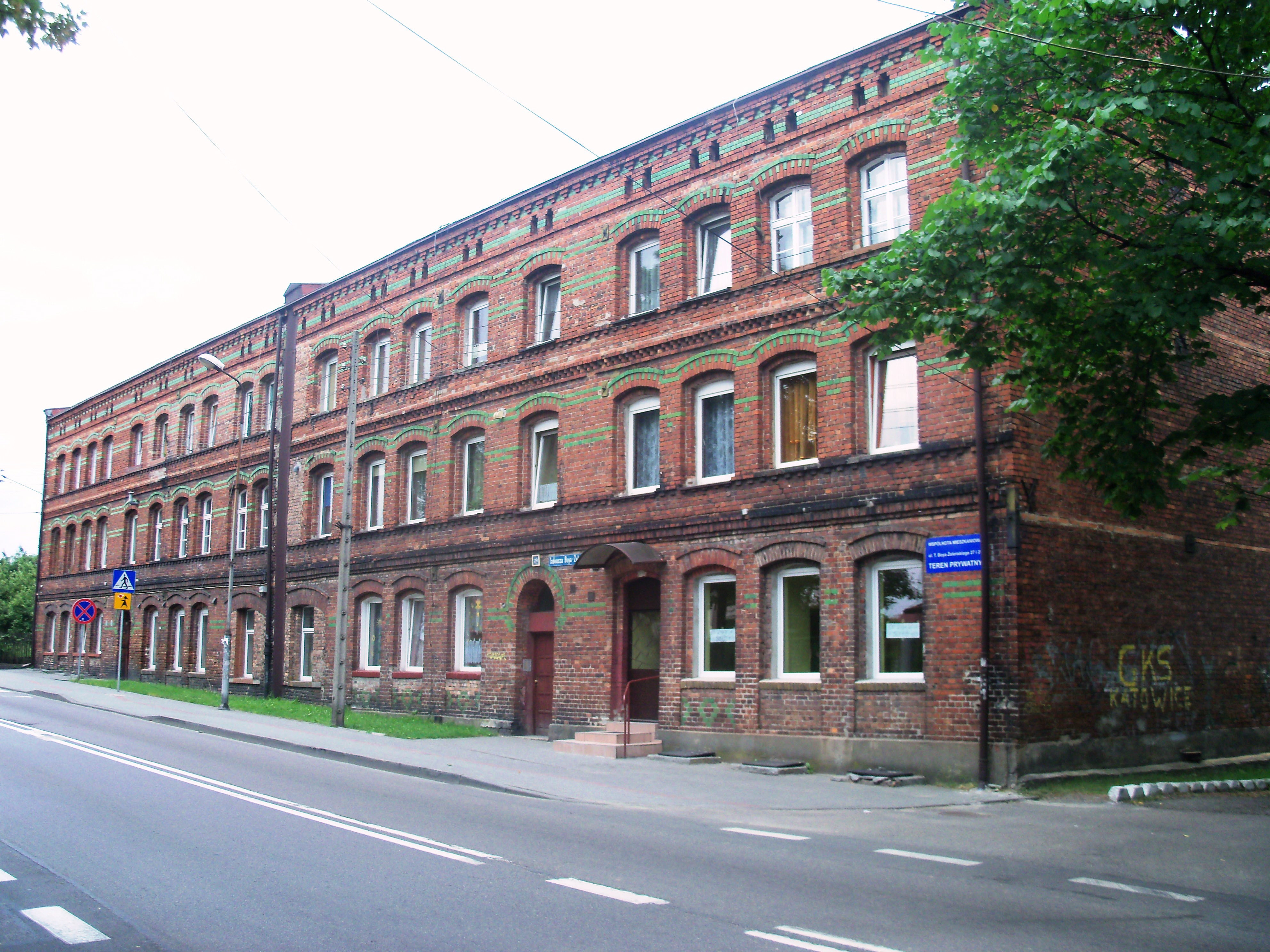
Familoki przy ulicy T. Boya-Żeleńskiego 27/29, wybudowane na początku XX wieku

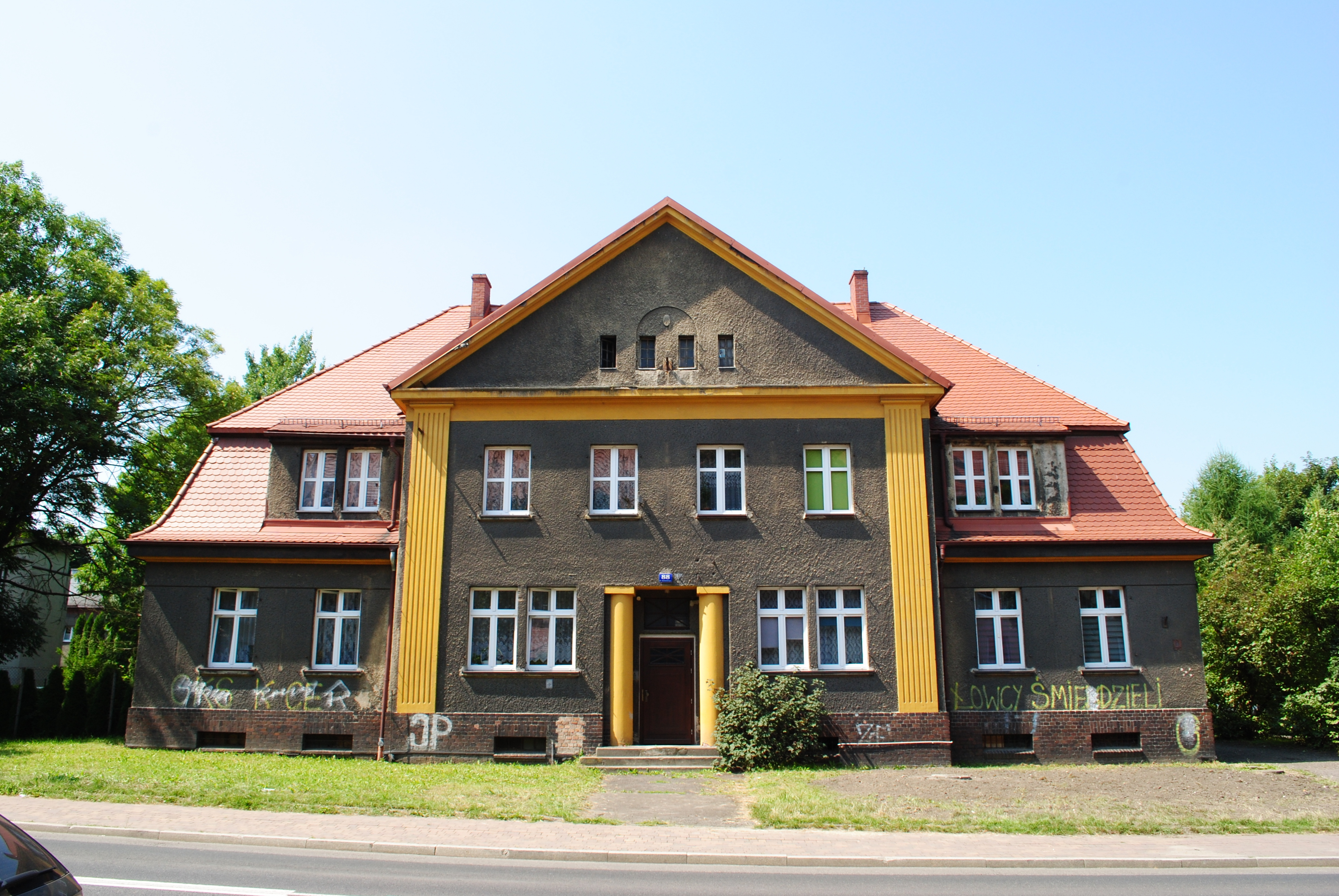
Jeden z zabytkowych domów kolonii Boże Dary (ul. T. Boya-Żeleńskiego 88) z około 1910 roku

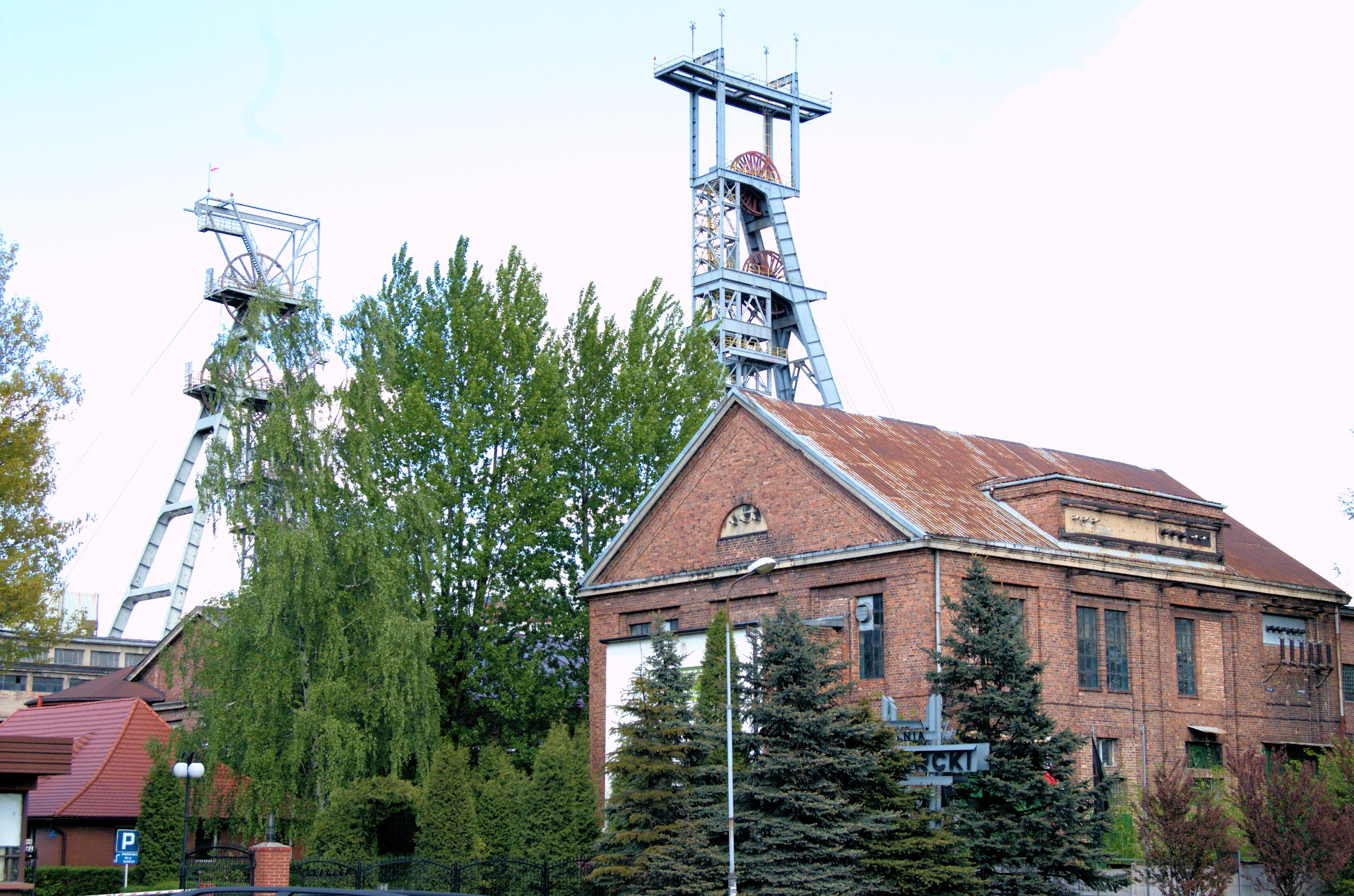
Część historycznej zabudowy dawnej KWK „Murcki” – rejon „Boże Dary” (ul. T. Boya-Żeleńskiego)

Na obszarze Kostuchny znajdują się następujące obiekty objęte ochroną na podstawie ustaleń miejscowych planów zagospodarowania przestrzennego:
- Budka dróżnika (ul. T. Boya-Żeleńskiego 73) powstała po 1901 roku[198],
- Budynek administracyjno-mieszkalny zespołu fabryki chloru (ul. T. Boya-Żeleńskiego 108 i 110) z około 1915 roku[198][199],
- Budynek dawnej szkoły ludowej (ul. K. Lepszego 2) z lat 1912–1914 i rozbudowany w 1939 roku[199],
- Budynek przedszkola (ul. T. Boya-Żeleńskiego 30) wzniesiony przed 1930 rokiem[198],
- Budynki byłych zakładów „POLAM” (ul. Boya-Żeleńskiego): hala, budynki biurowe[198],
- Dom – szyb wentylacyjny (ul. Armii Krajowej 309) wybudowany przed 1939 rokiem[198],
- Dom noclegowy (ul. T. Boya-Żeleńskiego 83) z 1909 roku[198],
- Domy (ul. Armii Krajowej 356; T. Boya-Żeleńskiego 5, 21, 22, 35, 36, 37, 57, 61, 63, 64[198] i 112; Czarnuszki 4a, 7 i 8; J.N. Jaronia 2, 8 i 10; J. Kściuczyka 2 i 4; Maków 4; W. Ogrodzińskiego 3, 3a i 9; Pierwiosnków 22 i 28; Sołtysia 118 i 134; Szarych Szeregów 40, 42, 44, 54, 66a; 73, 82, 92 i 97[199]),
- Domy i wille osiedla kopalni „Böer” (ul. T. Boya-Żeleńskiego 76, 68, 82, 84, 86 i 88[198]; J. Kściuczyka 6 i 8; K. Lepszego 1[199]),
- Familoki (ul. Boya-Żeleńskiego 27/29[198]; Szarych Szeregów 75[199]),
- Figura św. Jana Nepomucena (ul. T. Boya-Żeleńskiego 16) z 1892 roku[198],
- Figura przydrożna – kapliczka szafkowa na słupie drewnianym (ul. T. Boya-Żeleńskiego 80) z 1914 roku[198],
- Figurka przydrożna (ul. Szarych Szeregów 13) z 1932 roku[199],
- Kamienica (ul. T. Boya-Żeleńskiego 85)[198],
- Krzyż misyjny (ul. T. Boya-Żeleńskiego 80) z 1926 roku[198]
- Obiekt związany z dawnym tartakiem kopalni „Murcki” (ul. J. Chęcińskiego)[199],
- Sala redutowa (ul. Szarych Szeregów 42a) wzniesiona po 1901 roku[199],
- Wille (ul. Szarych Szeregów 70 i 72)[199],
- Zabudowa dawnej KWK „Murcki” – rejon „Boże Dary” (ul. T. Boya-Żeleńskiego): budynek biurowy i cechowni, budynek dawnej kotłowni, budynek rozdzielni, biura i warsztaty szybowe, budynek dawnej łaźni, budynek związków zawodowych[198],
- Zespół hal produkcyjnych zakładów „REMAG” (ul. T. Boya-Żeleńskiego) z 1916 roku[198],
- Zespół leśniczówki (ul. Boya-Żeleńskiego 38 i 40) z 1914 roku – dwa identyczne domy[198].

Na terenie Kostuchny występują następujące strefy ochrony konserwatorskiej bądź obszary postulowane do ochrony:
- Zespół budynków mieszkalnych i usługowych kopalni „Boże Dary” (kolonia Boże Dary) z początku XX wieku[200].

### Pomniki i tablice pamiątkowe
- Dwa przydrożne krzyże (rogi ul. Armii Krajowej i Szarych Szeregów oraz ul. Armii Krajowej i Migdałowców), kolejno z 1946 i 1919 roku[201],
- Grób zbiorowy wojenny nieznanych uczestników II powstania śląskiego oraz poległych w obozach koncentracyjnych w czasie II wojny światowej (cmentarz parafialny przy ul. Migdałowców)[202],
- Kopiec z kamieni z tablicą upamiętniający miejsce, z którego wyruszyli do boju w dniu 2 maja 1921 roku żołnierze 2 Kompanii 2 Batalionu 2 Pułku Pszczyńskiego Powstańców Śląskich (skwer 2 Pułku Pszczyńskiego)[202],
- Krzyż misyjny (ul. T. Boya-Żeleńskiego 80) z 1926 roku; obok niego zachowała się kapliczka szafkowa z wizerunkiem Jezusa Chrystusa[104]
- Pomnik bł. o. Stanisława Kubisty (skwer bł. S. Kubisty) z 2000 roku autorstwa Mirosława Kicińskiego[104],
- Pomnik Powstańców Śląskich (skwer bł. S. Kubisty) odsłonięty 17 listopada 2002 roku; nawiązuje on do pierwszego pomnika powstańczego istniejącego w Kostuchnie w latach 1922–1939[104],
- Przydrożna figura św. Jana Nepomucena (ul. T. Boya-Żeleńskiego 16) z 1892 roku[104],
- Tablica pamiątkowa i popiersie przedstawiające Tomasza Klenczara – patrona szkoły (ul. T. Boya-Żeleńskiego 96; w holu Zespołu Szkół nr 4 w Katowicach)[104],
- Tablica pamiątkowa poświęcona bł. o. Stanisławowi Kubiście (ul. T. Boya-Żeleńskiego 38), znajdująca się w miejscu jego narodzin[104],
- Tablica upamiętniająca beatyfikację o. Stanisława Kubisty przez papieża Jana Pawła II (kruchta kościoła Trójcy Przenajświętszej) odsłonięta 18 września 1999 roku[104].

| - Kopiec z kamieni z tablicą na skwerze 2 Pułku Pszczyńskiego, upamiętniający miejsce, z którego wyruszyli do boju żołnierze 2 Kompanii 2 Batalionu 2 Pułku Pszczyńskiego - Przydrożna figura św. Jana Nepomucena przy ul. T. Boya-Żeleńskiego 16 z 1892 roku - Krzyż kamienny z 1932 na rogu ul. Szarych Szeregów i ul. F. Zabłockiego - Pomnik bł. o. Stanisława Kubisty na skwerze jego imienia, pochodzący z 2000 roku, autorstwa Mirosława Kicińskiego |

### Zagospodarowanie przestrzenne
Kostuchna jest dzielnicą koncentracji terenów zabudowy mieszkaniowej jednorodzinnej, zaś lasy zajmują około 40% powierzchni dzielnicy.
Udział powierzchni zabudowanej w powierzchni terenów (działek) dzielnicy Kostuchna w 2007 roku wynosił 19%, wskaźnik intensywności zabudowy netto był na poziomie 0,34, zaś średnia liczba kondygnacji wynosiła wówczas 1,79. Dla samej kolonii Boże Dary te trzy czynniki wynosiły wówczas odpowiednio: 23%, 0,81 i 3,52.
W Studium uwarunkowań i kierunków zagospodarowania przestrzennego miasta Katowice miasto podzielono na jednostki urbanistyczne, w tym jednostkę Kostuchna obejmującą obszar całej dzielnicy. Powierzchnia jednostki wynosi 825,66 ha i pod względem stanu faktycznego struktury użytkowania terenu w 2008 roku przeważały tereny zabudowy mieszkaniowej jednorodzinnej (100,45 ha), tereny produkcyjno-usługowe (50,84 ha), wolne tereny budowlane (139,48 ha) i lasy (340,95 ha). Najmniej było zaś terenów infrastruktury technicznej (5,72 ha), terenów zieleni urządzonej (10,62 ha) i terenów wód (0,41 ha).
W lipcu 2009 roku 41,50% powierzchni jednostki urbanistycznej Kostuchna było objętych miejscowymi planami zagospodarowania przestrzennego.

## Oświata

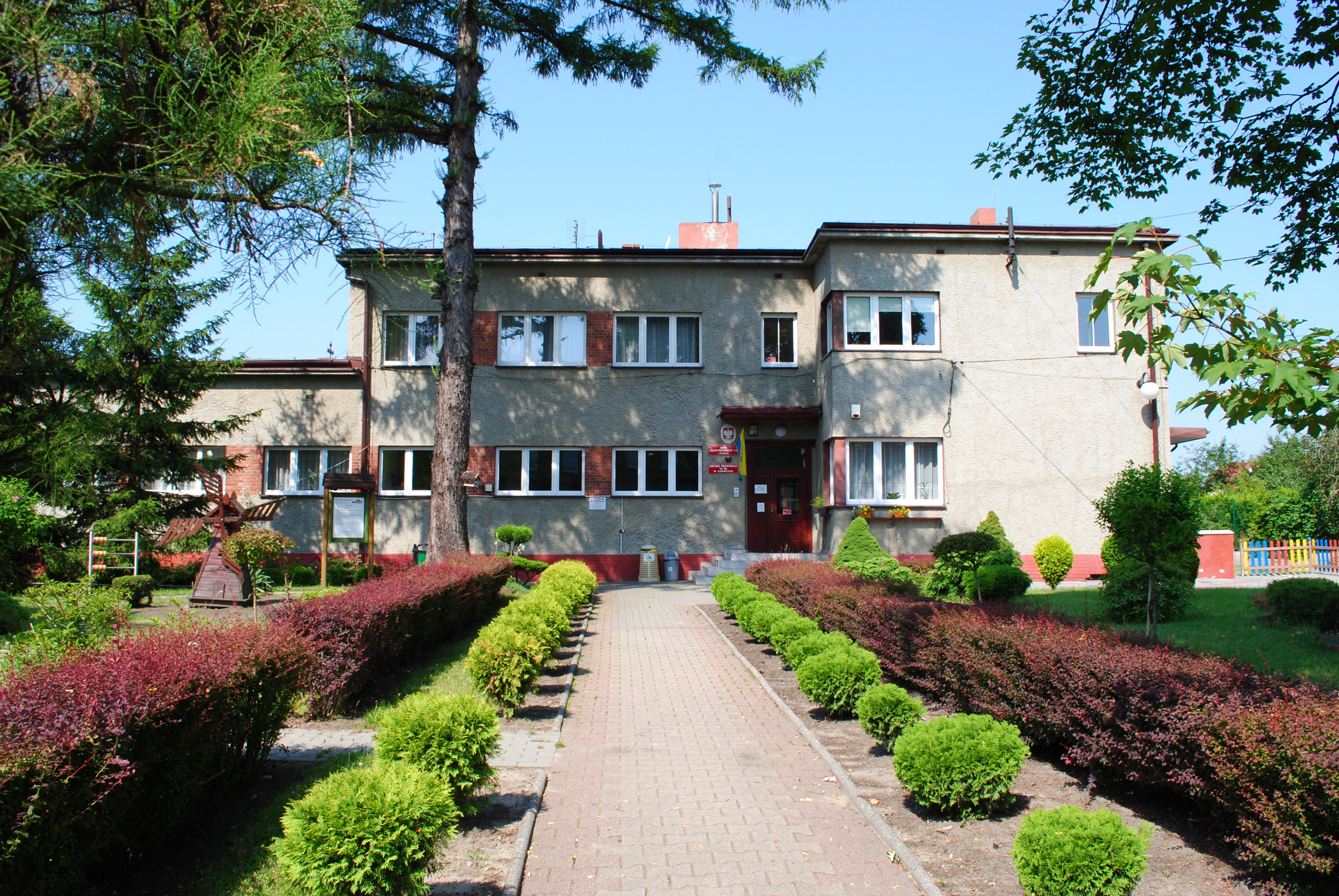
Budynek Miejskiego Przedszkola Nr 42 (ul. T. Boya-Żeleńskiego 30)

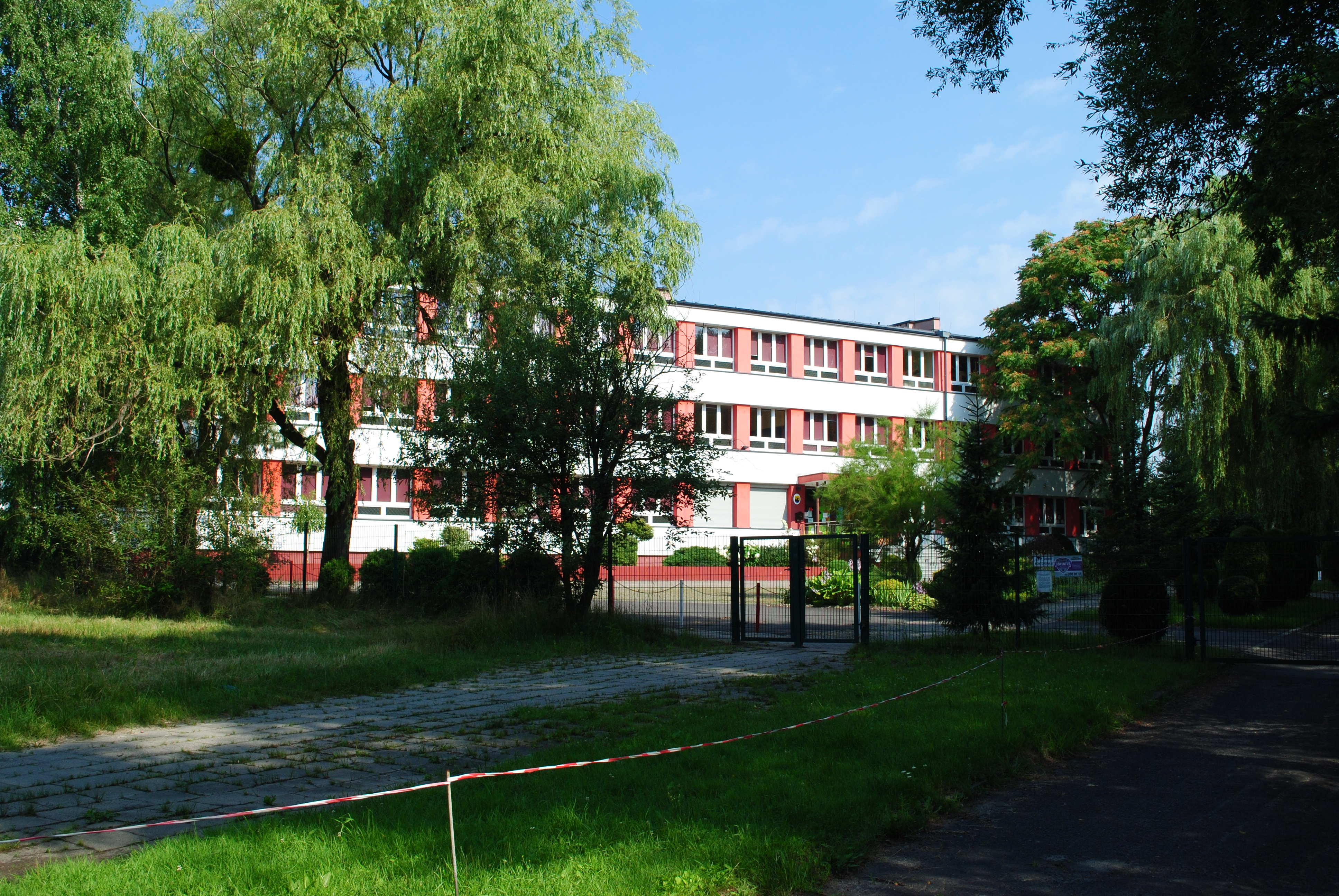
Gmach Szkoły Podstawowej nr 38 Oddziałami Integracyjnymi im. Józefa Nowary (ul. J. Wantuły 11)

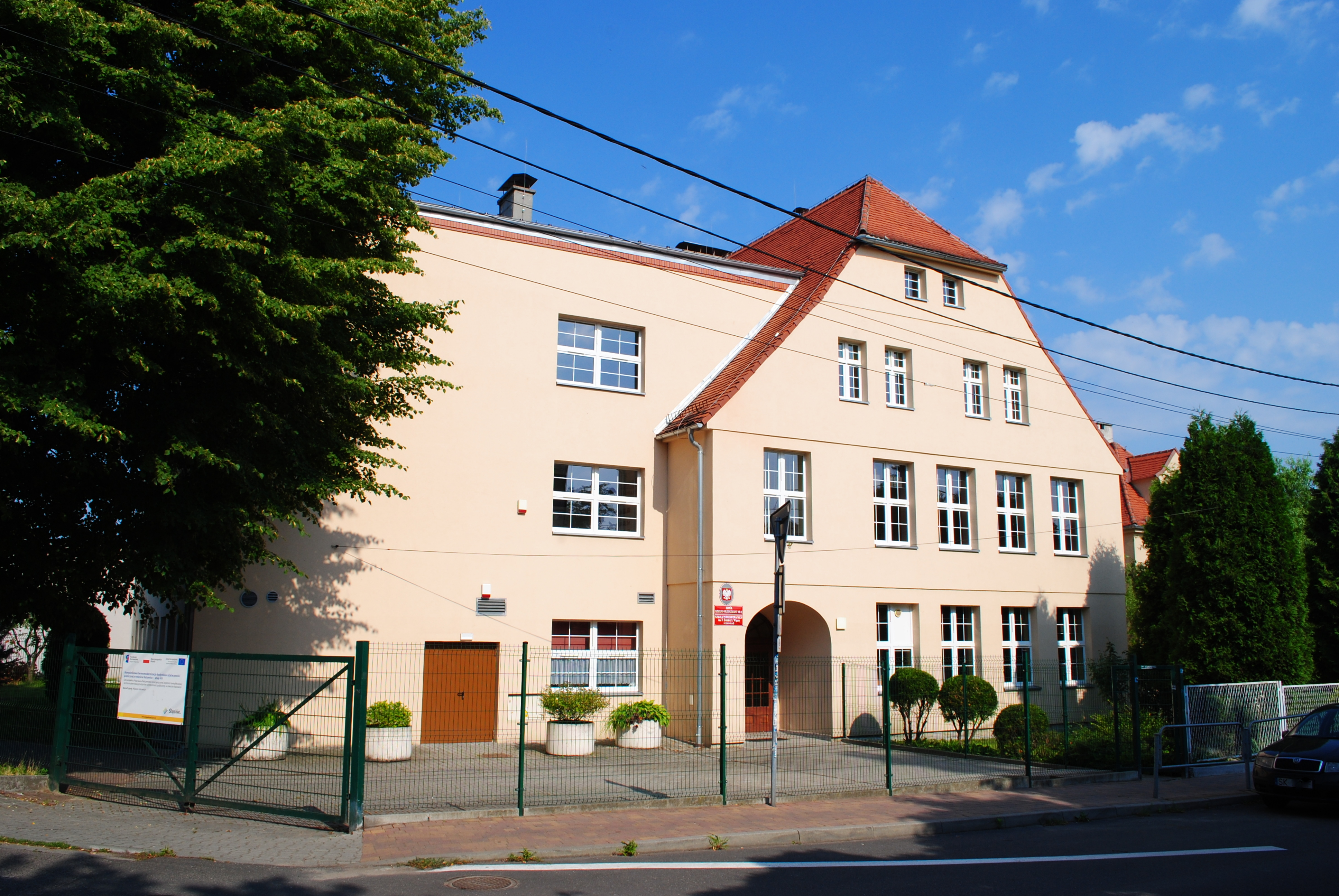
Siedziba Szkoły Podstawowej nr 29 im. Żwirki i Wigury (ul. K. Lepszego 2)

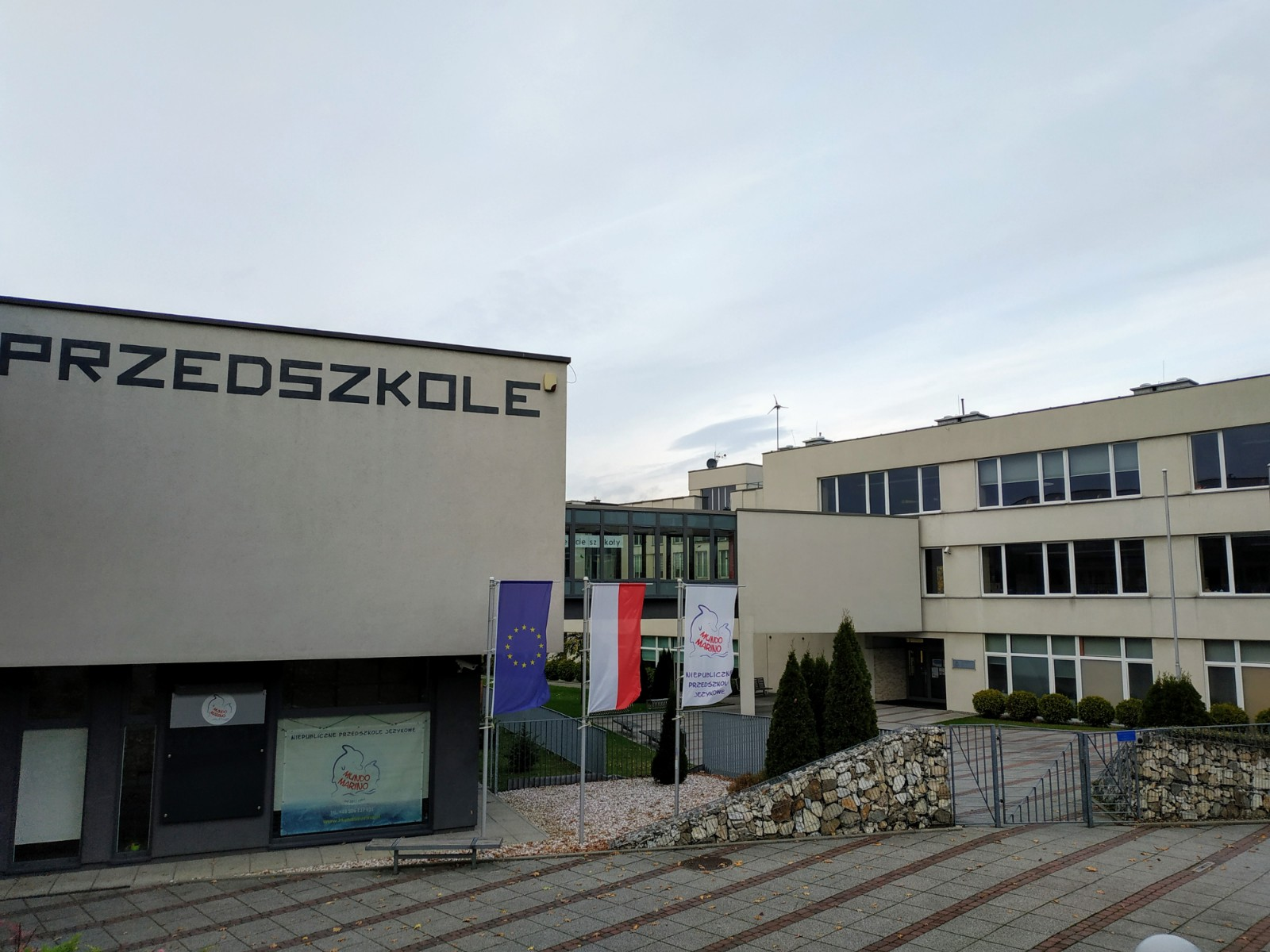
Bud. Niepublicznego Przedszkola Językowe „Mundo Marino” oraz Zespołu Szkół Zakonu Pijarów im. Matki Bożej Królowej Szkół Pobożnych w Katowicach (ul. Pijarska 5 i 7)

Według stanu z końca 2022 roku, na terenie dzielnicy Kostuchna działają następujące placówki oświatowo-wychowawcze:
1. Przedszkola i żłobki:
  - Niepubliczne Jednooddziałowe Przedszkole „Jaś i Małgosia” (ul. Bażantów 53/6)[209],
  - Niepubliczne Przedszkole „Dziecięcy Ogród Możliwości” (ul. Dziewanny 12)[210],
  - Niepubliczne Przedszkole Językowe „Mundo Marino” (ul. Pijarska 5)[211],
  - Niepubliczne Przedszkole „Tęczowa Akademia Brzdąca” (ul. Sołtysia 119)[212],
  - Niepubliczne Przedszkole z oddziałami integracyjnymi „Akademia Wesołego Przedszkolaka” (ul. Armii Krajowej 268)[213],
  - Niepubliczny Żłobek „Empatia” (ul. J.N. Jaronia 2)[214],
  - Niepubliczny Żłobek „Gwiazdolandia”. Oddział 1 (ul. K. Stabika 34)[215],
  - Niepubliczny Żłobek Integracyjny „Przyjazny Zakątek” (ul. Szarych Szeregów 28)[216],
  - Niepubliczny Żłobek i Przedszkole „U Cioci Poli” (ul. Bażantów 35)[217],
  - Żłobek Miejski w Katowicach. Oddział Żłobka Miejskiego (ul. T. Boya-Żeleńskiego 30a)[218],
2. Zespoły szkół:
  - Zespół Szkolno-Przedszkolny nr 10 w Katowicach:
    - Miejskie Przedszkole nr 41 z Oddziałami Integracyjnymi w Katowicach (ul. J. Koraszewskiego 6)[219],
    - Szkoła Podstawowa nr 29 im. Żwirki i Wigury w Katowicach (ul. K. Lepszego 2)[220],

  - Zespół Szkolno-Przedszkolny nr 11 w Katowicach:
    - Miejskie Przedszkole Nr 42 w Katowicach (ul. T. Boya-Żeleńskiego 30)[221],
    - Szkoła Podstawowa Nr 38 z Oddziałami Integracyjnymi im. Józefa Nowary w Katowicach (ul. J. Wantuły 11)[222],

  - Zespół Szkół Zakonu Pijarów im. Matki Bożej Królowej Szkół Pobożnych w Katowicach (ul. Pijarska 7)[223],
3. Szkoły średnie:
  - Technikum Nr 15 im. Tomasza Klenczara w Katowicach (ul. T. Boya-Żeleńskiego 96)[224].

Początki nauczania szkolnego w Kostuchnie sięgają końca XIX wieku. Wówczas to w 1895 roku w rejonie dzisiejszej ulicy Szarych Szeregów 37 powstała szkoła, zaś sam gmach szkoły otwarto rok później, 2 stycznia 1896 roku. Znajdowały się w niej cztery sale lekcyjne oraz skrzydło mieszkalne. Pierwszym nauczycielem został Robert Glombitza, a naukę wówczas rozpoczęło 126 dzieci. Placówka ta funkcjonowała później jako Szkoła Podstawowa nr w 2 Kostuchnie, zaś po włączeniu do Katowic przemianowano ją na Szkołę Podstawową nr 38 w Katowicach. W latach 70. XX wieku budynek szkoły okazał się za mały, więc przystąpiono do budowy nowej placówki, którą otwarto 1 września 1981 roku przy ulicy J. Wantuły 11. Stary gmach szkolny wyburzono w latach 90. XX wieku. Szkołę Podstawową nr 38 w Katowicach w ramach reformy oświatowej z 1999 roku przekształcono w Gimnazjum nr 18 w Katowicach, zaś we wrześniu 2017 roku stała się Szkołą Podstawową nr 38 z Oddziałami Integracyjnymi im. Józefa Nowary w Katowicach. Szkołę tę połączono z Miejskim Przedszkolem nr 42 w Katowicach, powołując Zespół Szkolno-Przedszkolny nr 11 w Katowicach.
Na terenie kolonii Boże Dary, w czasie I wojny światowej na gruntach podarowanych przez księcia pszczyńskiego, przy obecnej ulicy K. Lepszego 2 powstał budynek szkoły. Został on oddany do użytku 1 maja 1916 roku. W 1930 roku rozbudowano go o pięć sal lekcyjnych, salę gimnastyczną i pomieszczenia przedszkolne. W dniu 17 września 1932 roku szkole nadano imię Franciszka Żwirki i Stanisława Wigury. W 2003 roku szkołę ponownie rozbudowano – powstało nowe skrzydło z sala lekcyjną, szatniami i pomieszczeniami gospodarczymi.
W latach międzywojennych na trzy szkoły istniejące w tym czasie w Kostuchnie jedna była placówką mniejszościową dla uczniów niemieckojęzycznych. Mniejszościową szkołę z nauczaniem w języku niemieckim zainaugurowano w Kostuchnie 1 października 1925 roku, a naukę w nowej placówce rozpoczęło 58 uczniów. Szkoła ta początkowo mieściła się przy szkole na terenie kolonii Börea (Boże Dary), a osobne pomieszczenia otrzymała ona w 1929 roku. Nowy budynek mniejszościowej szkoły w Kostuchnie przy obecnej ulicy T. Boya-Żeleńskiego 30 otwarto 31 sierpnia 1934 roku. Powstała ona z inicjatywy Związku Niemieckiego, a jej kierownikiem został Longinus Placzen. Po II wojnie światowej, w 1945 roku budynek szkolny zaadaptowano na przedszkole. Obecnie jest on siedzibą miejskiego Przedszkola nr 42 w Katowicach.
Dnia 2 października 1933 rok w kolonii Börea w Kostuchnie otwarto ochronkę dla 57 dzieci. Ochronkę przy szkole na Górce otwarto 1 maja 1934 roku, a do niej chodziło 37 dzieci.
Wkrótce po II wojnie światowej w Kostuchnie powstały dwie szkoły zawodowe. W dniu 5 września 1945 roku w Kostuchnie w gmachu dawnego domu noclegowego rozpoczęła działalność Szkoła Dokształcająca Zawodowa Przemysłu Węglowego, która działa tutaj do 1947 roku. W latach 1952–1953 przy obecnej ulicy T. Boya-Żeleńskiego 96 wzniesiono socrealistyczny budynek Szkoły Przemysłowej Jaworznicko-Mikołowskiego Zjednoczenia Przemysłu Węglowego. W dniu 11 października 1953 roku szkołę przemianowano na Zasadniczą Szkołę Górniczą Ministerstwa Górnictwa, w 1958 roku na Zasadniczą Szkołę Górniczą KWK „Boże Dary”, a w 1976 roku na Zasadniczą Szkołę Górniczą KWK „Murcki”. W dniu 28 czerwca 1982 roku w budynku szkoły z przekształcenia poprzedniej zainaugurował działalność Zespół Szkół Zawodowych nr 4 Ministerstwa Górnictwa i Energetyki. Szkole tej nadano imię Tomasza Klenczara. W późniejszym Zespole Szkół Nr 4 im. Tomasza Klenczara w Katowicach funkcjonowało XIII Liceum Ogólnokształcące w Katowicach, które zostało zlikwidowane 31 sierpnia 2016 roku.

## Bezpieczeństwo publiczne i socjalne

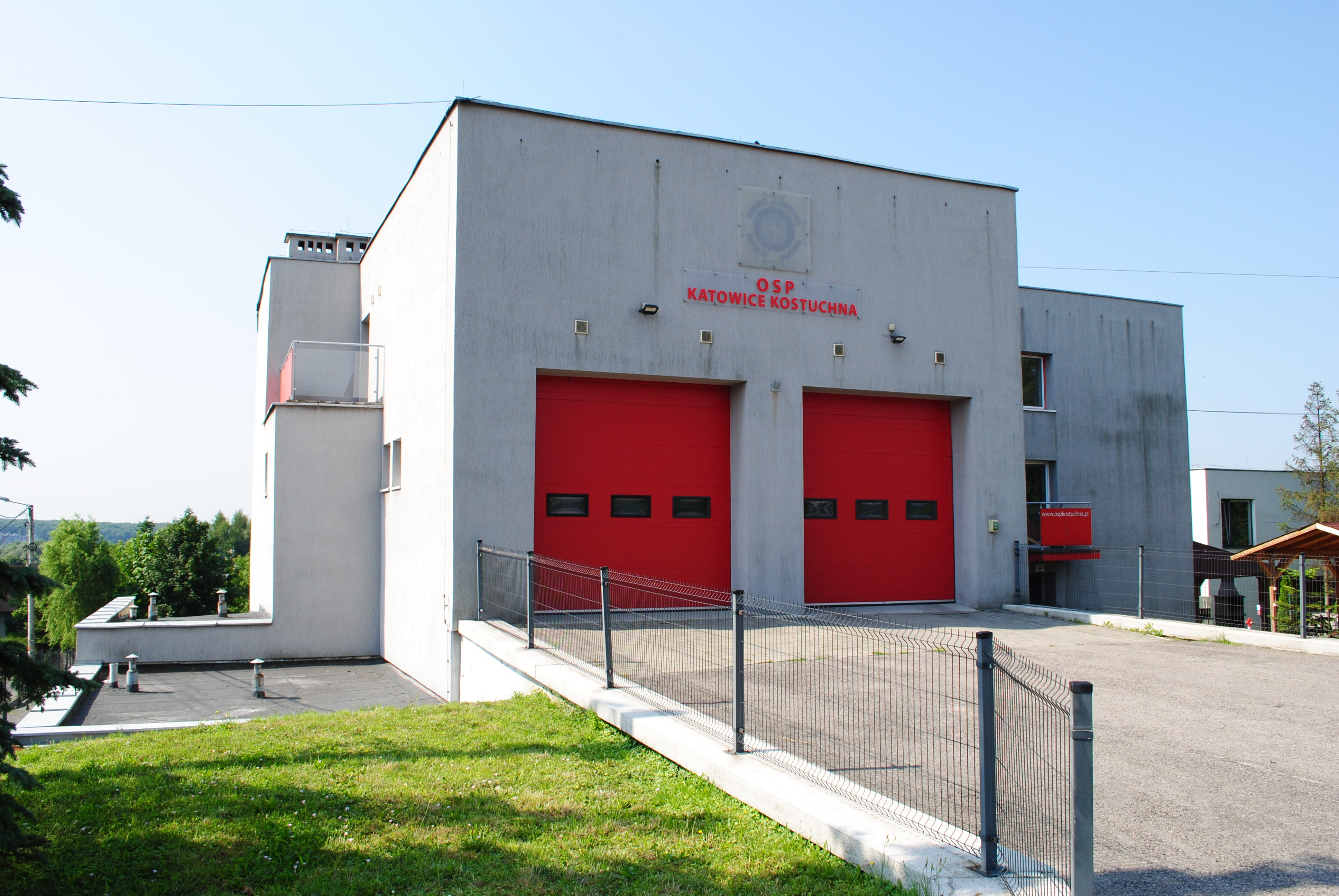
Remiza OSP Kostuchna (ul. Szarych Szeregów 62)

W Kostuchnie nie ma komisariatu Policji, a dzielnica ta jest w zasięgu działania położonego w sąsiednich Piotrowicach-Ochojcu przy ulicy Policyjnej 7 Komisariatu IV Policji w Katowicach. Kostuchna według współczynnika przestępczości w 2007 roku należała do jednych z bezpieczniejszych dzielnic Katowic (20. miejsce na 22 dzielnice Katowic), który w tym czasie wynosił 1,56 przestępstw na 100 mieszkańców dzielnicy (średnia dla całych Katowic w tym czasie to 3,08). Wskaźnik ten był niższy niż w 2004 roku, kiedy to wynosił 1,94 przestępstw na 100 mieszkańców. W 2013 roku w Kostuchnie doszło do 200 przestępstw, co stanowiło wówczas 2,2 tego typu aktów na 100 mieszkańców dzielnicy, a spośród nich doszło do 6 rozbojów i 8 wybryków chuligańskich. W 2011 roku 52,3% ankietowanych mieszkańców dzielnicy zadeklarowało, że czuje się bezpiecznie w swojej okolicy, a 47,8% było przeciwnego zdania.
W 2007 roku w Kostuchnie doszło do 6 wypadków komunikacyjnych.

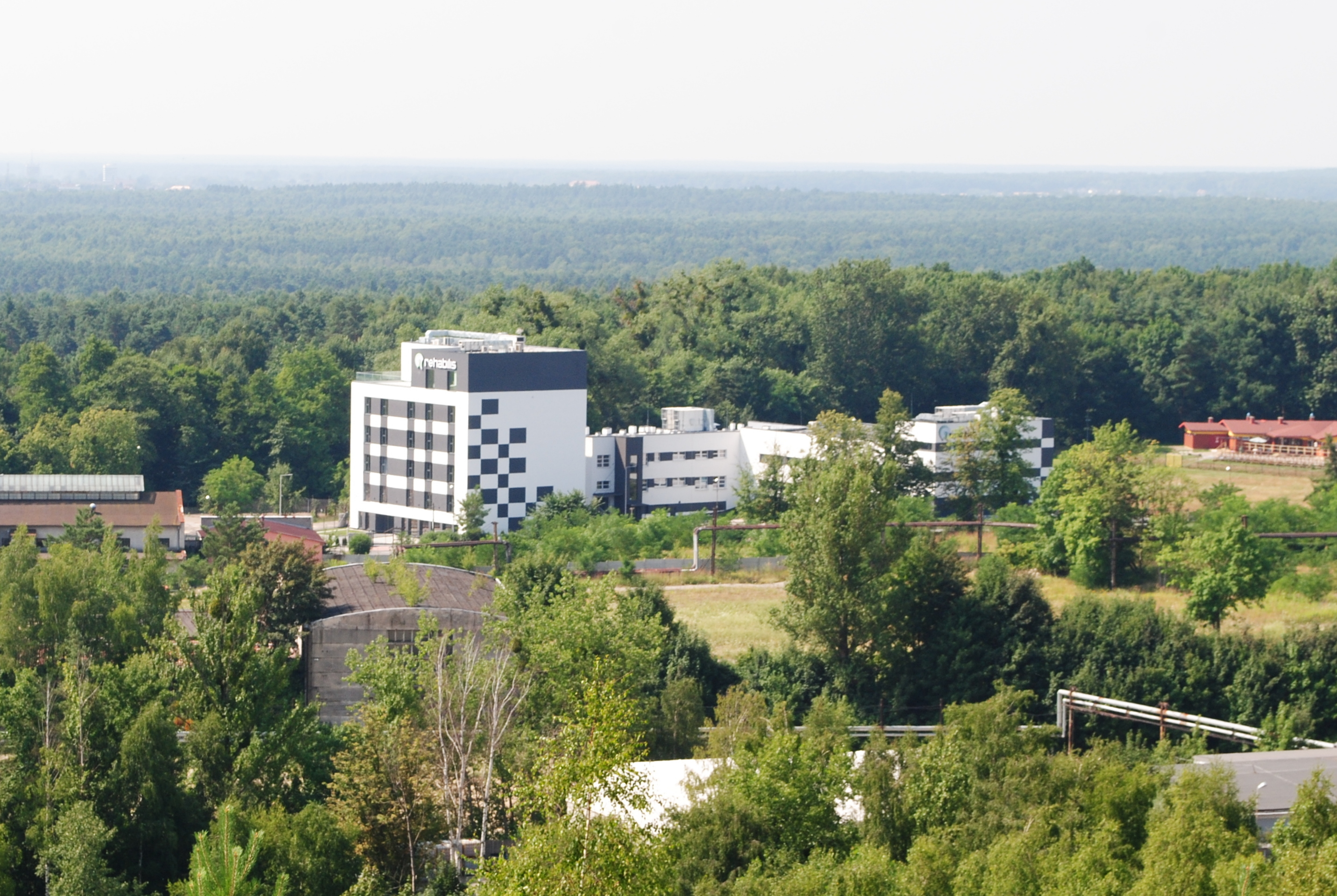
Placówka Centrum Rehabilis przy ulicy T. Boya-Żeleńskiego 100

Przy ulicy Szarych Szeregów 62 znajduje się remiza Ochotniczej Straży Pożarnej Kostuchna. Strażacy z OSP Kostuchna uczestniczyli łącznie w 2021 roku w 182 akcjach, w tym w 31 pożarach. Oddział ochotniczej straży pożarnej został założony w Kostuchnie 17 września 1923 roku, a jego prezesem został kierownik szkoły Walenty Czernek. Na remizę przeznaczono wówczas szopę na placu szkolnym, a Urząd Gminy w Piotrowicach zakupił dla OSP w Kostuchnie wóz na zaprzęg konny wraz ze sprzętem gaśniczym. W 1950 roku OSP Kostuchna otrzymała samochód marki Mewa, w 1952 roku GAZ, zaś w późniejszych latach Lublin. W 1972 roku oddano do użytku nową remizę strażacką dla OSP Kostuchna, a decyzję o jej budowie podjęła Rada Narodowa w Kostuchnie uchwałą z dnia 19 lutego 1968 roku.
Przy ulicy T. Boya-Żeleńskiego 77 działa NZOZ Revital System Medyczny, w którym działa szereg gabinetów specjalistycznych, w tym kardiologiczny, ginekologiczny czy diabetologiczny. Do innych ważniejszych placówek opieki zdrowotnej w Kostuchnie należą m.in.: centrum medyczne Profmedical przy (ul. Szarych Szeregów 47) i przychodnia Signum (ul. Bażantów 6; osiedle Bażantowo). Dnia 16 listopada 1991 roku w Kostuchnie przy kopalni „Murcki” otwarto Ośrodek Rehabilitacyjno-Rekreacyjny oraz kryty basen kąpielowy. Został on sprywatyzowany i przekształcony 1 lipca 1995 roku w Centrum Rehabilitacji i Odnowy Biologicznej i Sportu. Współcześnie zaś, według stanu z 2021 roku placówka ta funkcjonuje jako jedna z placówek Centrum Rehabilis przy ulicy T. Boya-Żeleńskiego 100.

## Kultura

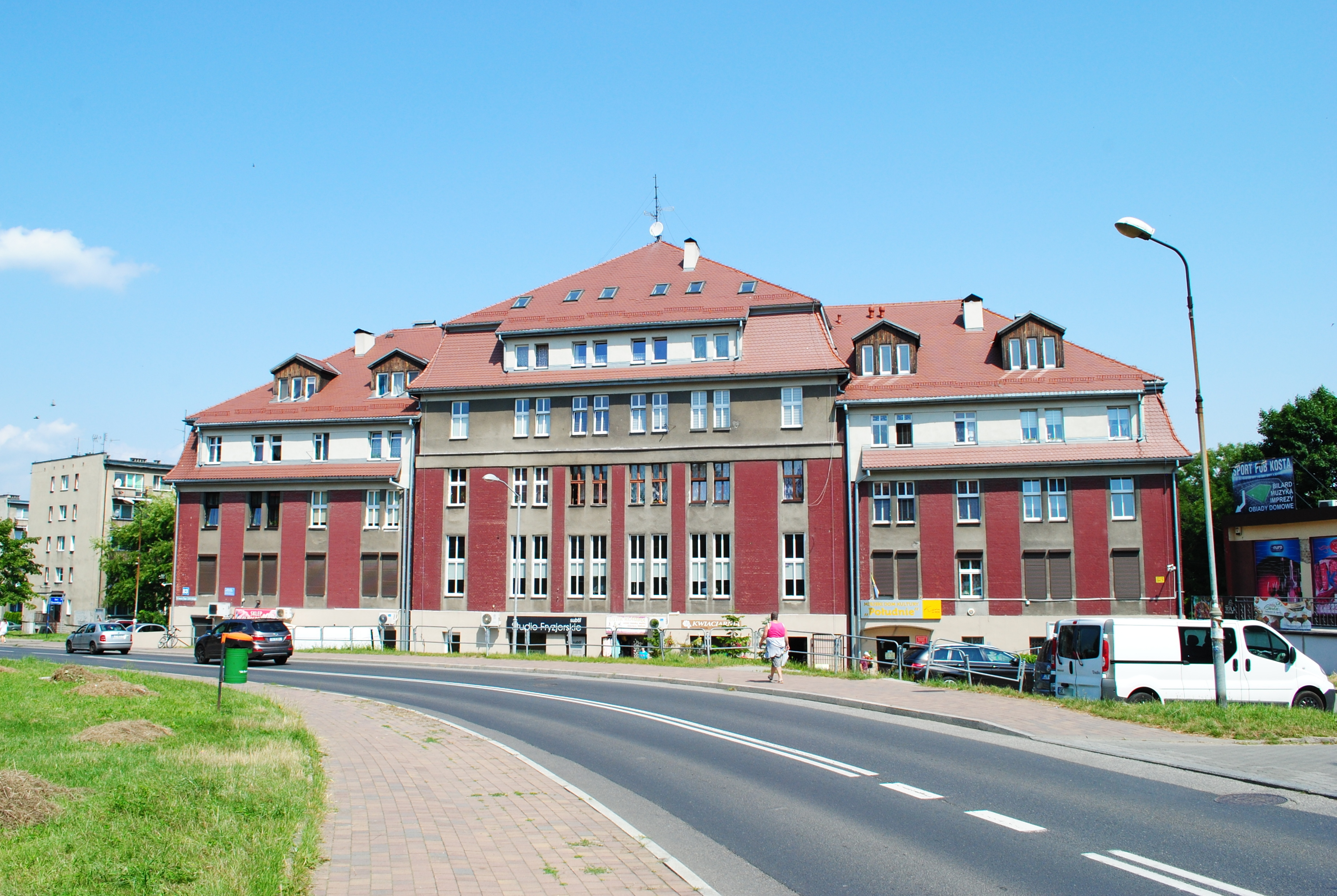
Siedziba Miejskiego Domu Kultury „Południe” w Katowicach (ul. T. Boya-Żeleńskiego 83)

Zorganizowana działalność kulturalna w Kostuchnie zaczęła się rozwijać pod koniec XIX wieku. Wówczas to w latach 90. XIX wieku ożywioną działalność prowadziła prowadzona przez Jana Sikorę czytelnia Towarzystwa Czytelni Ludowych.
W dniu 12 czerwca 1913 roku w Kostuchnie zostało założone Towarzystwo Śpiewu „Słowiczek”. Jest to zespół śpiewaczy będący swego czasu jednym z największych chórów w regionie – w 1950 roku liczył 119 członków. W latach międzywojennych chór ten był członkiem Stowarzyszenia Śpiewaków Śląskich. Chór ten w swojej historii prowadzili różni dyrygenci, zaś najdłużej z nim związany był Mieczysław Dziendziel, działający w „Słowiczku” w latach 1954–1994. Od 2003 roku chór należy do Konfraterni Najstarszych Chórów i Orkiestr Województwa Śląskiego. Chór mieszany „Słowiczek” ma obecnie swoją siedzibę w gmachu Miejskiego Domu Kultury „Południe” w Katowicach. Występuje on zarówno na różnego typu uroczystościach świeckich, jak i też kościelnych.
W Kostuchnie przy kopalni „Böera” („Boże Dary”) w 1922 roku została założona orkiestra dęta licząca 18 muzyków. Od założenia orkiestry do 1937 roku prowadził ją Józef Solik. Została ona połączona z orkiestrą kopalni „Murcki” w 1977 roku.
W 1924 roku na terenie kolonii Borea (Boże Dary) rozpoczęła działalność wypożyczalnia książek należąca do Towarzystwa Czytelni Ludowych, zaś w 1927 roku otwarto tutaj placówkę Naszej Czytelni.

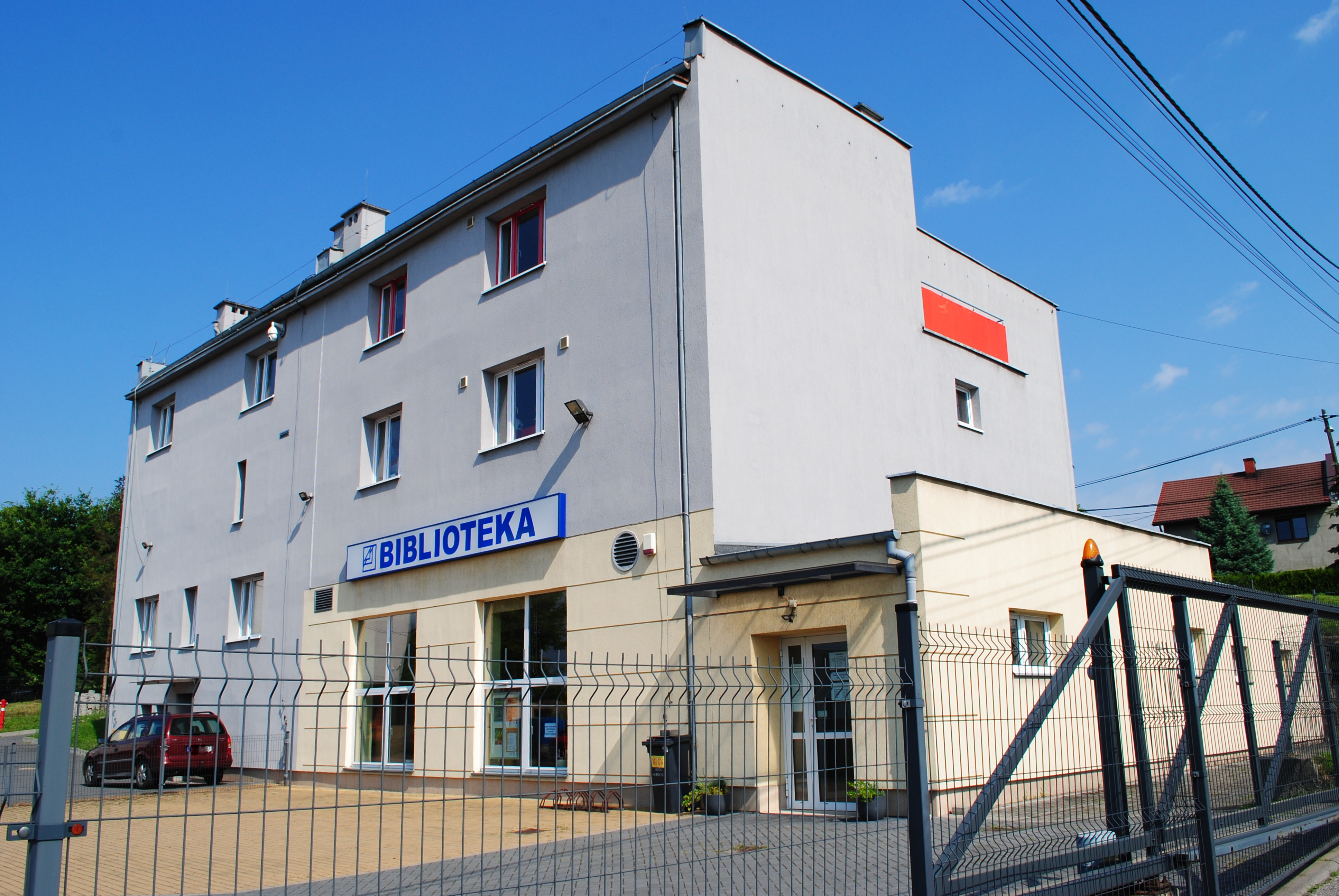
Siedziba Filii nr 27 Miejskiej Biblioteki Publicznej w Katowicach (ul. Szarych Szeregów 62)

Dom Kultury w Kostuchnie działał po zakończeniu II wojny światowej jako Górnicza Świetlica Kulturalno-Oświatowa przy kopalni „Boże Dary”, którą przekształcono w 1960 roku w działający do 1982 roku Klub Górniczy. W 1959 roku w Kostuchnie otwarto kino „Róża”, które w latach 60. XX wieku przemianowano na „Poemat”. Było ono czynne do 1982 roku. Uchwałą Rady Miasta Katowice w 2000 roku został założony Miejski Dom Kultury „Południe” w Katowicach. Jego główna siedziba mieści się przy ulicy T. Boya-Żeleńskiego 83, zaś cztery jego filie znajdują się w dzielnicach: Piotrowice-Ochojec, Murcki, Zarzecze i Podlesie. Miejski Domu Kultury „Południe” w Katowicach organizuje wszelkiego typu zajęcia kulturalne dla osób w różnych grupach wiekowych. W sezonie 2022/2023 odbywały się tutaj zajęcia malarskie, artystyczne, taneczne, językowe i inne. Działały w tym czasie: zespoły taneczne „Arabeska” i „Galaxy”, chór „Słowiczek” oraz Klub Seniora.
Od 28 lipca 2022 roku Teatr Żelazny, mający dotychczas swoją siedzibę w budynku dawnego dworca kolejowego na przystanku osobowym Katowice Piotrowice swoje spektakle zaczął organizować w siedzibie głównej MDK „Południe” w Katowicach.
Przy ulicy T. Boya-Żeleńskiego 63 siedzibę ma OtwArte, będąca przestrzenią artystyczną dla dzieci i dorosłych. W placówce tej organizowane są zajęcia muzyczne dla dzieci, sensoplastyki, gimnastyki, jogi oraz innego typu aktywności i warsztaty. Filia nr 27 Miejskiej Biblioteki Publicznej w Katowicach znajduje się w Kostuchnie przy ulicy Szarych Szeregów 62. Placówka ta poza wypożyczalnią dla dzieci i dorosłych organizuje lekcje biblioteczne, cykle spotkań dla dzieci, prelekcje, spotkania autorskie i literackie, a także inne zajęcia dla dzieci i osób starszych.

## Religia

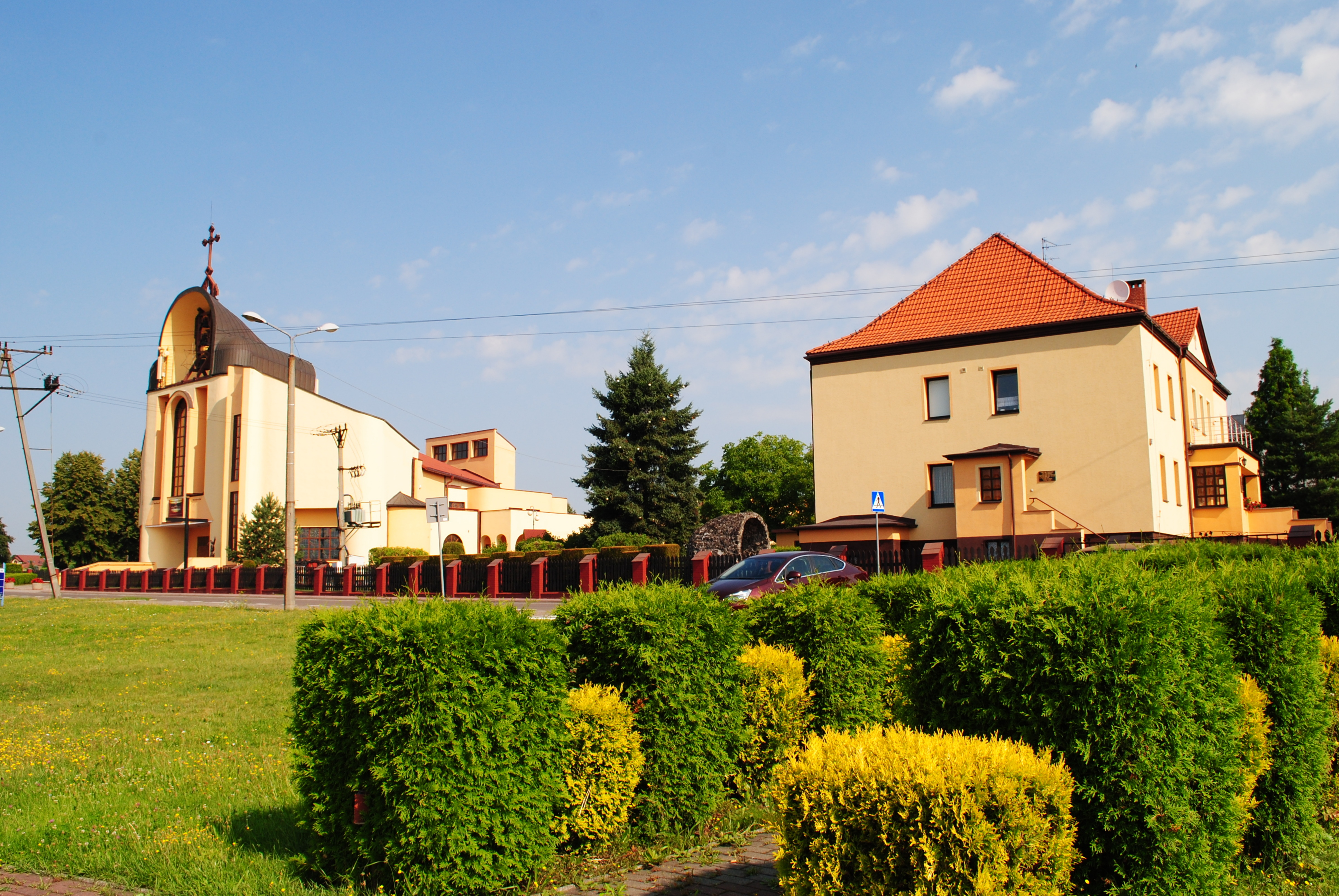
Rzymskokatolicki kościół Trójcy Przenajświętszej (po lewej) oraz probostwo parafii Trójcy Przenajświętszej przy ulicy T. Boya-Żeleńskiego 34 (po prawej)

Największą wspólnotą wyznaniową w Kostuchnie jest kościół rzymskokatolicki. Pierwotnie rzymskokatoliccy wierni z rejonów Kostuchny przynależeli do diecezji krakowskiej, do mikołowskiej parafii będącej częścią dekanatu pszczyńskiego od połowy XIV wieku. Powstała w 1222 roku parafia św. Wojciecha w Mikołowie obejmowała wiernych m.in. z terenów Podlesia, Piotrowic (w tym obszar Kostuchny), Panewnik, Ligoty i Zarzecza.
Od momentu powstania na początku XX wieku kolonii Böer (Boże Dary) zaczęło się dzielenie obszaru obecnej dzielnicy Kostuchna na różne parafie. Część wiernych z kolonii przygórniczej należała do parafii w Tychach, a potem do murckowskiej parafii Najświętszego Serca Pana Jezusa. Starsza część Kostuchny (Górka) wraz z sąsiednimi Piotrowicami przyłączono do powstałej przy franciszkańskim kościele w Panewnikach parafii w 1914 roku, zaś w 1920 roku do powstałej wówczas parafii w Podlesiu.

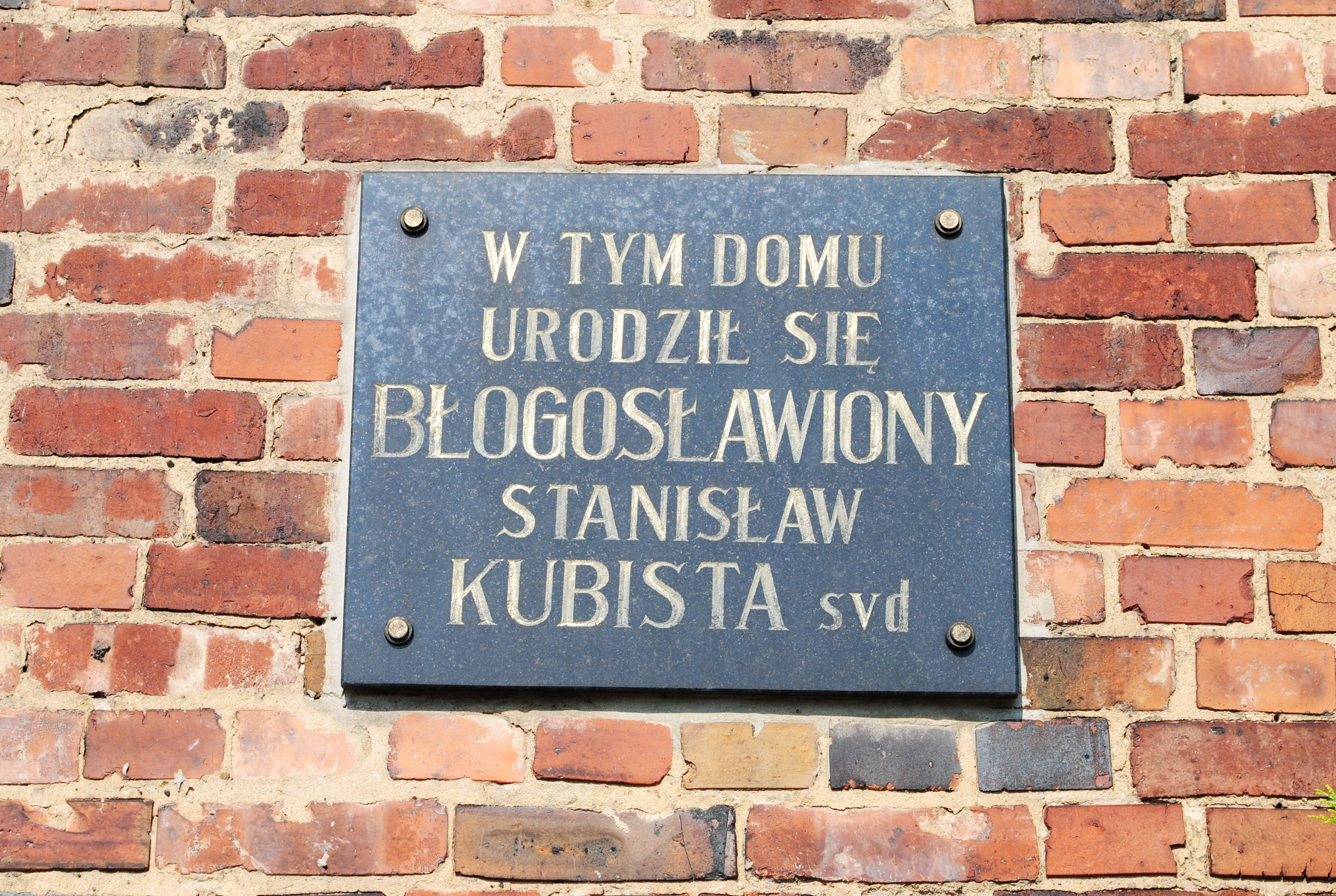
Tablica na fasadzie domu przy ulicy T. Boya-Żeleńskiego 38, w miejscu narodzin bł. o. Stanisława Kubisty

Z Kostuchny pochodził żyjący w latach 1898–1940 Stanisław Kubista, błogosławiony kościoła katolickiego, ojciec werbista. Przed kościołem parafialnym znajduje się obelisk i skwer nazwany jego imieniem, poświęcony 1 października 2000 roku przez biskupa Stefana Cichego.
Wierni rzymskokatoliccy z Kostuchny dopiero po II wojnie światowej postawili własną świątynię. W 1946 roku zakupiono barak, który przekształcono w tym czasowy kościół. Budynek ten przez kolejne lata służył jako kościół, ale z uwagi na coraz gorszy stan techniczny wystąpiono w 1977 roku do władz wojewódzkich z prośbą o jego modernizację. Podczas prac ustalono, że stan techniczny budynku jest na tyle zły, że należało wybudować nową świątynię, którą wybudowano w 1995 roku, a w tym samym roku rozebrano stary kościół.
Parafia rzymskokatolicka pw. Trójcy Przenajświętszej została wydzielona z piotrowickiej parafii Najświętszego Serca Pana Jezusa i św. Jana Bosko. Została ona erygowana 20 grudnia 1957 roku, zaś kuracja istniała w Kostuchnie od 1 października 1947 roku. Siedziba wspólnoty znajduje się przy ulicy T. Boya-Żeleńskiego 34, zaś przy ulicy Migdałowców znajduje się cmentarz parafialny o powierzchni ok. 1,6 ha.

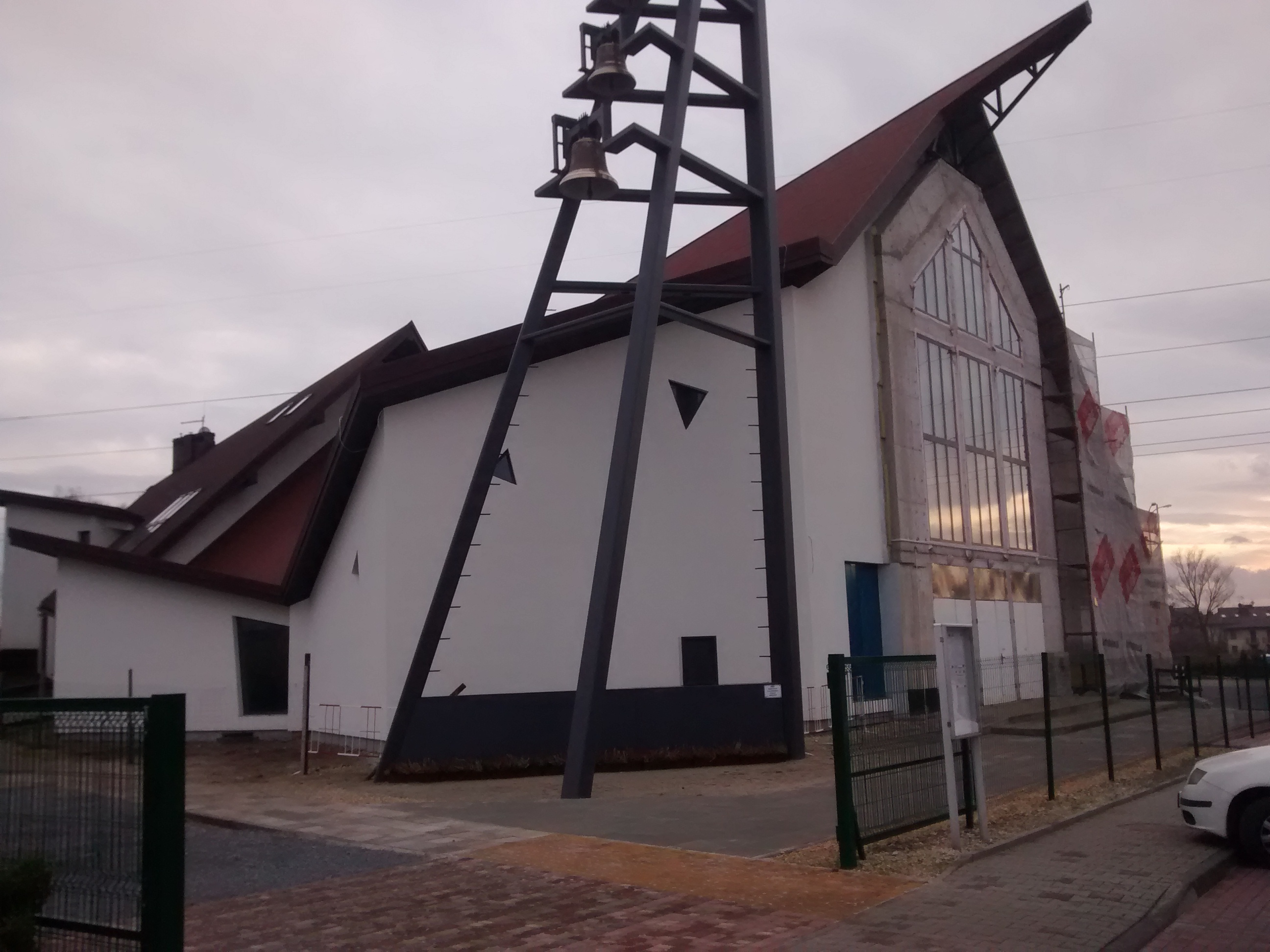
Kościół parafialny parafii Matki Bożej Fatimskiej (ul. Bukszpanowa)

Obecny kościół parafialny został wybudowany w latach 1985–1995. Pozwolenie na budowę kościoła wydano w 1987 roku, a na budowę świątyni wyznaczono teren przy ulicy Migdałowców, za budynkiem starego kościoła i parafii. Świątynię zaprojektował Marek Purszke, a wnętrza Zygmunt Brachmański i Michał Kuczmiński. Kościół w 1995 roku konsekrował abp Damian Zimoń. W latach 1987–1988 przy ulicy T. Boya-Żeleńskiego 34 wzniesiono budynek domu katechetycznego mieszczącego salki, aulę i bibliotekę, zaś obok kościoła w latach 1995–1999 wzniesiono budynek parafialny.
Od 1 września 2010 roku przy ulicy Pijarskiej 7 na osiedlu Bażantowo działa placówka Zakonu Pijarów Matki Bożej Królowej Szkół Pobożnych. W 2012 roku dwóch ojców kierowało szkołą i gimnazjum, które zostały wybudowane w latach 2009–2010 z inicjatywy dewelopera osiedla Bażantowo. W nim znajduje się także kaplica.
Na terenie dzielnicy Kostuchna przy ulicy Bukszpanowej 12 siedzibę ma jeszcze rzymskokatolicka parafia Matki Bożej Fatimskiej, która została erygowana 12 września 2010 roku przez abpa Damiana Zimonia. Parafię tę wydzielono z obszarów piotrowickiej parafii Najświętszego Serca Pana Jezusa i św. Jana Bosko, parafii Trójcy Przenajświętszej w Kostuchnie i parafii Matki Bożej Częstochowskiej w Podlesiu.

## Sport i rekreacja

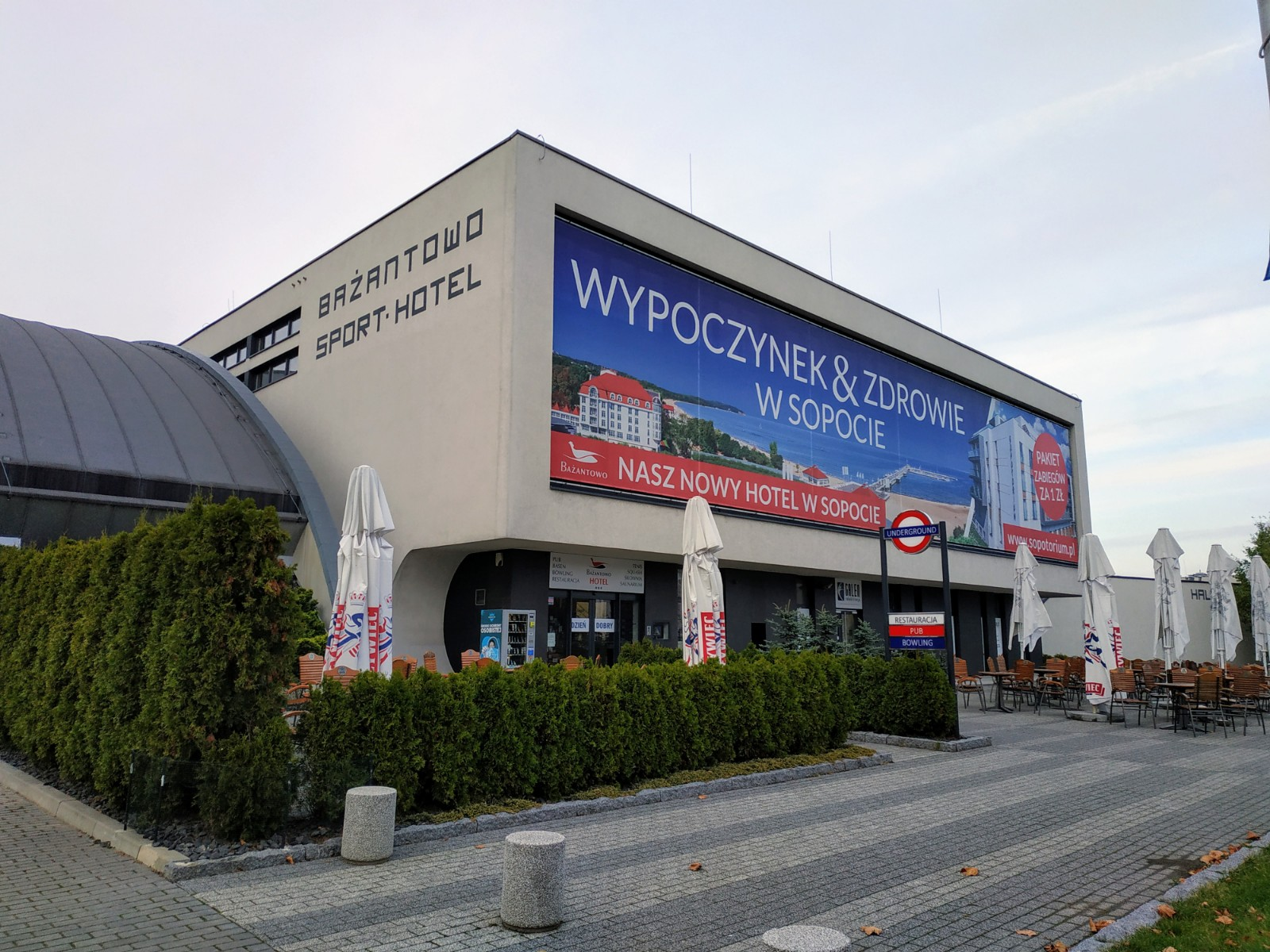
Ośrodek sportowy na terenie osiedla Bażantowo

Pierwszą organizacją sportową w Kostuchnie był powołany w piotrowickiej części Kostuchny Spielverein Kostuchna. Organizację tę założono w 1912 roku, a jej członkowie trenowali palanta. Pierwszą zaś polską organizacją kultury fizycznej było Towarzystwo Gimnastyczne „Sokół” Kostuchna. Gniazdo to założono w 1919 roku przez Karola Stabika i Jana Filaka, początkowo działając konspiracyjnie, zaś 13 maja 1920 roku ujawniło się jako filia gniazda Towarzystwa Gimnastycznego „Sokół” Nikiszowiec. W 1920 roku liczyło ono 104 członków. Gniazdo to działało nieprzerwanie aż do wybuchu II wojny światowej, a realizowano w nim klasyczny program „Sokoła” – organizowało ćwiczenia na świeżym powietrzu, wycieczki i marsze, a w ramach działalności oświatowej wygłaszano referaty i szkolenia w języku polskim.
W latach międzywojennych w Kostuchnie działało łącznie 6 organizacji sportowych.
W dniu 20 lutego 1945 roku reaktywowano w Kostuchnie Górniczy Klub Sportowy „Górnik” Kostuchna. Była to pierwsza organizacja sportowa odbudowana w województwie śląsko-dąbrowskim po zakończeniu na tym terenie działań II wojny światowej. Klub ten sięgał do najstarszych tradycji ruchu sportowego w Kostuchnie, reprezentowanego przez KS „Przyszłość” (działalność w latach 1926–1928) i Katolickie Stowarzyszenie Młodzieży (lata 1932–1939). Nowy stadion sportowy dla klubu powstał w 1961 roku. W czerwcu 1977 roku w wyniku połączenia kopalń „Boże Dary” i „Murcki” utworzono jeden wspólny klub sportowy – MK „Górnik” Katowice. W swojej historii klub ten prowadził sekcje: koszykówki, lekkoatletyczną, narciarstwa, piłki nożnej, piłki ręcznej, pływania, siatkówki, strzelectwa i tenisa stołowego. W klubie tym w 1965 roku było zrzeszonych 143 członków. W 2012 roku został on rozwiązany, a jego kontynuatorem został UKS MK Górnik Katowice
Z Kostuchny pochodził szermierz Józef Nowara. Uczestniczył on w igrzyskach olimpijskich w latach: 1968, 1972 i 1976.
W Kostuchnie w pobliżu ulicy Sołtysiej przy granicy dzielnicy z Podlesiem funkcjonował wyciąg narciarski „Sopelek”. Został on zaprojektowany i wybudowany w 1986 roku z inicjatywy pracownika kopalni „Murcki” Andrzeja Jakubińskiego.
Funkcje sportowo-rekreacyjne Kostuchny zapewniają: obiekty sportowo-rekreacyjne osiedla Bażantowo, przestrzeń publiczna przy kościele Trójcy Przenajświętszej, kompleks sportowy MK Górnik Katowice (stadion oraz kryta pływalnia przy ul. T. Boya-Żeleńskiego), place zabaw, skwer M. Banasika oraz sąsiedztwo Lasów Murckowskich z rozwiniętą siecią ścieżek spacerowych i rowerowych. Centrum Sportowe Bażantowo jest poza siłownią i basenem wyposażone m.in. w korty tenisowe, kręgielnię, boisko do squasha i halę sportową, zaś stadion MK Górnik Katowice przy ulicy T. Boya-Żeleńskiego 96 wyposażone jest w boisko trawiaste i widownię na 2 500 miejsc. Przy skrzyżowaniu ulic St. Witkiewicza i Smugowej znajduje się siłowania zewnętrzna, a standardowe siłownie znajdują się w budynkach przy ulicy Łopianowej 10 i przy ulicy J. Wantuły 11. Place zabaw w Kostuchnie zlokalizowane są w rejonie ulicy Wł. Skoczylasa, skrzyżowania ulic Bażantów i Wieżowej i przy ulicy Pijarskiej 3.